# Список лауреатов Государственной премии Республики Татарстан в области науки и техники

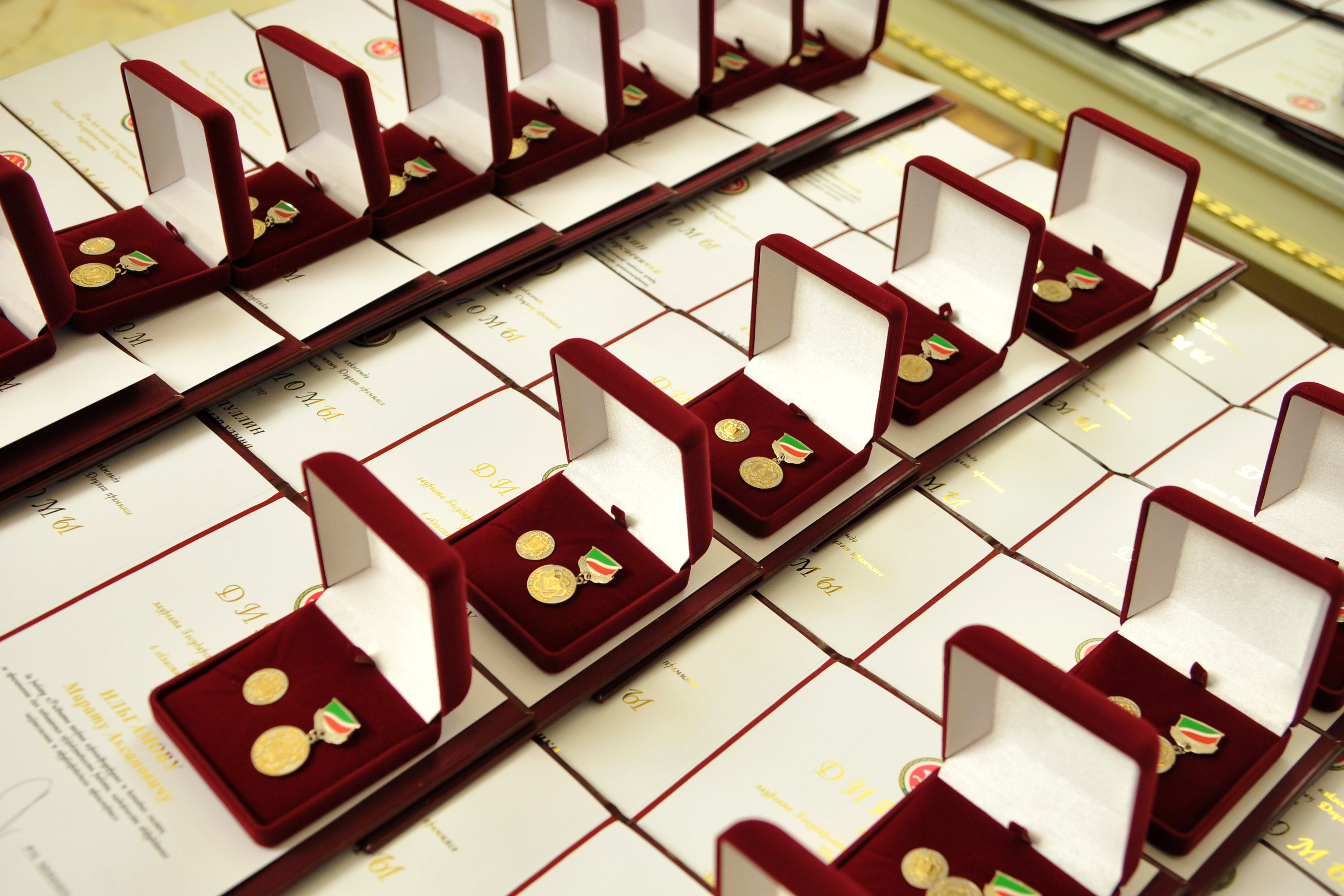
Дипломы и знаки лауреатов Государственной премии Республики Татарстан в области науки и техники

Государственная премия Республики Татарстан в области науки и техники (тат. Татарстан Республикасының фән һәм техника өлкәсендәге дәүләт премиясе) — премия, учреждённая 16 апреля 1993 года и присуждаемая президентом Республики Татарстан за вклад в развитие науки и техники.
| Год    | Число |
| ------ | ----- |
| 1994   | 45    |
| 1995   | 34    |
| 1996   | 29    |
| 1997   | 42    |
| 1998   | 25    |
| 1999   | 34    |
| 2000   | 40    |
| 2001   | 33    |
| 2002   | 29    |
| 2003   | 51    |
| 2004   | 48    |
| 2005   | 55    |
| 2006   | 46    |
| 2007   | 43    |
| 2008   | 52    |
| 2009   | 50    |
| 2010   | 35    |
| 2011   | 35    |
| 2012   | 45    |
| 2013   | 52    |
| 2014   | 44    |
| 2015   | 26    |
| 2016   | 32    |
| 2017   | 33    |
| 2018   | 16    |
| 2019   | 11    |
| 2020   | 15    |
| 2021   | 30    |
| Итого: | 1030  |

## Лауреаты премии
| Год  | № | Лауреат                 | Основание для награждения | П             |
| ---- | - | ----------------------- | --- | ------------- |
| 1994 | 1 | Закиев М. З.            | за работу «Татарская грамматика» | [ 3 ] [ 4 ]   |
| 1994 | 1 | Ганиев Ф. А.            | за работу «Татарская грамматика» | [ 3 ] [ 4 ]   |
| 1994 | 1 | Тумашева Д. Г.          | за работу «Татарская грамматика» | [ 3 ] [ 4 ]   |
| 1994 | 1 | Зиннатуллина К. З.      | за работу «Татарская грамматика» | [ 3 ] [ 4 ]   |
| 1994 | 2 | Халиков А. Х.           | за работу «Археологическая карта Татарстана» | [ 3 ] [ 4 ]   |
| 1994 | 2 | Старостин П. Н.         | за работу «Археологическая карта Татарстана» | [ 3 ] [ 4 ]   |
| 1994 | 2 | Хлебникова Т. А.        | за работу «Археологическая карта Татарстана» | [ 3 ] [ 4 ]   |
| 1994 | 2 | Фахрутдинов Р. Г.       | за работу «Археологическая карта Татарстана» | [ 3 ] [ 4 ]   |
| 1994 | 2 | Габяшев Р. С.           | за работу «Археологическая карта Татарстана» | [ 3 ] [ 4 ]   |
| 1994 | 2 | Казаков Е. П.           | за работу «Археологическая карта Татарстана» | [ 3 ] [ 4 ]   |
| 1994 | 2 | Хузин Ф. Ш.             | за работу «Археологическая карта Татарстана» | [ 3 ] [ 4 ]   |
| 1994 | 2 | Юсупов Г. В.            | за работу «Археологическая карта Татарстана» | [ 3 ] [ 4 ]   |
| 1994 | 3 | Визель А. О.            | за работу «Димефосфон — оригинальный лекарственный препарат, нормализующий функцию нервной системы» | [ 3 ] [ 4 ]   |
| 1994 | 3 | Муслинкин А. А.         | за работу «Димефосфон — оригинальный лекарственный препарат, нормализующий функцию нервной системы» | [ 3 ] [ 4 ]   |
| 1994 | 3 | Студенцова И. А.        | за работу «Димефосфон — оригинальный лекарственный препарат, нормализующий функцию нервной системы» | [ 3 ] [ 4 ]   |
| 1994 | 3 | Гараев Р. С.            | за работу «Димефосфон — оригинальный лекарственный препарат, нормализующий функцию нервной системы» | [ 3 ] [ 4 ]   |
| 1994 | 3 | Хафизьянова Р. Х.       | за работу «Димефосфон — оригинальный лекарственный препарат, нормализующий функцию нервной системы» | [ 3 ] [ 4 ]   |
| 1994 | 3 | Исмагилов М. Ф.         | за работу «Димефосфон — оригинальный лекарственный препарат, нормализующий функцию нервной системы» | [ 3 ] [ 4 ]   |
| 1994 | 3 | Данилов В. И.           | за работу «Димефосфон — оригинальный лекарственный препарат, нормализующий функцию нервной системы» | [ 3 ] [ 4 ]   |
| 1994 | 3 | Фатыхова С. Ф.          | за работу «Димефосфон — оригинальный лекарственный препарат, нормализующий функцию нервной системы» | [ 3 ] [ 4 ]   |
| 1994 | 4 | Сайфуллин Р. С.         | за работу «Создание и развитие теории и технологии композиционных покрытий и материалов, выделяемых из электролитов-суспензий» | [ 3 ] [ 4 ]   |
| 1994 | 5 | Ионов Э. Ф.             | за работу «Создание и внедрение высокозимостойких засухоустойчивых сортов озимой пшеницы „Казанская — 84“ и „Мешинская — 2“» | [ 3 ] [ 4 ]   |
| 1994 | 5 | Валиуллин У. Х.         | за работу «Создание и внедрение высокозимостойких засухоустойчивых сортов озимой пшеницы „Казанская — 84“ и „Мешинская — 2“» | [ 3 ] [ 4 ]   |
| 1994 | 5 | Капитонова Н. П.        | за работу «Создание и внедрение высокозимостойких засухоустойчивых сортов озимой пшеницы „Казанская — 84“ и „Мешинская — 2“» | [ 3 ] [ 4 ]   |
| 1994 | 5 | Семахина Л. А.          | за работу «Создание и внедрение высокозимостойких засухоустойчивых сортов озимой пшеницы „Казанская — 84“ и „Мешинская — 2“» | [ 3 ] [ 4 ]   |
| 1994 | 6 | Ильясов А. В.           | за работу «Электронный парамагнитный резонанс фосфорсодержащих свободных радикалов» | [ 3 ] [ 4 ]   |
| 1994 | 6 | Каргин Ю. М.            | за работу «Электронный парамагнитный резонанс фосфорсодержащих свободных радикалов» | [ 3 ] [ 4 ]   |
| 1994 | 6 | Левин Я. А.             | за работу «Электронный парамагнитный резонанс фосфорсодержащих свободных радикалов» | [ 3 ] [ 4 ]   |
| 1994 | 6 | Вафина А. А.            | за работу «Электронный парамагнитный резонанс фосфорсодержащих свободных радикалов» | [ 3 ] [ 4 ]   |
| 1994 | 7 | Усманов А. Г.           | за работу «Разработка теоретических основ химической технологии и совершенствования производства бутилкаучука, оксида пропилена и стирола на АО „Нижнекамскнефтехим“» | [ 3 ] [ 4 ]   |
| 1994 | 7 | Гарифуллин Ф. А.        | за работу «Разработка теоретических основ химической технологии и совершенствования производства бутилкаучука, оксида пропилена и стирола на АО „Нижнекамскнефтехим“» | [ 3 ] [ 4 ]   |
| 1994 | 7 | Харлампиди Х. Э.        | за работу «Разработка теоретических основ химической технологии и совершенствования производства бутилкаучука, оксида пропилена и стирола на АО „Нижнекамскнефтехим“» | [ 3 ] [ 4 ]   |
| 1994 | 7 | Ахмадиев Ф. Г.          | за работу «Разработка теоретических основ химической технологии и совершенствования производства бутилкаучука, оксида пропилена и стирола на АО „Нижнекамскнефтехим“» | [ 3 ] [ 4 ]   |
| 1994 | 7 | Сахапов Г. З.           | за работу «Разработка теоретических основ химической технологии и совершенствования производства бутилкаучука, оксида пропилена и стирола на АО „Нижнекамскнефтехим“» | [ 3 ] [ 4 ]   |
| 1994 | 7 | Серебряков Б. Р.        | за работу «Разработка теоретических основ химической технологии и совершенствования производства бутилкаучука, оксида пропилена и стирола на АО „Нижнекамскнефтехим“» | [ 3 ] [ 4 ]   |
| 1994 | 7 | Галиев Р. Г.            | за работу «Разработка теоретических основ химической технологии и совершенствования производства бутилкаучука, оксида пропилена и стирола на АО „Нижнекамскнефтехим“» | [ 3 ] [ 4 ]   |
| 1994 | 7 | Шамсутдинов В. Г.       | за работу «Разработка теоретических основ химической технологии и совершенствования производства бутилкаучука, оксида пропилена и стирола на АО „Нижнекамскнефтехим“» | [ 3 ] [ 4 ]   |
| 1994 | 8 | Абдулмазитов Р. Г.      | за работу «Высокоэффективная комплексная система разработки трудноизвлекаемых запасов нефти» | [ 3 ] [ 4 ]   |
| 1994 | 8 | Галеев Р. Г.            | за работу «Высокоэффективная комплексная система разработки трудноизвлекаемых запасов нефти» | [ 3 ] [ 4 ]   |
| 1994 | 8 | Кандаурова Г. Ф.        | за работу «Высокоэффективная комплексная система разработки трудноизвлекаемых запасов нефти» | [ 3 ] [ 4 ]   |
| 1994 | 8 | Муслимов Р. Х.          | за работу «Высокоэффективная комплексная система разработки трудноизвлекаемых запасов нефти» | [ 3 ] [ 4 ]   |
| 1994 | 8 | Сулейманов Э. И.        | за работу «Высокоэффективная комплексная система разработки трудноизвлекаемых запасов нефти» | [ 3 ] [ 4 ]   |
| 1994 | 8 | Фазлыев Р. Т.           | за работу «Высокоэффективная комплексная система разработки трудноизвлекаемых запасов нефти» | [ 3 ] [ 4 ]   |
| 1994 | 8 | Хисамов Р. С.           | за работу «Высокоэффективная комплексная система разработки трудноизвлекаемых запасов нефти» | [ 3 ] [ 4 ]   |
| 1994 | 8 | Юсупов И. Г.            | за работу «Высокоэффективная комплексная система разработки трудноизвлекаемых запасов нефти» | [ 3 ] [ 4 ]   |
| 1995 | 1 | Миннегулов Х. Ю.        | за монографию «Татарская литература и восточная классика (вопросы взаимосвязей и поэтики)», изданную в 1993 году | [ 3 ] [ 5 ]   |
| 1995 | 2 | Гафаров Х. З.           | за работу «Новая система хирургической реабилитации детей с ортопедическими заболеваниями нижних конечностей с учётом торсионной патологии» | [ 3 ] [ 5 ]   |
| 1995 | 2 | Ахтямов И. Ф.           | за работу «Новая система хирургической реабилитации детей с ортопедическими заболеваниями нижних конечностей с учётом торсионной патологии» | [ 3 ] [ 5 ]   |
| 1995 | 3 | Равилов А. З.           | за работу «Разработка биологических препаратов и методов диагностики, лечения и профилактики хламидиозов сельскохозяйственных животных, пушных зверей и птиц» | [ 3 ] [ 5 ]   |
| 1995 | 3 | Гаффаров Х. З.          | за работу «Разработка биологических препаратов и методов диагностики, лечения и профилактики хламидиозов сельскохозяйственных животных, пушных зверей и птиц» | [ 3 ] [ 5 ]   |
| 1995 | 3 | Хамадеев Р. Х.          | за работу «Разработка биологических препаратов и методов диагностики, лечения и профилактики хламидиозов сельскохозяйственных животных, пушных зверей и птиц» | [ 3 ] [ 5 ]   |
| 1995 | 3 | Шафикова Р. А.          | за работу «Разработка биологических препаратов и методов диагностики, лечения и профилактики хламидиозов сельскохозяйственных животных, пушных зверей и птиц» | [ 3 ] [ 5 ]   |
| 1995 | 3 | Боровик Р. В.           | за работу «Разработка биологических препаратов и методов диагностики, лечения и профилактики хламидиозов сельскохозяйственных животных, пушных зверей и птиц» | [ 3 ] [ 5 ]   |
| 1995 | 3 | Никитин И. Н.           | за работу «Разработка биологических препаратов и методов диагностики, лечения и профилактики хламидиозов сельскохозяйственных животных, пушных зверей и птиц» | [ 3 ] [ 5 ]   |
| 1995 | 3 | Равилов Р. Х.           | за работу «Разработка биологических препаратов и методов диагностики, лечения и профилактики хламидиозов сельскохозяйственных животных, пушных зверей и птиц» | [ 3 ] [ 5 ]   |
| 1995 | 3 | Хусаинов Ф. М.          | за работу «Разработка биологических препаратов и методов диагностики, лечения и профилактики хламидиозов сельскохозяйственных животных, пушных зверей и птиц» | [ 3 ] [ 5 ]   |
| 1995 | 4 | Полетаев Г. И.          | за работу «Физиологические основы межклеточных взаимодействий в системе нерв — мышца». | [ 3 ] [ 5 ]   |
| 1995 | 4 | Выскочил Ф.             | за работу «Физиологические основы межклеточных взаимодействий в системе нерв — мышца». | [ 3 ] [ 5 ]   |
| 1995 | 4 | Волкова И. Н.           | за работу «Физиологические основы межклеточных взаимодействий в системе нерв — мышца». | [ 3 ] [ 5 ]   |
| 1995 | 4 | Хамитов Х. С.           | за работу «Физиологические основы межклеточных взаимодействий в системе нерв — мышца». | [ 3 ] [ 5 ]   |
| 1995 | 4 | Зефиров А. Л.           | за работу «Физиологические основы межклеточных взаимодействий в системе нерв — мышца». | [ 3 ] [ 5 ]   |
| 1995 | 4 | Никольский Е. Е.        | за работу «Физиологические основы межклеточных взаимодействий в системе нерв — мышца». | [ 3 ] [ 5 ]   |
| 1995 | 4 | Гиниатуллин Р. А.       | за работу «Физиологические основы межклеточных взаимодействий в системе нерв — мышца». | [ 3 ] [ 5 ]   |
| 1995 | 4 | Волков Е. М.            | за работу «Физиологические основы межклеточных взаимодействий в системе нерв — мышца». | [ 3 ] [ 5 ]   |
| 1995 | 5 | Мингазов В. В.          | за работу «Получение высоких урожаев зерновых культур на основе широкого внедрения достижений науки и техники в производство (Арский р-н)» | [ 3 ] [ 5 ]   |
| 1995 | 5 | Хусаенов Р. С.          | за работу «Получение высоких урожаев зерновых культур на основе широкого внедрения достижений науки и техники в производство (Арский р-н)» | [ 3 ] [ 5 ]   |
| 1995 | 5 | Гарипов Р. З.           | за работу «Получение высоких урожаев зерновых культур на основе широкого внедрения достижений науки и техники в производство (Арский р-н)» | [ 3 ] [ 5 ]   |
| 1995 | 5 | Валиев И. Г.            | за работу «Получение высоких урожаев зерновых культур на основе широкого внедрения достижений науки и техники в производство (Арский р-н)» | [ 3 ] [ 5 ]   |
| 1995 | 5 | Сабиров Р. С.           | за работу «Получение высоких урожаев зерновых культур на основе широкого внедрения достижений науки и техники в производство (Арский р-н)» | [ 3 ] [ 5 ]   |
| 1995 | 5 | Габдрахманов А. А.      | за работу «Получение высоких урожаев зерновых культур на основе широкого внедрения достижений науки и техники в производство (Арский р-н)» | [ 3 ] [ 5 ]   |
| 1995 | 6 | Пленкин А. П.           | за работу «Геолого-экономическое исследование проблем и обоснование перспектив развития минерально-производственного комплекса строительных материалов Республики Татарстан» | [ 3 ] [ 5 ]   |
| 1995 | 6 | Рахимов Р. З.           | за работу «Геолого-экономическое исследование проблем и обоснование перспектив развития минерально-производственного комплекса строительных материалов Республики Татарстан» | [ 3 ] [ 5 ]   |
| 1995 | 6 | Садыков Р. К.           | за работу «Геолого-экономическое исследование проблем и обоснование перспектив развития минерально-производственного комплекса строительных материалов Республики Татарстан» | [ 3 ] [ 5 ]   |
| 1995 | 6 | Семенов В. Ф.           | за работу «Геолого-экономическое исследование проблем и обоснование перспектив развития минерально-производственного комплекса строительных материалов Республики Татарстан» | [ 3 ] [ 5 ]   |
| 1995 | 6 | Сенаторов П. П.         | за работу «Геолого-экономическое исследование проблем и обоснование перспектив развития минерально-производственного комплекса строительных материалов Республики Татарстан» | [ 3 ] [ 5 ]   |
| 1995 | 6 | Тихвинский И. Н.        | за работу «Геолого-экономическое исследование проблем и обоснование перспектив развития минерально-производственного комплекса строительных материалов Республики Татарстан» | [ 3 ] [ 5 ]   |
| 1995 | 6 | Чуприна Н. С.           | за работу «Геолого-экономическое исследование проблем и обоснование перспектив развития минерально-производственного комплекса строительных материалов Республики Татарстан» | [ 3 ] [ 5 ]   |
| 1995 | 6 | Шаманский И. Л.         | за работу «Геолого-экономическое исследование проблем и обоснование перспектив развития минерально-производственного комплекса строительных материалов Республики Татарстан» | [ 3 ] [ 5 ]   |
| 1995 | 7 | Юнусов Ф. С.            | за работу «Формообразование сложнопрофильных поверхностей механообработкой» | [ 3 ] [ 5 ]   |
| 1996 | 1 | Махмутов М. И.          | за цикл работ «Теория и практика проблемного обучения», опубликованных в 1972—1995 годах | [ 3 ] [ 6 ]   |
| 1996 | 2 | Сафин М. А.             | за работу «Разработка комплекса мер диагностики, профилактики и ликвидации туберкулёза крупного рогатого скота и свиней» | [ 3 ] [ 6 ]   |
| 1996 | 2 | Идрисов Г. З.           | за работу «Разработка комплекса мер диагностики, профилактики и ликвидации туберкулёза крупного рогатого скота и свиней» | [ 3 ] [ 6 ]   |
| 1996 | 2 | Хазипов Н. З.           | за работу «Разработка комплекса мер диагностики, профилактики и ликвидации туберкулёза крупного рогатого скота и свиней» | [ 3 ] [ 6 ]   |
| 1996 | 2 | Акберов Ф. Г.           | за работу «Разработка комплекса мер диагностики, профилактики и ликвидации туберкулёза крупного рогатого скота и свиней» | [ 3 ] [ 6 ]   |
| 1996 | 2 | Хамзин Р. А.            | за работу «Разработка комплекса мер диагностики, профилактики и ликвидации туберкулёза крупного рогатого скота и свиней» | [ 3 ] [ 6 ]   |
| 1996 | 2 | Сибгатуллин Р. С.       | за работу «Разработка комплекса мер диагностики, профилактики и ликвидации туберкулёза крупного рогатого скота и свиней» | [ 3 ] [ 6 ]   |
| 1996 | 2 | Харитонов М. В.         | за работу «Разработка комплекса мер диагностики, профилактики и ликвидации туберкулёза крупного рогатого скота и свиней» | [ 3 ] [ 6 ]   |
| 1996 | 2 | Тюрикова Р. П.          | за работу «Разработка комплекса мер диагностики, профилактики и ликвидации туберкулёза крупного рогатого скота и свиней» | [ 3 ] [ 6 ]   |
| 1996 | 3 | Гилязутдинова З. Ш.     | за работу «Новая система оздоровления беременных женщин в условиях санаторно-курортных учреждений» | [ 3 ] [ 6 ]   |
| 1996 | 3 | Сахабутдинов Ю. Е.      | за работу «Новая система оздоровления беременных женщин в условиях санаторно-курортных учреждений» | [ 3 ] [ 6 ]   |
| 1996 | 3 | Бардина Г. А.           | за работу «Новая система оздоровления беременных женщин в условиях санаторно-курортных учреждений» | [ 3 ] [ 6 ]   |
| 1996 | 3 | Янгуразова Ф. Х.        | за работу «Новая система оздоровления беременных женщин в условиях санаторно-курортных учреждений» | [ 3 ] [ 6 ]   |
| 1996 | 4 | Каримов А. Х.           | за работу «Разработка теории, технологических процессов, оборудования и внедрение электро-химической размерной обработки деталей» | [ 3 ] [ 6 ]   |
| 1996 | 4 | Клоков В. В.            | за работу «Разработка теории, технологических процессов, оборудования и внедрение электро-химической размерной обработки деталей» | [ 3 ] [ 6 ]   |
| 1996 | 4 | Садыков З. Б.           | за работу «Разработка теории, технологических процессов, оборудования и внедрение электро-химической размерной обработки деталей» | [ 3 ] [ 6 ]   |
| 1996 | 5 | Васянин Г. И.           | за работу «Техногенез, мониторинг, здоровье населения и промышленное внедрение мероприятий по оздоровлению экологической обстановки в нефтедобывающих районах Республики Татарстан» | [ 3 ] [ 6 ]   |
| 1996 | 5 | Жеребцов Е. П.          | за работу «Техногенез, мониторинг, здоровье населения и промышленное внедрение мероприятий по оздоровлению экологической обстановки в нефтедобывающих районах Республики Татарстан» | [ 3 ] [ 6 ]   |
| 1996 | 5 | Загиров М. М.           | за работу «Техногенез, мониторинг, здоровье населения и промышленное внедрение мероприятий по оздоровлению экологической обстановки в нефтедобывающих районах Республики Татарстан» | [ 3 ] [ 6 ]   |
| 1996 | 5 | Зыятдинов К. Ш.         | за работу «Техногенез, мониторинг, здоровье населения и промышленное внедрение мероприятий по оздоровлению экологической обстановки в нефтедобывающих районах Республики Татарстан» | [ 3 ] [ 6 ]   |
| 1996 | 5 | Иванов А. В.            | за работу «Техногенез, мониторинг, здоровье населения и промышленное внедрение мероприятий по оздоровлению экологической обстановки в нефтедобывающих районах Республики Татарстан» | [ 3 ] [ 6 ]   |
| 1996 | 5 | Магалимов А. Ф.         | за работу «Техногенез, мониторинг, здоровье населения и промышленное внедрение мероприятий по оздоровлению экологической обстановки в нефтедобывающих районах Республики Татарстан» | [ 3 ] [ 6 ]   |
| 1996 | 5 | Тахаутдинов Ш. Ф.       | за работу «Техногенез, мониторинг, здоровье населения и промышленное внедрение мероприятий по оздоровлению экологической обстановки в нефтедобывающих районах Республики Татарстан» | [ 3 ] [ 6 ]   |
| 1996 | 5 | Чендарев В. В.          | за работу «Техногенез, мониторинг, здоровье населения и промышленное внедрение мероприятий по оздоровлению экологической обстановки в нефтедобывающих районах Республики Татарстан» | [ 3 ] [ 6 ]   |
| 1996 | 6 | Чабдаров Ш. М.          | за работу «Радиоэлектронные системы и комплексы для виброакустических испытаний машин и приборов (Теория, методы, средства)» | [ 3 ] [ 6 ]   |
| 1996 | 6 | Урецкий Я. С.           | за работу «Радиоэлектронные системы и комплексы для виброакустических испытаний машин и приборов (Теория, методы, средства)» | [ 3 ] [ 6 ]   |
| 1996 | 6 | Баширов З. А.           | за работу «Радиоэлектронные системы и комплексы для виброакустических испытаний машин и приборов (Теория, методы, средства)» | [ 3 ] [ 6 ]   |
| 1996 | 6 | Мнекин Р. В.            | за работу «Радиоэлектронные системы и комплексы для виброакустических испытаний машин и приборов (Теория, методы, средства)» | [ 3 ] [ 6 ]   |
| 1996 | 6 | Овчинников А. Л.        | за работу «Радиоэлектронные системы и комплексы для виброакустических испытаний машин и приборов (Теория, методы, средства)» | [ 3 ] [ 6 ]   |
| 1997 | 1 | Ханзафаров Н. Г.        | за монографию «Татарская комедия (истоки и развитие)» | [ 3 ] [ 7 ]   |
| 1997 | 2 | Литвин А. Л.            | за цикл работ «Политические репрессии в советском обществе», опубликованных в 1993—1995 годах | [ 3 ] [ 7 ]   |
| 1997 | 3 | Рокицкий М. Р.          | за работу «Разработка и внедрение новых технологий в детской хирургии» | [ 3 ] [ 7 ]   |
| 1997 | 3 | Ахунзянов А. А.         | за работу «Разработка и внедрение новых технологий в детской хирургии» | [ 3 ] [ 7 ]   |
| 1997 | 3 | Гребнев П. Н.           | за работу «Разработка и внедрение новых технологий в детской хирургии» | [ 3 ] [ 7 ]   |
| 1997 | 4 | Гареев Р. Г.            | за работу «Разработка экономических основ и научно-общественной технологии производства, переработки и использования рапса с широким внедрением в практику» | [ 3 ] [ 7 ]   |
| 1997 | 4 | Якимов А. В.            | за работу «Разработка экономических основ и научно-общественной технологии производства, переработки и использования рапса с широким внедрением в практику» | [ 3 ] [ 7 ]   |
| 1997 | 4 | Шакиров Ш. К.           | за работу «Разработка экономических основ и научно-общественной технологии производства, переработки и использования рапса с широким внедрением в практику» | [ 3 ] [ 7 ]   |
| 1997 | 4 | Вахитов Р. К.           | за работу «Разработка экономических основ и научно-общественной технологии производства, переработки и использования рапса с широким внедрением в практику» | [ 3 ] [ 7 ]   |
| 1997 | 4 | Сафиоллин Ф. Н.         | за работу «Разработка экономических основ и научно-общественной технологии производства, переработки и использования рапса с широким внедрением в практику» | [ 3 ] [ 7 ]   |
| 1997 | 4 | Садртдинов Ф. З.        | за работу «Разработка экономических основ и научно-общественной технологии производства, переработки и использования рапса с широким внедрением в практику» | [ 3 ] [ 7 ]   |
| 1997 | 4 | Габбасов А. М.          | за работу «Разработка экономических основ и научно-общественной технологии производства, переработки и использования рапса с широким внедрением в практику» | [ 3 ] [ 7 ]   |
| 1997 | 5 | Угрюмова В. С.          | за работу «Изыскание, разработка и внедрение в производство дезинфицирующих, лечебно-профилактических и технологических химических препаратов» | [ 3 ] [ 7 ]   |
| 1997 | 5 | Гареев Р. Д.            | за работу «Изыскание, разработка и внедрение в производство дезинфицирующих, лечебно-профилактических и технологических химических препаратов» | [ 3 ] [ 7 ]   |
| 1997 | 5 | Романов Г. В.           | за работу «Изыскание, разработка и внедрение в производство дезинфицирующих, лечебно-профилактических и технологических химических препаратов» | [ 3 ] [ 7 ]   |
| 1997 | 5 | Габутдинов М. С.        | за работу «Изыскание, разработка и внедрение в производство дезинфицирующих, лечебно-профилактических и технологических химических препаратов» | [ 3 ] [ 7 ]   |
| 1997 | 5 | Барабанов В. И.         | за работу «Изыскание, разработка и внедрение в производство дезинфицирующих, лечебно-профилактических и технологических химических препаратов» | [ 3 ] [ 7 ]   |
| 1997 | 5 | Черевин В. Ф.           | за работу «Изыскание, разработка и внедрение в производство дезинфицирующих, лечебно-профилактических и технологических химических препаратов» | [ 3 ] [ 7 ]   |
| 1997 | 5 | Фахретдинов П. С.       | за работу «Изыскание, разработка и внедрение в производство дезинфицирующих, лечебно-профилактических и технологических химических препаратов» | [ 3 ] [ 7 ]   |
| 1997 | 5 | Юсупова Г. Р.           | за работу «Изыскание, разработка и внедрение в производство дезинфицирующих, лечебно-профилактических и технологических химических препаратов» | [ 3 ] [ 7 ]   |
| 1997 | 6 | Шарнин Г. П.            | за работу «Разработка и организация серийного производства системы комплексных средств защиты человека от воздействия токсичных, агрессивных и тепловых факторов в условиях производства и в аварийных ситуациях» | [ 3 ] [ 7 ]   |
| 1997 | 6 | Жиляев Г. Г.            | за работу «Разработка и организация серийного производства системы комплексных средств защиты человека от воздействия токсичных, агрессивных и тепловых факторов в условиях производства и в аварийных ситуациях» | [ 3 ] [ 7 ]   |
| 1997 | 6 | Садыков И. Х.           | за работу «Разработка и организация серийного производства системы комплексных средств защиты человека от воздействия токсичных, агрессивных и тепловых факторов в условиях производства и в аварийных ситуациях» | [ 3 ] [ 7 ]   |
| 1997 | 6 | Зарипов И. Н.           | за работу «Разработка и организация серийного производства системы комплексных средств защиты человека от воздействия токсичных, агрессивных и тепловых факторов в условиях производства и в аварийных ситуациях» | [ 3 ] [ 7 ]   |
| 1997 | 6 | Тарасов Л. А.           | за работу «Разработка и организация серийного производства системы комплексных средств защиты человека от воздействия токсичных, агрессивных и тепловых факторов в условиях производства и в аварийных ситуациях» | [ 3 ] [ 7 ]   |
| 1997 | 6 | Шергина И. И.           | за работу «Разработка и организация серийного производства системы комплексных средств защиты человека от воздействия токсичных, агрессивных и тепловых факторов в условиях производства и в аварийных ситуациях» | [ 3 ] [ 7 ]   |
| 1997 | 7 | Закиев Ф. А.            | за работу «Разработка и внедрение в крупных промышленных масштабах энергоресурсосберегающих технологий на нефтяных промыслах Татарстана» | [ 3 ] [ 7 ]   |
| 1997 | 7 | Залятов М. Ш.           | за работу «Разработка и внедрение в крупных промышленных масштабах энергоресурсосберегающих технологий на нефтяных промыслах Татарстана» | [ 3 ] [ 7 ]   |
| 1997 | 7 | Ибрагимов Н. М.         | за работу «Разработка и внедрение в крупных промышленных масштабах энергоресурсосберегающих технологий на нефтяных промыслах Татарстана» | [ 3 ] [ 7 ]   |
| 1997 | 7 | Махмудов Р. Х.          | за работу «Разработка и внедрение в крупных промышленных масштабах энергоресурсосберегающих технологий на нефтяных промыслах Татарстана» | [ 3 ] [ 7 ]   |
| 1997 | 7 | Нурмухаметов Р. С.      | за работу «Разработка и внедрение в крупных промышленных масштабах энергоресурсосберегающих технологий на нефтяных промыслах Татарстана» | [ 3 ] [ 7 ]   |
| 1997 | 7 | Сахабутдинов Р. З.      | за работу «Разработка и внедрение в крупных промышленных масштабах энергоресурсосберегающих технологий на нефтяных промыслах Татарстана» | [ 3 ] [ 7 ]   |
| 1997 | 7 | Тронов В. П.            | за работу «Разработка и внедрение в крупных промышленных масштабах энергоресурсосберегающих технологий на нефтяных промыслах Татарстана» | [ 3 ] [ 7 ]   |
| 1997 | 7 | Хайруллин И. А.         | за работу «Разработка и внедрение в крупных промышленных масштабах энергоресурсосберегающих технологий на нефтяных промыслах Татарстана» | [ 3 ] [ 7 ]   |
| 1997 | 8 | Садыков И. Ф.           | за работу «Разработка и широкомасштабное внедрение новых термоимплозионной и перфорационно-имплозионной экспресс-технологий повышения производительности малодебитных скважин» | [ 3 ] [ 7 ]   |
| 1997 | 8 | Сопин В. Ф.             | за работу «Разработка и широкомасштабное внедрение новых термоимплозионной и перфорационно-имплозионной экспресс-технологий повышения производительности малодебитных скважин» | [ 3 ] [ 7 ]   |
| 1997 | 8 | Есипов А. В.            | за работу «Разработка и широкомасштабное внедрение новых термоимплозионной и перфорационно-имплозионной экспресс-технологий повышения производительности малодебитных скважин» | [ 3 ] [ 7 ]   |
| 1997 | 8 | Минибаев Ш. Х.          | за работу «Разработка и широкомасштабное внедрение новых термоимплозионной и перфорационно-имплозионной экспресс-технологий повышения производительности малодебитных скважин» | [ 3 ] [ 7 ]   |
| 1997 | 8 | Панарин А. Т.           | за работу «Разработка и широкомасштабное внедрение новых термоимплозионной и перфорационно-имплозионной экспресс-технологий повышения производительности малодебитных скважин» | [ 3 ] [ 7 ]   |
| 1997 | 8 | Галимов Р. Х.           | за работу «Разработка и широкомасштабное внедрение новых термоимплозионной и перфорационно-имплозионной экспресс-технологий повышения производительности малодебитных скважин» | [ 3 ] [ 7 ]   |
| 1997 | 8 | Иванов А. И.            | за работу «Разработка и широкомасштабное внедрение новых термоимплозионной и перфорационно-имплозионной экспресс-технологий повышения производительности малодебитных скважин» | [ 3 ] [ 7 ]   |
| 1997 | 8 | Фахрутдинов Р. Г.       | за работу «Разработка и широкомасштабное внедрение новых термоимплозионной и перфорационно-имплозионной экспресс-технологий повышения производительности малодебитных скважин» | [ 3 ] [ 7 ]   |
| 1998 | 1 | Мазгаров А. М.          | за работу «Новые процессы и катализаторы для производства и очистки углеводородного сырья от сернистых соединений» | [ 3 ] [ 8 ]   |
| 1998 | 1 | Вильданов А. Ф.         | за работу «Новые процессы и катализаторы для производства и очистки углеводородного сырья от сернистых соединений» | [ 3 ] [ 8 ]   |
| 1998 | 1 | Ибрагимов М. Г.         | за работу «Новые процессы и катализаторы для производства и очистки углеводородного сырья от сернистых соединений» | [ 3 ] [ 8 ]   |
| 1998 | 1 | Бажирова Н. Г.          | за работу «Новые процессы и катализаторы для производства и очистки углеводородного сырья от сернистых соединений» | [ 3 ] [ 8 ]   |
| 1998 | 1 | Фомин В. А.             | за работу «Новые процессы и катализаторы для производства и очистки углеводородного сырья от сернистых соединений» | [ 3 ] [ 8 ]   |
| 1998 | 1 | Шакиров Ф. Г.           | за работу «Новые процессы и катализаторы для производства и очистки углеводородного сырья от сернистых соединений» | [ 3 ] [ 8 ]   |
| 1998 | 1 | Шакирзянов Р. Г.        | за работу «Новые процессы и катализаторы для производства и очистки углеводородного сырья от сернистых соединений» | [ 3 ] [ 8 ]   |
| 1998 | 1 | Матюшко Б. Н.           | за работу «Новые процессы и катализаторы для производства и очистки углеводородного сырья от сернистых соединений» | [ 3 ] [ 8 ]   |
| 1998 | 2 | Васянов Г. П.           | за работу «Открытие новых и нетрадиционных полезных ископаемых в осадочном чехле Республики Татарстан» | [ 3 ] [ 8 ]   |
| 1998 | 2 | Дистанов У. Г.          | за работу «Открытие новых и нетрадиционных полезных ископаемых в осадочном чехле Республики Татарстан» | [ 3 ] [ 8 ]   |
| 1998 | 2 | Дьячков И. В.           | за работу «Открытие новых и нетрадиционных полезных ископаемых в осадочном чехле Республики Татарстан» | [ 3 ] [ 8 ]   |
| 1998 | 2 | Тюрин А. Н.             | за работу «Открытие новых и нетрадиционных полезных ископаемых в осадочном чехле Республики Татарстан» | [ 3 ] [ 8 ]   |
| 1998 | 2 | Шишкин А. В.            | за работу «Открытие новых и нетрадиционных полезных ископаемых в осадочном чехле Республики Татарстан» | [ 3 ] [ 8 ]   |
| 1998 | 2 | Файзуллин Р. М.         | за работу «Открытие новых и нетрадиционных полезных ископаемых в осадочном чехле Республики Татарстан» | [ 3 ] [ 8 ]   |
| 1998 | 3 | Лукин А. В.             | за работу «Разработка научных основ технологии изготовления голограммных дифракционных решеток и внедрение её в серийное производство дифракционной оптики ГИПО» | [ 3 ] [ 8 ]   |
| 1998 | 3 | Макаров А. С.           | за работу «Разработка научных основ технологии изготовления голограммных дифракционных решеток и внедрение её в серийное производство дифракционной оптики ГИПО» | [ 3 ] [ 8 ]   |
| 1998 | 3 | Мустафин К. С.          | за работу «Разработка научных основ технологии изготовления голограммных дифракционных решеток и внедрение её в серийное производство дифракционной оптики ГИПО» | [ 3 ] [ 8 ]   |
| 1998 | 3 | Сатаров Ф. А.           | за работу «Разработка научных основ технологии изготовления голограммных дифракционных решеток и внедрение её в серийное производство дифракционной оптики ГИПО» | [ 3 ] [ 8 ]   |
| 1998 | 3 | Селезнев В. А.          | за работу «Разработка научных основ технологии изготовления голограммных дифракционных решеток и внедрение её в серийное производство дифракционной оптики ГИПО» | [ 3 ] [ 8 ]   |
| 1998 | 3 | Стрельников Ю. П.       | за работу «Разработка научных основ технологии изготовления голограммных дифракционных решеток и внедрение её в серийное производство дифракционной оптики ГИПО» | [ 3 ] [ 8 ]   |
| 1998 | 3 | Файзрахманов И. А.      | за работу «Разработка научных основ технологии изготовления голограммных дифракционных решеток и внедрение её в серийное производство дифракционной оптики ГИПО» | [ 3 ] [ 8 ]   |
| 1998 | 3 | Хайбуллин И. Б.         | за работу «Разработка научных основ технологии изготовления голограммных дифракционных решеток и внедрение её в серийное производство дифракционной оптики ГИПО» | [ 3 ] [ 8 ]   |
| 1998 | 4 | Садыков Б. Г.           | за работу «Резус-и АВО-конфликтная беременность» | [ 3 ] [ 8 ]   |
| 1998 | 5 | Салихов К. М.           | за цикл работ «Спиновая динамика элементарных физико-химических процессов», опубликованных в 1974—1997 годах | [ 3 ] [ 8 ]   |
| 1998 | 6 | Юсупов Р. А.            | за цикл работ «Татарско-русские языковые связи: теория и практика», опубликованных в 1980—1997 годах | [ 3 ] [ 8 ]   |
| 1999 | 1 | Нигматуллина Ю. Г.      | за монографию «Типы культур и цивилизаций в историческом развитии татарской и русской литератур» | [ 3 ] [ 9 ]   |
| 1999 | 2 | Сафина Ф. Ш.            | за историко-этнографический атлас татарского народа «Ткачество татар Поволжья и Урала (конец XIX — начало XX в.в.)» | [ 3 ] [ 9 ]   |
| 1999 | 3 | Шакуров М. Ш.           | за работу «Разработка и внедрение высокоэффективных экологически безвредных этиопатогенетических способов лечения и профилактики легочных болезней животных» | [ 3 ] [ 9 ]   |
| 1999 | 3 | Курбанов Р. З.          | за работу «Разработка и внедрение высокоэффективных экологически безвредных этиопатогенетических способов лечения и профилактики легочных болезней животных» | [ 3 ] [ 9 ]   |
| 1999 | 3 | Галимзянов И. Г.        | за работу «Разработка и внедрение высокоэффективных экологически безвредных этиопатогенетических способов лечения и профилактики легочных болезней животных» | [ 3 ] [ 9 ]   |
| 1999 | 3 | Лысов В. Ф.             | за работу «Разработка и внедрение высокоэффективных экологически безвредных этиопатогенетических способов лечения и профилактики легочных болезней животных» | [ 3 ] [ 9 ]   |
| 1999 | 3 | Шакиров Р. Х.           | за работу «Разработка и внедрение высокоэффективных экологически безвредных этиопатогенетических способов лечения и профилактики легочных болезней животных» | [ 3 ] [ 9 ]   |
| 1999 | 4 | Микусев И. Е.           | за работу «Новые подходы при лечении больных с заболеваниями и повреждениями кисти» | [ 3 ] [ 9 ]   |
| 1999 | 5 | Пухачев А. П.           | за работу «Разработка теоретических основ и производственное освоение агроландшафтной адаптивной системы земледелия на примере коллективных предприятий „Чулпан“ Высокогорского и „Игенче“ Арского районов Республики Татарстан» | [ 3 ] [ 9 ]   |
| 1999 | 5 | Люлин В. В.             | за работу «Разработка теоретических основ и производственное освоение агроландшафтной адаптивной системы земледелия на примере коллективных предприятий „Чулпан“ Высокогорского и „Игенче“ Арского районов Республики Татарстан» | [ 3 ] [ 9 ]   |
| 1999 | 5 | Шакиров Ф. Х.           | за работу «Разработка теоретических основ и производственное освоение агроландшафтной адаптивной системы земледелия на примере коллективных предприятий „Чулпан“ Высокогорского и „Игенче“ Арского районов Республики Татарстан» | [ 3 ] [ 9 ]   |
| 1999 | 5 | Мингазов Ф. Ф.          | за работу «Разработка теоретических основ и производственное освоение агроландшафтной адаптивной системы земледелия на примере коллективных предприятий „Чулпан“ Высокогорского и „Игенче“ Арского районов Республики Татарстан» | [ 3 ] [ 9 ]   |
| 1999 | 5 | Гиззатуллин Ф. Л.       | за работу «Разработка теоретических основ и производственное освоение агроландшафтной адаптивной системы земледелия на примере коллективных предприятий „Чулпан“ Высокогорского и „Игенче“ Арского районов Республики Татарстан» | [ 3 ] [ 9 ]   |
| 1999 | 5 | Гимадиев С. С.          | за работу «Разработка теоретических основ и производственное освоение агроландшафтной адаптивной системы земледелия на примере коллективных предприятий „Чулпан“ Высокогорского и „Игенче“ Арского районов Республики Татарстан» | [ 3 ] [ 9 ]   |
| 1999 | 5 | Захарова Е. И.          | за работу «Разработка теоретических основ и производственное освоение агроландшафтной адаптивной системы земледелия на примере коллективных предприятий „Чулпан“ Высокогорского и „Игенче“ Арского районов Республики Татарстан» | [ 3 ] [ 9 ]   |
| 1999 | 6 | Амиров Н. Х.            | за работу «Скрининг резерва здоровья и научное обоснование применения препарата „ВИНИБИС“ в комплексной системе оздоровления детей раннего возраста» | [ 3 ] [ 9 ]   |
| 1999 | 6 | Сибгатуллин Ж. Ж.       | за работу «Скрининг резерва здоровья и научное обоснование применения препарата „ВИНИБИС“ в комплексной системе оздоровления детей раннего возраста» | [ 3 ] [ 9 ]   |
| 1999 | 6 | Пикуза О. И.            | за работу «Скрининг резерва здоровья и научное обоснование применения препарата „ВИНИБИС“ в комплексной системе оздоровления детей раннего возраста» | [ 3 ] [ 9 ]   |
| 1999 | 7 | Газизов А. Ш.           | за работу «Разработка и широкое промышленное внедрение комплекса технологий повышения нефтеотдачи залежей с трудноизвлекаемыми запасами нефти месторождений Татарстана» | [ 3 ] [ 9 ]   |
| 1999 | 7 | Галактионова Л. А.      | за работу «Разработка и широкое промышленное внедрение комплекса технологий повышения нефтеотдачи залежей с трудноизвлекаемыми запасами нефти месторождений Татарстана» | [ 3 ] [ 9 ]   |
| 1999 | 7 | Ибатуллин Р. Р.         | за работу «Разработка и широкое промышленное внедрение комплекса технологий повышения нефтеотдачи залежей с трудноизвлекаемыми запасами нефти месторождений Татарстана» | [ 3 ] [ 9 ]   |
| 1999 | 7 | Зимин Г. В.             | за работу «Разработка и широкое промышленное внедрение комплекса технологий повышения нефтеотдачи залежей с трудноизвлекаемыми запасами нефти месторождений Татарстана» | [ 3 ] [ 9 ]   |
| 1999 | 7 | Лебедев Н. А.           | за работу «Разработка и широкое промышленное внедрение комплекса технологий повышения нефтеотдачи залежей с трудноизвлекаемыми запасами нефти месторождений Татарстана» | [ 3 ] [ 9 ]   |
| 1999 | 7 | Маннанов Ф. Н.          | за работу «Разработка и широкое промышленное внедрение комплекса технологий повышения нефтеотдачи залежей с трудноизвлекаемыми запасами нефти месторождений Татарстана» | [ 3 ] [ 9 ]   |
| 1999 | 7 | Салихов И. М.           | за работу «Разработка и широкое промышленное внедрение комплекса технологий повышения нефтеотдачи залежей с трудноизвлекаемыми запасами нефти месторождений Татарстана» | [ 3 ] [ 9 ]   |
| 1999 | 7 | Хусаинов В. М.          | за работу «Разработка и широкое промышленное внедрение комплекса технологий повышения нефтеотдачи залежей с трудноизвлекаемыми запасами нефти месторождений Татарстана» | [ 3 ] [ 9 ]   |
| 1999 | 8 | Мазитов Н. К.           | за работу «Создание, технологическое обоснование, освоение производства модульно-блочных культиваторов для предпосевной обработки почвы» | [ 3 ] [ 9 ]   |
| 1999 | 8 | Хафизов А. Р.           | за работу «Создание, технологическое обоснование, освоение производства модульно-блочных культиваторов для предпосевной обработки почвы» | [ 3 ] [ 9 ]   |
| 1999 | 8 | Жемков Ю. М.            | за работу «Создание, технологическое обоснование, освоение производства модульно-блочных культиваторов для предпосевной обработки почвы» | [ 3 ] [ 9 ]   |
| 1999 | 8 | Загурский В. К.         | за работу «Создание, технологическое обоснование, освоение производства модульно-блочных культиваторов для предпосевной обработки почвы» | [ 3 ] [ 9 ]   |
| 1999 | 8 | Левин И. Ф.             | за работу «Создание, технологическое обоснование, освоение производства модульно-блочных культиваторов для предпосевной обработки почвы» | [ 3 ] [ 9 ]   |
| 1999 | 8 | Корочкин М. В.          | за работу «Создание, технологическое обоснование, освоение производства модульно-блочных культиваторов для предпосевной обработки почвы» | [ 3 ] [ 9 ]   |
| 1999 | 8 | Шайхутдинов С. Г.       | за работу «Создание, технологическое обоснование, освоение производства модульно-блочных культиваторов для предпосевной обработки почвы» | [ 3 ] [ 9 ]   |
| 1999 | 8 | Шевченко О. А.          | за работу «Создание, технологическое обоснование, освоение производства модульно-блочных культиваторов для предпосевной обработки почвы» | [ 3 ] [ 9 ]   |
| 2000 | 1 | Иванов А. А.            | за работу «Память» («Хэтер») в 25-ти томах, изданных в 1993—1999 годах | [ 10 ] [ 11 ] |
| 2000 | 1 | Черепанов М. В.         | за работу «Память» («Хэтер») в 25-ти томах, изданных в 1993—1999 годах | [ 10 ] [ 11 ] |
| 2000 | 1 | Хабибуллина Ф. С.       | за работу «Память» («Хэтер») в 25-ти томах, изданных в 1993—1999 годах | [ 10 ] [ 11 ] |
| 2000 | 2 | Салихов И. Г.           | за работу «Научно-практические и организационные аспекты совершенствования ревматологической службы в Республике Татарстан» | [ 10 ] [ 11 ] |
| 2000 | 2 | Хабиров Р. А.           | за работу «Научно-практические и организационные аспекты совершенствования ревматологической службы в Республике Татарстан» | [ 10 ] [ 11 ] |
| 2000 | 2 | Абдрахманова Р. Ш.      | за работу «Научно-практические и организационные аспекты совершенствования ревматологической службы в Республике Татарстан» | [ 10 ] [ 11 ] |
| 2000 | 3 | Гайсин И. А.            | за работу «Разработка и внедрение в производство хелатных комплексных микроудобрений многоцелевого назначения» | [ 10 ] [ 11 ] |
| 2000 | 3 | Сагитова Р. Н.          | за работу «Разработка и внедрение в производство хелатных комплексных микроудобрений многоцелевого назначения» | [ 10 ] [ 11 ] |
| 2000 | 3 | Ахметов М. Г.           | за работу «Разработка и внедрение в производство хелатных комплексных микроудобрений многоцелевого назначения» | [ 10 ] [ 11 ] |
| 2000 | 3 | Калимуллин С. М.        | за работу «Разработка и внедрение в производство хелатных комплексных микроудобрений многоцелевого назначения» | [ 10 ] [ 11 ] |
| 2000 | 3 | Аглиев Х. М.            | за работу «Разработка и внедрение в производство хелатных комплексных микроудобрений многоцелевого назначения» | [ 10 ] [ 11 ] |
| 2000 | 3 | Реут В. И.              | за работу «Разработка и внедрение в производство хелатных комплексных микроудобрений многоцелевого назначения» | [ 10 ] [ 11 ] |
| 2000 | 3 | Юнусов Р. А.            | за работу «Разработка и внедрение в производство хелатных комплексных микроудобрений многоцелевого назначения» | [ 10 ] [ 11 ] |
| 2000 | 4 | Потёмкина А. М.         | за работу «Новые методы диагностики, лечения и профилактики аллергических заболеваний у детей» | [ 10 ] [ 11 ] |
| 2000 | 5 | Пономарёва М. Л.        | за работу «Создание и ускоренное внедрение высокопродуктивных сортов озимой ржи в производство на основе научно обоснованной системы семеноводства» | [ 10 ] [ 11 ] |
| 2000 | 5 | Пономарёв С. Н.         | за работу «Создание и ускоренное внедрение высокопродуктивных сортов озимой ржи в производство на основе научно обоснованной системы семеноводства» | [ 10 ] [ 11 ] |
| 2000 | 5 | Кобылянский В. Д.       | за работу «Создание и ускоренное внедрение высокопродуктивных сортов озимой ржи в производство на основе научно обоснованной системы семеноводства» | [ 10 ] [ 11 ] |
| 2000 | 5 | Хадеев Т. Г.            | за работу «Создание и ускоренное внедрение высокопродуктивных сортов озимой ржи в производство на основе научно обоснованной системы семеноводства» | [ 10 ] [ 11 ] |
| 2000 | 5 | Сибагатуллин Ф. С.      | за работу «Создание и ускоренное внедрение высокопродуктивных сортов озимой ржи в производство на основе научно обоснованной системы семеноводства» | [ 10 ] [ 11 ] |
| 2000 | 5 | Еров Ю. В.              | за работу «Создание и ускоренное внедрение высокопродуктивных сортов озимой ржи в производство на основе научно обоснованной системы семеноводства» | [ 10 ] [ 11 ] |
| 2000 | 5 | Хадиуллин А. Г.         | за работу «Создание и ускоренное внедрение высокопродуктивных сортов озимой ржи в производство на основе научно обоснованной системы семеноводства» | [ 10 ] [ 11 ] |
| 2000 | 5 | Закиров И. В.           | за работу «Создание и ускоренное внедрение высокопродуктивных сортов озимой ржи в производство на основе научно обоснованной системы семеноводства» | [ 10 ] [ 11 ] |
| 2000 | 6 | Соколов Б. С.           | за работу «Создание и внедрение эффективных несущих систем жилых, общественных, промышленных зданий и сооружений» | [ 10 ] [ 11 ] |
| 2000 | 6 | Якупов И. А.            | за работу «Создание и внедрение эффективных несущих систем жилых, общественных, промышленных зданий и сооружений» | [ 10 ] [ 11 ] |
| 2000 | 6 | Фурман М. В.            | за работу «Создание и внедрение эффективных несущих систем жилых, общественных, промышленных зданий и сооружений» | [ 10 ] [ 11 ] |
| 2000 | 6 | Тихомиров Б. И.         | за работу «Создание и внедрение эффективных несущих систем жилых, общественных, промышленных зданий и сооружений» | [ 10 ] [ 11 ] |
| 2000 | 6 | Кузовенин В. А.         | за работу «Создание и внедрение эффективных несущих систем жилых, общественных, промышленных зданий и сооружений» | [ 10 ] [ 11 ] |
| 2000 | 6 | Назмутдинов А. А.       | за работу «Создание и внедрение эффективных несущих систем жилых, общественных, промышленных зданий и сооружений» | [ 10 ] [ 11 ] |
| 2000 | 7 | Безбородов Л. П.        | за работу «Создание нового производства ПВХ-пластизолей для автомобильной промышленности» | [ 10 ] [ 11 ] |
| 2000 | 7 | Белоклоков Н. Б.        | за работу «Создание нового производства ПВХ-пластизолей для автомобильной промышленности» | [ 10 ] [ 11 ] |
| 2000 | 7 | Винтер Л.               | за работу «Создание нового производства ПВХ-пластизолей для автомобильной промышленности» | [ 10 ] [ 11 ] |
| 2000 | 7 | Гильфанов И. А.         | за работу «Создание нового производства ПВХ-пластизолей для автомобильной промышленности» | [ 10 ] [ 11 ] |
| 2000 | 8 | Ибрагимов Н. Г.         | за работу «Разработка и широкое промышленное внедрение комплекса технических средств и технологий по повышению эксплуатационной надежности работы штанговых глубинно-насосных установок» | [ 10 ] [ 11 ] |
| 2000 | 8 | Авраменко А. Н.         | за работу «Разработка и широкое промышленное внедрение комплекса технических средств и технологий по повышению эксплуатационной надежности работы штанговых глубинно-насосных установок» | [ 10 ] [ 11 ] |
| 2000 | 8 | Фадеев В. Г.            | за работу «Разработка и широкое промышленное внедрение комплекса технических средств и технологий по повышению эксплуатационной надежности работы штанговых глубинно-насосных установок» | [ 10 ] [ 11 ] |
| 2000 | 8 | Тазиев М. З.            | за работу «Разработка и широкое промышленное внедрение комплекса технических средств и технологий по повышению эксплуатационной надежности работы штанговых глубинно-насосных установок» | [ 10 ] [ 11 ] |
| 2000 | 8 | Фролов А. И.            | за работу «Разработка и широкое промышленное внедрение комплекса технических средств и технологий по повышению эксплуатационной надежности работы штанговых глубинно-насосных установок» | [ 10 ] [ 11 ] |
| 2000 | 8 | Афлетонов Р. А.         | за работу «Разработка и широкое промышленное внедрение комплекса технических средств и технологий по повышению эксплуатационной надежности работы штанговых глубинно-насосных установок» | [ 10 ] [ 11 ] |
| 2000 | 8 | Шариков Г. Н.           | за работу «Разработка и широкое промышленное внедрение комплекса технических средств и технологий по повышению эксплуатационной надежности работы штанговых глубинно-насосных установок» | [ 10 ] [ 11 ] |
| 2000 | 8 | Зиякаев З. Н.           | за работу «Разработка и широкое промышленное внедрение комплекса технических средств и технологий по повышению эксплуатационной надежности работы штанговых глубинно-насосных установок» | [ 10 ] [ 11 ] |
| 2001 | 1 | Тагиров И. Р.           | за монографию «Очерки истории Татарстана и татарского народа (XX век)» | [ 12 ] [ 13 ] |
| 2001 | 2 | Ганиев И. Г.            | за работу «Создание и внедрение в производство ресурсосберегающих технологий возделывания экологически безопасной, несезонной овощной продукции». | [ 12 ] [ 13 ] |
| 2001 | 2 | Зиатдинов Р. Ш.         | за работу «Создание и внедрение в производство ресурсосберегающих технологий возделывания экологически безопасной, несезонной овощной продукции». | [ 12 ] [ 13 ] |
| 2001 | 2 | Музафаров И. Ш.         | за работу «Создание и внедрение в производство ресурсосберегающих технологий возделывания экологически безопасной, несезонной овощной продукции». | [ 12 ] [ 13 ] |
| 2001 | 2 | Давлетшин И. С.         | за работу «Создание и внедрение в производство ресурсосберегающих технологий возделывания экологически безопасной, несезонной овощной продукции». | [ 12 ] [ 13 ] |
| 2001 | 3 | Низамов И. Г.           | за работу «Исследования состояния здоровья экономически активного населения и внедрение результатов в практику здравоохранения» | [ 12 ] [ 13 ] |
| 2001 | 4 | Овчинников И. В.        | за цикл работ «Создание магнитных жидких кристаллов» | [ 12 ] [ 13 ] |
| 2001 | 4 | Галяметдинов Ю. Г.      | за цикл работ «Создание магнитных жидких кристаллов» | [ 12 ] [ 13 ] |
| 2001 | 4 | Бикчантаев И. Г.        | за цикл работ «Создание магнитных жидких кристаллов» | [ 12 ] [ 13 ] |
| 2001 | 4 | Иванова Г. И.           | за цикл работ «Создание магнитных жидких кристаллов» | [ 12 ] [ 13 ] |
| 2001 | 5 | Давлетшин Т. З.         | за работу «Разработка технологии возделывания, использования, организация семеноводства травянистого сорго и широкое внедрение его в производство Республики Татарстан» | [ 12 ] [ 13 ] |
| 2001 | 5 | Зиганшин А. А.          | за работу «Разработка технологии возделывания, использования, организация семеноводства травянистого сорго и широкое внедрение его в производство Республики Татарстан» | [ 12 ] [ 13 ] |
| 2001 | 5 | Демидов А. И.           | за работу «Разработка технологии возделывания, использования, организация семеноводства травянистого сорго и широкое внедрение его в производство Республики Татарстан» | [ 12 ] [ 13 ] |
| 2001 | 5 | Зарипова Л. П.          | за работу «Разработка технологии возделывания, использования, организация семеноводства травянистого сорго и широкое внедрение его в производство Республики Татарстан» | [ 12 ] [ 13 ] |
| 2001 | 5 | Хабибуллин Р. Г.        | за работу «Разработка технологии возделывания, использования, организация семеноводства травянистого сорго и широкое внедрение его в производство Республики Татарстан» | [ 12 ] [ 13 ] |
| 2001 | 5 | Давлетшин З. З.         | за работу «Разработка технологии возделывания, использования, организация семеноводства травянистого сорго и широкое внедрение его в производство Республики Татарстан» | [ 12 ] [ 13 ] |
| 2001 | 5 | Шарипов И. И.           | за работу «Разработка технологии возделывания, использования, организация семеноводства травянистого сорго и широкое внедрение его в производство Республики Татарстан» | [ 12 ] [ 13 ] |
| 2001 | 6 | Бурганов Т. Г.          | за работу «Разработка и освоение первого в России крупнотоннажного унифицированного производства этиленпропиленовых каучуков» | [ 12 ] [ 13 ] |
| 2001 | 6 | Бусыгин В. М.           | за работу «Разработка и освоение первого в России крупнотоннажного унифицированного производства этиленпропиленовых каучуков» | [ 12 ] [ 13 ] |
| 2001 | 6 | Гильмутдинов Н. Р.      | за работу «Разработка и освоение первого в России крупнотоннажного унифицированного производства этиленпропиленовых каучуков» | [ 12 ] [ 13 ] |
| 2001 | 6 | Курочкин Л. М.          | за работу «Разработка и освоение первого в России крупнотоннажного унифицированного производства этиленпропиленовых каучуков» | [ 12 ] [ 13 ] |
| 2001 | 6 | Берлин А. А.            | за работу «Разработка и освоение первого в России крупнотоннажного унифицированного производства этиленпропиленовых каучуков» | [ 12 ] [ 13 ] |
| 2001 | 6 | Дьяконов Г. С.          | за работу «Разработка и освоение первого в России крупнотоннажного унифицированного производства этиленпропиленовых каучуков» | [ 12 ] [ 13 ] |
| 2001 | 6 | Минскер К. С.           | за работу «Разработка и освоение первого в России крупнотоннажного унифицированного производства этиленпропиленовых каучуков» | [ 12 ] [ 13 ] |
| 2001 | 6 | Дебердеев Р. Я.         | за работу «Разработка и освоение первого в России крупнотоннажного унифицированного производства этиленпропиленовых каучуков» | [ 12 ] [ 13 ] |
| 2001 | 7 | Ахметов Н. З.           | за работу «Разработка и широкое промышленное внедрение комплекса технологий и технических средств для зашиты и восстановления эксплуатационной колонны» | [ 12 ] [ 13 ] |
| 2001 | 7 | Гарифов К. М.           | за работу «Разработка и широкое промышленное внедрение комплекса технологий и технических средств для зашиты и восстановления эксплуатационной колонны» | [ 12 ] [ 13 ] |
| 2001 | 7 | Ганиев Г. Г.            | за работу «Разработка и широкое промышленное внедрение комплекса технологий и технических средств для зашиты и восстановления эксплуатационной колонны» | [ 12 ] [ 13 ] |
| 2001 | 7 | Гильфанов Н. Х.         | за работу «Разработка и широкое промышленное внедрение комплекса технологий и технических средств для зашиты и восстановления эксплуатационной колонны» | [ 12 ] [ 13 ] |
| 2001 | 7 | Ишкаев Р. К.            | за работу «Разработка и широкое промышленное внедрение комплекса технологий и технических средств для зашиты и восстановления эксплуатационной колонны» | [ 12 ] [ 13 ] |
| 2001 | 7 | Кадыров А. Х.           | за работу «Разработка и широкое промышленное внедрение комплекса технологий и технических средств для зашиты и восстановления эксплуатационной колонны» | [ 12 ] [ 13 ] |
| 2001 | 7 | Правдюк А. Н.           | за работу «Разработка и широкое промышленное внедрение комплекса технологий и технических средств для зашиты и восстановления эксплуатационной колонны» | [ 12 ] [ 13 ] |
| 2001 | 7 | Скворцов А. П.          | за работу «Разработка и широкое промышленное внедрение комплекса технологий и технических средств для зашиты и восстановления эксплуатационной колонны» | [ 12 ] [ 13 ] |
| 2002 | 1 | Саттаров Г. Ф.          | за монографию «Татар топонимиясе» («Татарская топонимика») | [ 14 ] [ 15 ] |
| 2002 | 2 | Карпухин Е. В.          | за работу «Разработка и внедрение современных концепций и эффективных технологий в диагностику и лечение онкогематологических заболеваний у детей» | [ 14 ] [ 15 ] |
| 2002 | 2 | Галеева Д. С.           | за работу «Разработка и внедрение современных концепций и эффективных технологий в диагностику и лечение онкогематологических заболеваний у детей» | [ 14 ] [ 15 ] |
| 2002 | 2 | Шаммасов Р. З.          | за работу «Разработка и внедрение современных концепций и эффективных технологий в диагностику и лечение онкогематологических заболеваний у детей» | [ 14 ] [ 15 ] |
| 2002 | 2 | Низамутдинова Е. И.     | за работу «Разработка и внедрение современных концепций и эффективных технологий в диагностику и лечение онкогематологических заболеваний у детей» | [ 14 ] [ 15 ] |
| 2002 | 3 | Колесов Н. А.           | за работу «Разработка, организация производства и внедрение в медицинские учреждения Республики Татарстан новой конкурентоспособной многофункциональной лазерной медицинской техники» | [ 14 ] [ 15 ] |
| 2002 | 3 | Салаев Ю. Н.            | за работу «Разработка, организация производства и внедрение в медицинские учреждения Республики Татарстан новой конкурентоспособной многофункциональной лазерной медицинской техники» | [ 14 ] [ 15 ] |
| 2002 | 3 | Московцев М. А.         | за работу «Разработка, организация производства и внедрение в медицинские учреждения Республики Татарстан новой конкурентоспособной многофункциональной лазерной медицинской техники» | [ 14 ] [ 15 ] |
| 2002 | 3 | Быков Ю. В.             | за работу «Разработка, организация производства и внедрение в медицинские учреждения Республики Татарстан новой конкурентоспособной многофункциональной лазерной медицинской техники» | [ 14 ] [ 15 ] |
| 2002 | 3 | Ворончихин В. Я.        | за работу «Разработка, организация производства и внедрение в медицинские учреждения Республики Татарстан новой конкурентоспособной многофункциональной лазерной медицинской техники» | [ 14 ] [ 15 ] |
| 2002 | 3 | Кораблев М. Г.          | за работу «Разработка, организация производства и внедрение в медицинские учреждения Республики Татарстан новой конкурентоспособной многофункциональной лазерной медицинской техники» | [ 14 ] [ 15 ] |
| 2002 | 3 | Макшаков С. Б.          | за работу «Разработка, организация производства и внедрение в медицинские учреждения Республики Татарстан новой конкурентоспособной многофункциональной лазерной медицинской техники» | [ 14 ] [ 15 ] |
| 2002 | 3 | Белоус Б. П.            | за работу «Разработка, организация производства и внедрение в медицинские учреждения Республики Татарстан новой конкурентоспособной многофункциональной лазерной медицинской техники» | [ 14 ] [ 15 ] |
| 2002 | 4 | Щелков Ф. Л.            | за работу «Разработка и внедрение экологически чистой технологии, организация промышленного производства комплекса модульных установок для утилизации изношенных неизмельченных шин» | [ 14 ] [ 15 ] |
| 2002 | 4 | Акмаева А. А.           | за работу «Разработка и внедрение экологически чистой технологии, организация промышленного производства комплекса модульных установок для утилизации изношенных неизмельченных шин» | [ 14 ] [ 15 ] |
| 2002 | 4 | Ахметзянов Ш. Х.        | за работу «Разработка и внедрение экологически чистой технологии, организация промышленного производства комплекса модульных установок для утилизации изношенных неизмельченных шин» | [ 14 ] [ 15 ] |
| 2002 | 4 | Гибадуллин К. Г.        | за работу «Разработка и внедрение экологически чистой технологии, организация промышленного производства комплекса модульных установок для утилизации изношенных неизмельченных шин» | [ 14 ] [ 15 ] |
| 2002 | 4 | Садыков А. Ф.           | за работу «Разработка и внедрение экологически чистой технологии, организация промышленного производства комплекса модульных установок для утилизации изношенных неизмельченных шин» | [ 14 ] [ 15 ] |
| 2002 | 4 | Соколов Е. М.           | за работу «Разработка и внедрение экологически чистой технологии, организация промышленного производства комплекса модульных установок для утилизации изношенных неизмельченных шин» | [ 14 ] [ 15 ] |
| 2002 | 4 | Солдатов В. П.          | за работу «Разработка и внедрение экологически чистой технологии, организация промышленного производства комплекса модульных установок для утилизации изношенных неизмельченных шин» | [ 14 ] [ 15 ] |
| 2002 | 4 | Хамитов Р. А.           | за работу «Разработка и внедрение экологически чистой технологии, организация промышленного производства комплекса модульных установок для утилизации изношенных неизмельченных шин» | [ 14 ] [ 15 ] |
| 2002 | 5 | Лаврентьев А. П.        | за работу «Постановка на серийное производство гаммы модернизированных вертолетов и их модификаций МИ-8МТВ-1, МИ-8МТВ-2, МИ-8МТВ-3, МИ-8МТВ-5, МИ-172 в ОАО „Казанский вертолётный завод“». | [ 14 ] [ 15 ] |
| 2002 | 5 | Карташев В. Б.          | за работу «Постановка на серийное производство гаммы модернизированных вертолетов и их модификаций МИ-8МТВ-1, МИ-8МТВ-2, МИ-8МТВ-3, МИ-8МТВ-5, МИ-172 в ОАО „Казанский вертолётный завод“». | [ 14 ] [ 15 ] |
| 2002 | 5 | Валишев Б. М.           | за работу «Постановка на серийное производство гаммы модернизированных вертолетов и их модификаций МИ-8МТВ-1, МИ-8МТВ-2, МИ-8МТВ-3, МИ-8МТВ-5, МИ-172 в ОАО „Казанский вертолётный завод“». | [ 14 ] [ 15 ] |
| 2002 | 5 | Степанов А. И.          | за работу «Постановка на серийное производство гаммы модернизированных вертолетов и их модификаций МИ-8МТВ-1, МИ-8МТВ-2, МИ-8МТВ-3, МИ-8МТВ-5, МИ-172 в ОАО „Казанский вертолётный завод“». | [ 14 ] [ 15 ] |
| 2002 | 5 | Павлов Л. Н.            | за работу «Постановка на серийное производство гаммы модернизированных вертолетов и их модификаций МИ-8МТВ-1, МИ-8МТВ-2, МИ-8МТВ-3, МИ-8МТВ-5, МИ-172 в ОАО „Казанский вертолётный завод“». | [ 14 ] [ 15 ] |
| 2002 | 5 | Шаргин В. П.            | за работу «Постановка на серийное производство гаммы модернизированных вертолетов и их модификаций МИ-8МТВ-1, МИ-8МТВ-2, МИ-8МТВ-3, МИ-8МТВ-5, МИ-172 в ОАО „Казанский вертолётный завод“». | [ 14 ] [ 15 ] |
| 2002 | 5 | Коробов С. Я.           | за работу «Постановка на серийное производство гаммы модернизированных вертолетов и их модификаций МИ-8МТВ-1, МИ-8МТВ-2, МИ-8МТВ-3, МИ-8МТВ-5, МИ-172 в ОАО „Казанский вертолётный завод“». | [ 14 ] [ 15 ] |
| 2002 | 5 | Бабушкин Л. Н.          | за работу «Постановка на серийное производство гаммы модернизированных вертолетов и их модификаций МИ-8МТВ-1, МИ-8МТВ-2, МИ-8МТВ-3, МИ-8МТВ-5, МИ-172 в ОАО „Казанский вертолётный завод“». | [ 14 ] [ 15 ] |
| 2003 | 1 | Уразманова Р. К.        | за монографию «Татары» | [ 16 ] [ 17 ] |
| 2003 | 1 | Исхаков Д. М.           | за монографию «Татары» | [ 16 ] [ 17 ] |
| 2003 | 1 | Мусина Р. Н.            | за монографию «Татары» | [ 16 ] [ 17 ] |
| 2003 | 1 | Суслова С. В.           | за монографию «Татары» | [ 16 ] [ 17 ] |
| 2003 | 1 | Халиков Н. А.           | за монографию «Татары» | [ 16 ] [ 17 ] |
| 2003 | 1 | Мухамедова Р. Г.        | за монографию «Татары» | [ 16 ] [ 17 ] |
| 2003 | 2 | Байрамова Л. К.         | за монографию «Татарстан: языковая симметрия и асимметрия» | [ 16 ] [ 17 ] |
| 2003 | 3 | Садретдинов А. К.       | за работу «Внедрение ресурсосберегающих технологий с использованием агроминерального сырья Республики Татарстан в сельскохозяйственном производстве Буинского района» | [ 16 ] [ 17 ] |
| 2003 | 3 | Абузяров Р. Х.          | за работу «Внедрение ресурсосберегающих технологий с использованием агроминерального сырья Республики Татарстан в сельскохозяйственном производстве Буинского района» | [ 16 ] [ 17 ] |
| 2003 | 3 | Усманов З. А.           | за работу «Внедрение ресурсосберегающих технологий с использованием агроминерального сырья Республики Татарстан в сельскохозяйственном производстве Буинского района» | [ 16 ] [ 17 ] |
| 2003 | 3 | Нуртдинов М. Г.         | за работу «Внедрение ресурсосберегающих технологий с использованием агроминерального сырья Республики Татарстан в сельскохозяйственном производстве Буинского района» | [ 16 ] [ 17 ] |
| 2003 | 3 | Гайнуллина М. К.        | за работу «Внедрение ресурсосберегающих технологий с использованием агроминерального сырья Республики Татарстан в сельскохозяйственном производстве Буинского района» | [ 16 ] [ 17 ] |
| 2003 | 3 | Якимов О. А.            | за работу «Внедрение ресурсосберегающих технологий с использованием агроминерального сырья Республики Татарстан в сельскохозяйственном производстве Буинского района» | [ 16 ] [ 17 ] |
| 2003 | 3 | Буров А. И.             | за работу «Внедрение ресурсосберегающих технологий с использованием агроминерального сырья Республики Татарстан в сельскохозяйственном производстве Буинского района» | [ 16 ] [ 17 ] |
| 2003 | 4 | Хасанов Р. Ш.           | за работу «Оптимизация управления онкологической службой Республики Татарстан и внедрение новых организационных технологий в целях улучшения помощи больным злокачественными новообразованиями и снижения социально-экономического ущерба» | [ 16 ] [ 17 ] |
| 2003 | 4 | Шакиров К. Т.           | за работу «Оптимизация управления онкологической службой Республики Татарстан и внедрение новых организационных технологий в целях улучшения помощи больным злокачественными новообразованиями и снижения социально-экономического ущерба» | [ 16 ] [ 17 ] |
| 2003 | 4 | Ситдиков Р. Ф.          | за работу «Оптимизация управления онкологической службой Республики Татарстан и внедрение новых организационных технологий в целях улучшения помощи больным злокачественными новообразованиями и снижения социально-экономического ущерба» | [ 16 ] [ 17 ] |
| 2003 | 4 | Карпенко Л. Г.          | за работу «Оптимизация управления онкологической службой Республики Татарстан и внедрение новых организационных технологий в целях улучшения помощи больным злокачественными новообразованиями и снижения социально-экономического ущерба» | [ 16 ] [ 17 ] |
| 2003 | 4 | Гилязутдинов И. А.      | за работу «Оптимизация управления онкологической службой Республики Татарстан и внедрение новых организационных технологий в целях улучшения помощи больным злокачественными новообразованиями и снижения социально-экономического ущерба» | [ 16 ] [ 17 ] |
| 2003 | 4 | Трегубова Р. З.         | за работу «Оптимизация управления онкологической службой Республики Татарстан и внедрение новых организационных технологий в целях улучшения помощи больным злокачественными новообразованиями и снижения социально-экономического ущерба» | [ 16 ] [ 17 ] |
| 2003 | 4 | Муратова С. И.          | за работу «Оптимизация управления онкологической службой Республики Татарстан и внедрение новых организационных технологий в целях улучшения помощи больным злокачественными новообразованиями и снижения социально-экономического ущерба» | [ 16 ] [ 17 ] |
| 2003 | 4 | Дубровский А. В.        | за работу «Оптимизация управления онкологической службой Республики Татарстан и внедрение новых организационных технологий в целях улучшения помощи больным злокачественными новообразованиями и снижения социально-экономического ущерба» | [ 16 ] [ 17 ] |
| 2003 | 5 | Гиззатуллин В. Н.       | за работу «Разработка и широкое внедрение в производство прогрессивных, ресурсосберегающих способов рубки леса, организация глубокой переработки мягколиственной и мелкотоварной древесины, ускоренное воспроизводство еловой формации Сабинского лесхоза» | [ 16 ] [ 17 ] |
| 2003 | 5 | Галиев М. С.            | за работу «Разработка и широкое внедрение в производство прогрессивных, ресурсосберегающих способов рубки леса, организация глубокой переработки мягколиственной и мелкотоварной древесины, ускоренное воспроизводство еловой формации Сабинского лесхоза» | [ 16 ] [ 17 ] |
| 2003 | 5 | Газизов Н. В.           | за работу «Разработка и широкое внедрение в производство прогрессивных, ресурсосберегающих способов рубки леса, организация глубокой переработки мягколиственной и мелкотоварной древесины, ускоренное воспроизводство еловой формации Сабинского лесхоза» | [ 16 ] [ 17 ] |
| 2003 | 5 | Сибгатуллин М. Н.       | за работу «Разработка и широкое внедрение в производство прогрессивных, ресурсосберегающих способов рубки леса, организация глубокой переработки мягколиственной и мелкотоварной древесины, ускоренное воспроизводство еловой формации Сабинского лесхоза» | [ 16 ] [ 17 ] |
| 2003 | 5 | Минниханов Р. Н.        | за работу «Разработка и широкое внедрение в производство прогрессивных, ресурсосберегающих способов рубки леса, организация глубокой переработки мягколиственной и мелкотоварной древесины, ускоренное воспроизводство еловой формации Сабинского лесхоза» | [ 16 ] [ 17 ] |
| 2003 | 5 | Газизуллин А. Х.        | за работу «Разработка и широкое внедрение в производство прогрессивных, ресурсосберегающих способов рубки леса, организация глубокой переработки мягколиственной и мелкотоварной древесины, ускоренное воспроизводство еловой формации Сабинского лесхоза» | [ 16 ] [ 17 ] |
| 2003 | 5 | Минниханов Н. М.        | за работу «Разработка и широкое внедрение в производство прогрессивных, ресурсосберегающих способов рубки леса, организация глубокой переработки мягколиственной и мелкотоварной древесины, ускоренное воспроизводство еловой формации Сабинского лесхоза» | [ 16 ] [ 17 ] |
| 2003 | 5 | Мурзов А. И.            | за работу «Разработка и широкое внедрение в производство прогрессивных, ресурсосберегающих способов рубки леса, организация глубокой переработки мягколиственной и мелкотоварной древесины, ускоренное воспроизводство еловой формации Сабинского лесхоза» | [ 16 ] [ 17 ] |
| 2003 | 6 | Лыгина Т. З.            | за работу «Создание и реализация новых минералого-технологических решений эффективного использования неметаллических полезных ископаемых Республики Татарстан» | [ 16 ] [ 17 ] |
| 2003 | 6 | Корнилов А. В.          | за работу «Создание и реализация новых минералого-технологических решений эффективного использования неметаллических полезных ископаемых Республики Татарстан» | [ 16 ] [ 17 ] |
| 2003 | 6 | Конюхова Т. П.          | за работу «Создание и реализация новых минералого-технологических решений эффективного использования неметаллических полезных ископаемых Республики Татарстан» | [ 16 ] [ 17 ] |
| 2003 | 6 | Лузин В. П.             | за работу «Создание и реализация новых минералого-технологических решений эффективного использования неметаллических полезных ископаемых Республики Татарстан» | [ 16 ] [ 17 ] |
| 2003 | 6 | Волкова С. А.           | за работу «Создание и реализация новых минералого-технологических решений эффективного использования неметаллических полезных ископаемых Республики Татарстан» | [ 16 ] [ 17 ] |
| 2003 | 6 | Хайдаров Р. А.          | за работу «Создание и реализация новых минералого-технологических решений эффективного использования неметаллических полезных ископаемых Республики Татарстан» | [ 16 ] [ 17 ] |
| 2003 | 6 | Горбачев Б. Ф.          | за работу «Создание и реализация новых минералого-технологических решений эффективного использования неметаллических полезных ископаемых Республики Татарстан» | [ 16 ] [ 17 ] |
| 2003 | 6 | Гонюх В. М.             | за работу «Создание и реализация новых минералого-технологических решений эффективного использования неметаллических полезных ископаемых Республики Татарстан» | [ 16 ] [ 17 ] |
| 2003 | 7 | Абдуллин И. Ш.          | за работу «Разработка научных основ и новых технологий с применением низкотемпературной плазмы для производства высококачественной меховой и шубной овчины» | [ 16 ] [ 17 ] |
| 2003 | 7 | Абуталипова Л. Н.       | за работу «Разработка научных основ и новых технологий с применением низкотемпературной плазмы для производства высококачественной меховой и шубной овчины» | [ 16 ] [ 17 ] |
| 2003 | 7 | Тихонова В. П.          | за работу «Разработка научных основ и новых технологий с применением низкотемпературной плазмы для производства высококачественной меховой и шубной овчины» | [ 16 ] [ 17 ] |
| 2003 | 7 | Шаехов М. Ф.            | за работу «Разработка научных основ и новых технологий с применением низкотемпературной плазмы для производства высококачественной меховой и шубной овчины» | [ 16 ] [ 17 ] |
| 2003 | 7 | Васильев В. А.          | за работу «Разработка научных основ и новых технологий с применением низкотемпературной плазмы для производства высококачественной меховой и шубной овчины» | [ 16 ] [ 17 ] |
| 2003 | 8 | Закиров И. А.           | за работу «Разработка и внедрение высокоэффективной и экологически совершенной технологии термической водоподготовки для котлов высокого давления» | [ 16 ] [ 17 ] |
| 2003 | 8 | Фардиев И. Ш.           | за работу «Разработка и внедрение высокоэффективной и экологически совершенной технологии термической водоподготовки для котлов высокого давления» | [ 16 ] [ 17 ] |
| 2003 | 8 | Галиев И. И.            | за работу «Разработка и внедрение высокоэффективной и экологически совершенной технологии термической водоподготовки для котлов высокого давления» | [ 16 ] [ 17 ] |
| 2003 | 8 | Петин В. С.             | за работу «Разработка и внедрение высокоэффективной и экологически совершенной технологии термической водоподготовки для котлов высокого давления» | [ 16 ] [ 17 ] |
| 2003 | 8 | Шелин Г. Г.             | за работу «Разработка и внедрение высокоэффективной и экологически совершенной технологии термической водоподготовки для котлов высокого давления» | [ 16 ] [ 17 ] |
| 2003 | 8 | Зубова Н. Д.            | за работу «Разработка и внедрение высокоэффективной и экологически совершенной технологии термической водоподготовки для котлов высокого давления» | [ 16 ] [ 17 ] |
| 2003 | 8 | Пичушкин Ю. И.          | за работу «Разработка и внедрение высокоэффективной и экологически совершенной технологии термической водоподготовки для котлов высокого давления» | [ 16 ] [ 17 ] |
| 2003 | 8 | Титов В. И.             | за работу «Разработка и внедрение высокоэффективной и экологически совершенной технологии термической водоподготовки для котлов высокого давления» | [ 16 ] [ 17 ] |
| 2004 | 1 | Ермолаев О. П.          | за работу «Разработка и внедрение геоинформационных систем с целью планирования и реализации природоохранных мероприятий на юго- востоке Республики Татарстан» | [ 18 ] [ 19 ] |
| 2004 | 1 | Торсуев Н. П.           | за работу «Разработка и внедрение геоинформационных систем с целью планирования и реализации природоохранных мероприятий на юго- востоке Республики Татарстан» | [ 18 ] [ 19 ] |
| 2004 | 1 | Белоногов В. А.         | за работу «Разработка и внедрение геоинформационных систем с целью планирования и реализации природоохранных мероприятий на юго- востоке Республики Татарстан» | [ 18 ] [ 19 ] |
| 2004 | 1 | Савельев А. А.          | за работу «Разработка и внедрение геоинформационных систем с целью планирования и реализации природоохранных мероприятий на юго- востоке Республики Татарстан» | [ 18 ] [ 19 ] |
| 2004 | 1 | Гареев Р. М.            | за работу «Разработка и внедрение геоинформационных систем с целью планирования и реализации природоохранных мероприятий на юго- востоке Республики Татарстан» | [ 18 ] [ 19 ] |
| 2004 | 1 | Сизов Б. А.             | за работу «Разработка и внедрение геоинформационных систем с целью планирования и реализации природоохранных мероприятий на юго- востоке Республики Татарстан» | [ 18 ] [ 19 ] |
| 2004 | 1 | Зайцев В. И.            | за работу «Разработка и внедрение геоинформационных систем с целью планирования и реализации природоохранных мероприятий на юго- востоке Республики Татарстан» | [ 18 ] [ 19 ] |
| 2004 | 2 | Маликов М. М.           | за работу «Разработка и внедрение системы кормопроизводства в Республике Татарстан» | [ 18 ] [ 19 ] |
| 2004 | 2 | Гибадуллина Ф. С.       | за работу «Разработка и внедрение системы кормопроизводства в Республике Татарстан» | [ 18 ] [ 19 ] |
| 2004 | 2 | Каримов Х. З.           | за работу «Разработка и внедрение системы кормопроизводства в Республике Татарстан» | [ 18 ] [ 19 ] |
| 2004 | 2 | Шайтанов О. Л.          | за работу «Разработка и внедрение системы кормопроизводства в Республике Татарстан» | [ 18 ] [ 19 ] |
| 2004 | 2 | Зиннуров И. А.          | за работу «Разработка и внедрение системы кормопроизводства в Республике Татарстан» | [ 18 ] [ 19 ] |
| 2004 | 2 | Ахметханов Ф. З.        | за работу «Разработка и внедрение системы кормопроизводства в Республике Татарстан» | [ 18 ] [ 19 ] |
| 2004 | 2 | Бикмухаметов З. М.      | за работу «Разработка и внедрение системы кормопроизводства в Республике Татарстан» | [ 18 ] [ 19 ] |
| 2004 | 2 | Сабиров Р. Ш.           | за работу «Разработка и внедрение системы кормопроизводства в Республике Татарстан» | [ 18 ] [ 19 ] |
| 2004 | 3 | Сахапов М. Ж.           | за монографию «Вестник возрождения» на татарском и русском языках | [ 18 ] [ 19 ] |
| 2004 | 4 | Леванов В. Н.           | за работу «Разработка и реализация высокоэффективной методики разведки месторождений подземных вод, основанной на использовании численного моделирования для водоснабжения городов в нефтедобывающих районах Республики Татарстан» | [ 18 ] [ 19 ] |
| 2004 | 4 | Гатиятуллин Н. С.       | за работу «Разработка и реализация высокоэффективной методики разведки месторождений подземных вод, основанной на использовании численного моделирования для водоснабжения городов в нефтедобывающих районах Республики Татарстан» | [ 18 ] [ 19 ] |
| 2004 | 4 | Медведева Н. П.         | за работу «Разработка и реализация высокоэффективной методики разведки месторождений подземных вод, основанной на использовании численного моделирования для водоснабжения городов в нефтедобывающих районах Республики Татарстан» | [ 18 ] [ 19 ] |
| 2004 | 4 | Медведев А. М.          | за работу «Разработка и реализация высокоэффективной методики разведки месторождений подземных вод, основанной на использовании численного моделирования для водоснабжения городов в нефтедобывающих районах Республики Татарстан» | [ 18 ] [ 19 ] |
| 2004 | 4 | Нафиков А. З.           | за работу «Разработка и реализация высокоэффективной методики разведки месторождений подземных вод, основанной на использовании численного моделирования для водоснабжения городов в нефтедобывающих районах Республики Татарстан» | [ 18 ] [ 19 ] |
| 2004 | 4 | Боревский Б. В.         | за работу «Разработка и реализация высокоэффективной методики разведки месторождений подземных вод, основанной на использовании численного моделирования для водоснабжения городов в нефтедобывающих районах Республики Татарстан» | [ 18 ] [ 19 ] |
| 2004 | 4 | Плугина Т. А.           | за работу «Разработка и реализация высокоэффективной методики разведки месторождений подземных вод, основанной на использовании численного моделирования для водоснабжения городов в нефтедобывающих районах Республики Татарстан» | [ 18 ] [ 19 ] |
| 2004 | 4 | Сидоркин В. В.          | за работу «Разработка и реализация высокоэффективной методики разведки месторождений подземных вод, основанной на использовании численного моделирования для водоснабжения городов в нефтедобывающих районах Республики Татарстан» | [ 18 ] [ 19 ] |
| 2004 | 5 | Паймушин В. Н.          | за работу «Математическое моделирование в мостостроении с приложениями к реконструкции моста через р. Казанку и проектированию и строительству моста через р. Каму у с. Сорочьи Горы» | [ 18 ] [ 19 ] |
| 2004 | 5 | Голованов А. И.         | за работу «Математическое моделирование в мостостроении с приложениями к реконструкции моста через р. Казанку и проектированию и строительству моста через р. Каму у с. Сорочьи Горы» | [ 18 ] [ 19 ] |
| 2004 | 5 | Закиров Р. Ф.           | за работу «Математическое моделирование в мостостроении с приложениями к реконструкции моста через р. Казанку и проектированию и строительству моста через р. Каму у с. Сорочьи Горы» | [ 18 ] [ 19 ] |
| 2004 | 5 | Пискунов А. А.          | за работу «Математическое моделирование в мостостроении с приложениями к реконструкции моста через р. Казанку и проектированию и строительству моста через р. Каму у с. Сорочьи Горы» | [ 18 ] [ 19 ] |
| 2004 | 5 | Рогов Н. В.             | за работу «Математическое моделирование в мостостроении с приложениями к реконструкции моста через р. Казанку и проектированию и строительству моста через р. Каму у с. Сорочьи Горы» | [ 18 ] [ 19 ] |
| 2004 | 5 | Швецов В. А.            | за работу «Математическое моделирование в мостостроении с приложениями к реконструкции моста через р. Казанку и проектированию и строительству моста через р. Каму у с. Сорочьи Горы» | [ 18 ] [ 19 ] |
| 2004 | 6 | Одинцов В. В.           | за работу «Разработка и внедрение в клиническую практику новых инструментов, оборудования и методов эндохирургического лечения пациентов с заболеваниями внутренних органов в Республике Татарстан» | [ 18 ] [ 19 ] |
| 2004 | 6 | Сафиуллин Р. С.         | за работу «Разработка и внедрение в клиническую практику новых инструментов, оборудования и методов эндохирургического лечения пациентов с заболеваниями внутренних органов в Республике Татарстан» | [ 18 ] [ 19 ] |
| 2004 | 6 | Чугунов А. Н.           | за работу «Разработка и внедрение в клиническую практику новых инструментов, оборудования и методов эндохирургического лечения пациентов с заболеваниями внутренних органов в Республике Татарстан» | [ 18 ] [ 19 ] |
| 2004 | 6 | Фёдоров И. В.           | за работу «Разработка и внедрение в клиническую практику новых инструментов, оборудования и методов эндохирургического лечения пациентов с заболеваниями внутренних органов в Республике Татарстан» | [ 18 ] [ 19 ] |
| 2004 | 6 | Сигал Е. И.             | за работу «Разработка и внедрение в клиническую практику новых инструментов, оборудования и методов эндохирургического лечения пациентов с заболеваниями внутренних органов в Республике Татарстан» | [ 18 ] [ 19 ] |
| 2004 | 6 | Морошек А. Е.           | за работу «Разработка и внедрение в клиническую практику новых инструментов, оборудования и методов эндохирургического лечения пациентов с заболеваниями внутренних органов в Республике Татарстан» | [ 18 ] [ 19 ] |
| 2004 | 7 | Нуретдинов Я. К.        | за работу «Разработка и внедрение геофизического аппаратно-методического комплекса скважинной неконтактной инфракрасной термометрии (АМК СНТ-ИК) для мониторинга экологической обстановки в интервалах питьевых водоносных пластов на нефтяных и газовых месторождениях» | [ 18 ] [ 19 ] |
| 2004 | 7 | Харисов Р. Г.           | за работу «Разработка и внедрение геофизического аппаратно-методического комплекса скважинной неконтактной инфракрасной термометрии (АМК СНТ-ИК) для мониторинга экологической обстановки в интервалах питьевых водоносных пластов на нефтяных и газовых месторождениях» | [ 18 ] [ 19 ] |
| 2004 | 7 | Мухамадиев Р. С.        | за работу «Разработка и внедрение геофизического аппаратно-методического комплекса скважинной неконтактной инфракрасной термометрии (АМК СНТ-ИК) для мониторинга экологической обстановки в интервалах питьевых водоносных пластов на нефтяных и газовых месторождениях» | [ 18 ] [ 19 ] |
| 2004 | 7 | Юсупов Р. И.            | за работу «Разработка и внедрение геофизического аппаратно-методического комплекса скважинной неконтактной инфракрасной термометрии (АМК СНТ-ИК) для мониторинга экологической обстановки в интервалах питьевых водоносных пластов на нефтяных и газовых месторождениях» | [ 18 ] [ 19 ] |
| 2004 | 7 | Ибрагимов А. Э.         | за работу «Разработка и внедрение геофизического аппаратно-методического комплекса скважинной неконтактной инфракрасной термометрии (АМК СНТ-ИК) для мониторинга экологической обстановки в интервалах питьевых водоносных пластов на нефтяных и газовых месторождениях» | [ 18 ] [ 19 ] |
| 2004 | 7 | Закиров А. Ф.           | за работу «Разработка и внедрение геофизического аппаратно-методического комплекса скважинной неконтактной инфракрасной термометрии (АМК СНТ-ИК) для мониторинга экологической обстановки в интервалах питьевых водоносных пластов на нефтяных и газовых месторождениях» | [ 18 ] [ 19 ] |
| 2004 | 8 | Абубакиров Р. Ф.        | за работу «Создание уникальных мемориальных и культурно-оздоровительных архитектурных сооружений в г. Альметьевске» | [ 18 ] [ 19 ] |
| 2004 | 8 | Смыков В. В.            | за работу «Создание уникальных мемориальных и культурно-оздоровительных архитектурных сооружений в г. Альметьевске» | [ 18 ] [ 19 ] |
| 2004 | 8 | Нугайбеков А. Г.        | за работу «Создание уникальных мемориальных и культурно-оздоровительных архитектурных сооружений в г. Альметьевске» | [ 18 ] [ 19 ] |
| 2004 | 8 | Михайлов С. М.          | за работу «Создание уникальных мемориальных и культурно-оздоровительных архитектурных сооружений в г. Альметьевске» | [ 18 ] [ 19 ] |
| 2004 | 8 | Глазков Н. М.           | за работу «Создание уникальных мемориальных и культурно-оздоровительных архитектурных сооружений в г. Альметьевске» | [ 18 ] [ 19 ] |
| 2004 | 8 | Идрисов А. А.           | за работу «Создание уникальных мемориальных и культурно-оздоровительных архитектурных сооружений в г. Альметьевске» | [ 18 ] [ 19 ] |
| 2005 | 1 | Замалиева Ф. Ф.         | за работу «Разработка и внедрение системы семеноводства картофеля на оздоровленной основе в Республике Татарстан» | [ 20 ] [ 21 ] |
| 2005 | 1 | Якушкин Н. М.           | за работу «Разработка и внедрение системы семеноводства картофеля на оздоровленной основе в Республике Татарстан» | [ 20 ] [ 21 ] |
| 2005 | 1 | Сафиуллина Г. Ф.        | за работу «Разработка и внедрение системы семеноводства картофеля на оздоровленной основе в Республике Татарстан» | [ 20 ] [ 21 ] |
| 2005 | 1 | Назмиева Р. Р.          | за работу «Разработка и внедрение системы семеноводства картофеля на оздоровленной основе в Республике Татарстан» | [ 20 ] [ 21 ] |
| 2005 | 1 | Сташевский З.           | за работу «Разработка и внедрение системы семеноводства картофеля на оздоровленной основе в Республике Татарстан» | [ 20 ] [ 21 ] |
| 2005 | 1 | Шафиков Д. С.           | за работу «Разработка и внедрение системы семеноводства картофеля на оздоровленной основе в Республике Татарстан» | [ 20 ] [ 21 ] |
| 2005 | 1 | Тимофеев В. Ф.          | за работу «Разработка и внедрение системы семеноводства картофеля на оздоровленной основе в Республике Татарстан» | [ 20 ] [ 21 ] |
| 2005 | 1 | Миначетдинов М. К.      | за работу «Разработка и внедрение системы семеноводства картофеля на оздоровленной основе в Республике Татарстан» | [ 20 ] [ 21 ] |
| 2005 | 2 | Аксёнов Е. М.           | за монографию «Геология Татарстана. Стратиграфия и тектоника» | [ 20 ] [ 21 ] |
| 2005 | 2 | Буров Б. В.             | за монографию «Геология Татарстана. Стратиграфия и тектоника» | [ 20 ] [ 21 ] |
| 2005 | 2 | Бутаков Г. П.           | за монографию «Геология Татарстана. Стратиграфия и тектоника» | [ 20 ] [ 21 ] |
| 2005 | 2 | Войтович Е. Д.          | за монографию «Геология Татарстана. Стратиграфия и тектоника» | [ 20 ] [ 21 ] |
| 2005 | 2 | Губарева В. С.          | за монографию «Геология Татарстана. Стратиграфия и тектоника» | [ 20 ] [ 21 ] |
| 2005 | 2 | Дедков А. П.            | за монографию «Геология Татарстана. Стратиграфия и тектоника» | [ 20 ] [ 21 ] |
| 2005 | 2 | Зорина С. О.            | за монографию «Геология Татарстана. Стратиграфия и тектоника» | [ 20 ] [ 21 ] |
| 2005 | 2 | Лапинская Т. А.         | за монографию «Геология Татарстана. Стратиграфия и тектоника» | [ 20 ] [ 21 ] |
| 2005 | 3 | Фаттахов Я. В.          | за работу "Разработка, изготовление и внедрение медицинского магнитно-резонансного томографа «ТМР-0.06-КФТИ» | [ 20 ] [ 21 ] |
| 2005 | 3 | Аминов К. Л.            | за работу "Разработка, изготовление и внедрение медицинского магнитно-резонансного томографа «ТМР-0.06-КФТИ» | [ 20 ] [ 21 ] |
| 2005 | 3 | Анашкин В. Н.           | за работу "Разработка, изготовление и внедрение медицинского магнитно-резонансного томографа «ТМР-0.06-КФТИ» | [ 20 ] [ 21 ] |
| 2005 | 3 | Фахрутдинов А. Р.       | за работу "Разработка, изготовление и внедрение медицинского магнитно-резонансного томографа «ТМР-0.06-КФТИ» | [ 20 ] [ 21 ] |
| 2005 | 3 | Шагалов В. А.           | за работу "Разработка, изготовление и внедрение медицинского магнитно-резонансного томографа «ТМР-0.06-КФТИ» | [ 20 ] [ 21 ] |
| 2005 | 3 | Гильманов А. А.         | за работу "Разработка, изготовление и внедрение медицинского магнитно-резонансного томографа «ТМР-0.06-КФТИ» | [ 20 ] [ 21 ] |
| 2005 | 3 | Михайлов М. К.          | за работу "Разработка, изготовление и внедрение медицинского магнитно-резонансного томографа «ТМР-0.06-КФТИ» | [ 20 ] [ 21 ] |
| 2005 | 3 | Апаков Р. У.            | за работу "Разработка, изготовление и внедрение медицинского магнитно-резонансного томографа «ТМР-0.06-КФТИ» | [ 20 ] [ 21 ] |
| 2005 | 4 | Ахметзянов Р. Р.        | за работу «Разработка и промышленное внедрение корпоративной информационной системы оперативного контроля и управления процессами нефтедобычи» | [ 20 ] [ 21 ] |
| 2005 | 4 | Ахметвалиев Р. Н.       | за работу «Разработка и промышленное внедрение корпоративной информационной системы оперативного контроля и управления процессами нефтедобычи» | [ 20 ] [ 21 ] |
| 2005 | 4 | Хуснутдинов А. А.       | за работу «Разработка и промышленное внедрение корпоративной информационной системы оперативного контроля и управления процессами нефтедобычи» | [ 20 ] [ 21 ] |
| 2005 | 4 | Заббаров Р. Г.          | за работу «Разработка и промышленное внедрение корпоративной информационной системы оперативного контроля и управления процессами нефтедобычи» | [ 20 ] [ 21 ] |
| 2005 | 4 | Залятов М. М.           | за работу «Разработка и промышленное внедрение корпоративной информационной системы оперативного контроля и управления процессами нефтедобычи» | [ 20 ] [ 21 ] |
| 2005 | 4 | Демидова Н. Н.          | за работу «Разработка и промышленное внедрение корпоративной информационной системы оперативного контроля и управления процессами нефтедобычи» | [ 20 ] [ 21 ] |
| 2005 | 4 | Идиятова В. Р.          | за работу «Разработка и промышленное внедрение корпоративной информационной системы оперативного контроля и управления процессами нефтедобычи» | [ 20 ] [ 21 ] |
| 2005 | 4 | Кованова Г. К.          | за работу «Разработка и промышленное внедрение корпоративной информационной системы оперативного контроля и управления процессами нефтедобычи» | [ 20 ] [ 21 ] |
| 2005 | 5 | Хисамеев И. Г.          | за работу «Разработка и внедрение высокоэффективных сменных проточных частей нагнетателей газоперекачивающих агрегатов» | [ 20 ] [ 21 ] |
| 2005 | 5 | Баткис Г. С.            | за работу «Разработка и внедрение высокоэффективных сменных проточных частей нагнетателей газоперекачивающих агрегатов» | [ 20 ] [ 21 ] |
| 2005 | 5 | Петров А. М.            | за работу «Разработка и внедрение высокоэффективных сменных проточных частей нагнетателей газоперекачивающих агрегатов» | [ 20 ] [ 21 ] |
| 2005 | 5 | Лившиц Б. М.            | за работу «Разработка и внедрение высокоэффективных сменных проточных частей нагнетателей газоперекачивающих агрегатов» | [ 20 ] [ 21 ] |
| 2005 | 5 | Сафиуллин А. Г.         | за работу «Разработка и внедрение высокоэффективных сменных проточных частей нагнетателей газоперекачивающих агрегатов» | [ 20 ] [ 21 ] |
| 2005 | 5 | Гузельбаев Я. З.        | за работу «Разработка и внедрение высокоэффективных сменных проточных частей нагнетателей газоперекачивающих агрегатов» | [ 20 ] [ 21 ] |
| 2005 | 5 | Лунев А. Т.             | за работу «Разработка и внедрение высокоэффективных сменных проточных частей нагнетателей газоперекачивающих агрегатов» | [ 20 ] [ 21 ] |
| 2005 | 5 | Сидоров В. П.           | за работу «Разработка и внедрение высокоэффективных сменных проточных частей нагнетателей газоперекачивающих агрегатов» | [ 20 ] [ 21 ] |
| 2005 | 6 | Зарипов Р. Х.           | за работу «Разработка и производство высокотехнологичных подъемных агрегатов для ремонта и освоения нефтяных и газовых скважин грузоподъемностью 50 и 80 тонн» | [ 20 ] [ 21 ] |
| 2005 | 6 | Салихов Р. М.           | за работу «Разработка и производство высокотехнологичных подъемных агрегатов для ремонта и освоения нефтяных и газовых скважин грузоподъемностью 50 и 80 тонн» | [ 20 ] [ 21 ] |
| 2005 | 6 | Первушин В. Е.          | за работу «Разработка и производство высокотехнологичных подъемных агрегатов для ремонта и освоения нефтяных и газовых скважин грузоподъемностью 50 и 80 тонн» | [ 20 ] [ 21 ] |
| 2005 | 6 | Руль Л. К.              | за работу «Разработка и производство высокотехнологичных подъемных агрегатов для ремонта и освоения нефтяных и газовых скважин грузоподъемностью 50 и 80 тонн» | [ 20 ] [ 21 ] |
| 2005 | 6 | Осыка И. И.             | за работу «Разработка и производство высокотехнологичных подъемных агрегатов для ремонта и освоения нефтяных и газовых скважин грузоподъемностью 50 и 80 тонн» | [ 20 ] [ 21 ] |
| 2005 | 6 | Грошев М. А.            | за работу «Разработка и производство высокотехнологичных подъемных агрегатов для ремонта и освоения нефтяных и газовых скважин грузоподъемностью 50 и 80 тонн» | [ 20 ] [ 21 ] |
| 2005 | 6 | Богряков В. А.          | за работу «Разработка и производство высокотехнологичных подъемных агрегатов для ремонта и освоения нефтяных и газовых скважин грузоподъемностью 50 и 80 тонн» | [ 20 ] [ 21 ] |
| 2005 | 6 | Овчинин А. В.           | за работу «Разработка и производство высокотехнологичных подъемных агрегатов для ремонта и освоения нефтяных и газовых скважин грузоподъемностью 50 и 80 тонн» | [ 20 ] [ 21 ] |
| 2005 | 7 | Хасанов М. Х.           | за «Татарский энциклопедический словарь» на русском и татарском языках | [ 20 ] [ 21 ] |
| 2005 | 7 | Сабирзянов Г. С.        | за «Татарский энциклопедический словарь» на русском и татарском языках | [ 20 ] [ 21 ] |
| 2005 | 7 | Даутов Р. Н.            | за «Татарский энциклопедический словарь» на русском и татарском языках | [ 20 ] [ 21 ] |
| 2005 | 7 | Мухаметшин Р. М.        | за «Татарский энциклопедический словарь» на русском и татарском языках | [ 20 ] [ 21 ] |
| 2005 | 7 | Шайдуллин Р. В.         | за «Татарский энциклопедический словарь» на русском и татарском языках | [ 20 ] [ 21 ] |
| 2005 | 7 | Абзалова В. Г.          | за «Татарский энциклопедический словарь» на русском и татарском языках | [ 20 ] [ 21 ] |
| 2005 | 7 | Гарзавина А. В.         | за «Татарский энциклопедический словарь» на русском и татарском языках | [ 20 ] [ 21 ] |
| 2006 | 1 | Абдрахманов Г. С.       | за работу «Разработка и внедрение новых технологий и технических средств для крепления нефтяных и газовых скважин с использованием специальных расширяемых труб» | [ 22 ] [ 23 ] |
| 2006 | 1 | Зайнуллин А. Г.         | за работу «Разработка и внедрение новых технологий и технических средств для крепления нефтяных и газовых скважин с использованием специальных расширяемых труб» | [ 22 ] [ 23 ] |
| 2006 | 1 | Ибатуллин Р. Х.         | за работу «Разработка и внедрение новых технологий и технических средств для крепления нефтяных и газовых скважин с использованием специальных расширяемых труб» | [ 22 ] [ 23 ] |
| 2006 | 1 | Кавеев Х. З.            | за работу «Разработка и внедрение новых технологий и технических средств для крепления нефтяных и газовых скважин с использованием специальных расширяемых труб» | [ 22 ] [ 23 ] |
| 2006 | 1 | Студенский М. Н.        | за работу «Разработка и внедрение новых технологий и технических средств для крепления нефтяных и газовых скважин с использованием специальных расширяемых труб» | [ 22 ] [ 23 ] |
| 2006 | 1 | Уразгильдин И. А.       | за работу «Разработка и внедрение новых технологий и технических средств для крепления нефтяных и газовых скважин с использованием специальных расширяемых труб» | [ 22 ] [ 23 ] |
| 2006 | 1 | Филиппов В. П.          | за работу «Разработка и внедрение новых технологий и технических средств для крепления нефтяных и газовых скважин с использованием специальных расширяемых труб» | [ 22 ] [ 23 ] |
| 2006 | 1 | Хамитьянов Н. Х.        | за работу «Разработка и внедрение новых технологий и технических средств для крепления нефтяных и газовых скважин с использованием специальных расширяемых труб» | [ 22 ] [ 23 ] |
| 2006 | 2 | Зиятдинов А. Ш.         | за работу «Разработка научных и практических основ комплекса работ по наращиванию мощности и эффективности производства низших олефинов, бутадиена и бензола, их внедрение в производство» | [ 22 ] [ 23 ] |
| 2006 | 2 | Бикмурзин А. Ш.         | за работу «Разработка научных и практических основ комплекса работ по наращиванию мощности и эффективности производства низших олефинов, бутадиена и бензола, их внедрение в производство» | [ 22 ] [ 23 ] |
| 2006 | 2 | Шатилов В. М.           | за работу «Разработка научных и практических основ комплекса работ по наращиванию мощности и эффективности производства низших олефинов, бутадиена и бензола, их внедрение в производство» | [ 22 ] [ 23 ] |
| 2006 | 2 | Екимова А. М.           | за работу «Разработка научных и практических основ комплекса работ по наращиванию мощности и эффективности производства низших олефинов, бутадиена и бензола, их внедрение в производство» | [ 22 ] [ 23 ] |
| 2006 | 2 | Сахипов Л. С.           | за работу «Разработка научных и практических основ комплекса работ по наращиванию мощности и эффективности производства низших олефинов, бутадиена и бензола, их внедрение в производство» | [ 22 ] [ 23 ] |
| 2006 | 2 | Егорова С. Р.           | за работу «Разработка научных и практических основ комплекса работ по наращиванию мощности и эффективности производства низших олефинов, бутадиена и бензола, их внедрение в производство» | [ 22 ] [ 23 ] |
| 2006 | 2 | Ахмадуллин Р. Х.        | за работу «Разработка научных и практических основ комплекса работ по наращиванию мощности и эффективности производства низших олефинов, бутадиена и бензола, их внедрение в производство» | [ 22 ] [ 23 ] |
| 2006 | 2 | Галявиев Ш. Ш.          | за работу «Разработка научных и практических основ комплекса работ по наращиванию мощности и эффективности производства низших олефинов, бутадиена и бензола, их внедрение в производство» | [ 22 ] [ 23 ] |
| 2006 | 3 | Хасанов Р. Ш.           | за работу «Разработка и внедрение в медицинскую практику холодильной техники нового поколения, обеспечивающей высокое качество хранения донорской крови, её компонентов и эффективность их применения» | [ 22 ] [ 23 ] |
| 2006 | 3 | Абдуллин И. Г.          | за работу «Разработка и внедрение в медицинскую практику холодильной техники нового поколения, обеспечивающей высокое качество хранения донорской крови, её компонентов и эффективность их применения» | [ 22 ] [ 23 ] |
| 2006 | 3 | Бобков М. В.            | за работу «Разработка и внедрение в медицинскую практику холодильной техники нового поколения, обеспечивающей высокое качество хранения донорской крови, её компонентов и эффективность их применения» | [ 22 ] [ 23 ] |
| 2006 | 3 | Володиков А. В.         | за работу «Разработка и внедрение в медицинскую практику холодильной техники нового поколения, обеспечивающей высокое качество хранения донорской крови, её компонентов и эффективность их применения» | [ 22 ] [ 23 ] |
| 2006 | 3 | Сидорук Е. А.           | за работу «Разработка и внедрение в медицинскую практику холодильной техники нового поколения, обеспечивающей высокое качество хранения донорской крови, её компонентов и эффективность их применения» | [ 22 ] [ 23 ] |
| 2006 | 3 | Яркаева Ф. Ф.           | за работу «Разработка и внедрение в медицинскую практику холодильной техники нового поколения, обеспечивающей высокое качество хранения донорской крови, её компонентов и эффективность их применения» | [ 22 ] [ 23 ] |
| 2006 | 4 | Альтшулер С. А.         | за цикл работ «Физика ванфлековских парамагнетиков» | [ 22 ] [ 23 ] |
| 2006 | 4 | Теплов М. А.            | за цикл работ «Физика ванфлековских парамагнетиков» | [ 22 ] [ 23 ] |
| 2006 | 4 | Зарипов М. М.           | за цикл работ «Физика ванфлековских парамагнетиков» | [ 22 ] [ 23 ] |
| 2006 | 4 | Малкин Б. З.            | за цикл работ «Физика ванфлековских парамагнетиков» | [ 22 ] [ 23 ] |
| 2006 | 4 | Аминов Л. К.            | за цикл работ «Физика ванфлековских парамагнетиков» | [ 22 ] [ 23 ] |
| 2006 | 4 | Тагиров М. С.           | за цикл работ «Физика ванфлековских парамагнетиков» | [ 22 ] [ 23 ] |
| 2006 | 4 | Таюрский Д. А.          | за цикл работ «Физика ванфлековских парамагнетиков» | [ 22 ] [ 23 ] |
| 2006 | 4 | Егоров А. В.            | за цикл работ «Физика ванфлековских парамагнетиков» | [ 22 ] [ 23 ] |
| 2006 | 5 | Коваленко В. И.         | за работу «Молекулярная структура и механизмы реакций получения и мономолекулярного распада С- и О-нитросоединений» | [ 22 ] [ 23 ] |
| 2006 | 5 | Никитин В. Г.           | за работу «Молекулярная структура и механизмы реакций получения и мономолекулярного распада С- и О-нитросоединений» | [ 22 ] [ 23 ] |
| 2006 | 5 | Храпковский Г. М.       | за работу «Молекулярная структура и механизмы реакций получения и мономолекулярного распада С- и О-нитросоединений» | [ 22 ] [ 23 ] |
| 2006 | 5 | Шамов А. Г.             | за работу «Молекулярная структура и механизмы реакций получения и мономолекулярного распада С- и О-нитросоединений» | [ 22 ] [ 23 ] |
| 2006 | 6 | Иваничев Г. А.          | за работу «Фундаментальные и прикладные аспекты миофасциальной боли в клинической медицине» | [ 22 ] [ 23 ] |
| 2006 | 6 | Гайнутдинов А. Р.       | за работу «Фундаментальные и прикладные аспекты миофасциальной боли в клинической медицине» | [ 22 ] [ 23 ] |
| 2006 | 6 | Якупов Р. А.            | за работу «Фундаментальные и прикладные аспекты миофасциальной боли в клинической медицине» | [ 22 ] [ 23 ] |
| 2006 | 7 | Шакиров Р. С.           | за работу «Разработка и внедрение ресурсосберегающих технологий производства зерна на основе биологических факторов земледелия в Республике Татарстан» | [ 22 ] [ 23 ] |
| 2006 | 7 | Салихов А. С.           | за работу «Разработка и внедрение ресурсосберегающих технологий производства зерна на основе биологических факторов земледелия в Республике Татарстан» | [ 22 ] [ 23 ] |
| 2006 | 7 | Краснов А. В.           | за работу «Разработка и внедрение ресурсосберегающих технологий производства зерна на основе биологических факторов земледелия в Республике Татарстан» | [ 22 ] [ 23 ] |
| 2006 | 7 | Шакирова Г. И.          | за работу «Разработка и внедрение ресурсосберегающих технологий производства зерна на основе биологических факторов земледелия в Республике Татарстан» | [ 22 ] [ 23 ] |
| 2006 | 7 | Хасаншин Г. Ш.          | за работу «Разработка и внедрение ресурсосберегающих технологий производства зерна на основе биологических факторов земледелия в Республике Татарстан» | [ 22 ] [ 23 ] |
| 2006 | 7 | Фадеева А. Н.           | за работу «Разработка и внедрение ресурсосберегающих технологий производства зерна на основе биологических факторов земледелия в Республике Татарстан» | [ 22 ] [ 23 ] |
| 2006 | 7 | Талапин П. С.           | за работу «Разработка и внедрение ресурсосберегающих технологий производства зерна на основе биологических факторов земледелия в Республике Татарстан» | [ 22 ] [ 23 ] |
| 2006 | 7 | Гумеров И. Н.           | за работу «Разработка и внедрение ресурсосберегающих технологий производства зерна на основе биологических факторов земледелия в Республике Татарстан» | [ 22 ] [ 23 ] |
| 2006 | 8 | Хаков В. Х.             | за цикл работ «Татарский литературный язык в диахроническом и синхроническом аспектах (История формирования и развития татарского языка)» | [ 22 ] [ 23 ] |
| 2007 | 1 | Синяшин О. Г.           | за работу «Направленный синтез и разработка высокоэффективных технологий получения фосфорорганических соединений на основе элементного фосфора» | [ 24 ] [ 25 ] |
| 2007 | 1 | Будникова Ю. Г.         | за работу «Направленный синтез и разработка высокоэффективных технологий получения фосфорорганических соединений на основе элементного фосфора» | [ 24 ] [ 25 ] |
| 2007 | 1 | Батыева Э. С.           | за работу «Направленный синтез и разработка высокоэффективных технологий получения фосфорорганических соединений на основе элементного фосфора» | [ 24 ] [ 25 ] |
| 2007 | 1 | Иванов Б. Е.            | за работу «Направленный синтез и разработка высокоэффективных технологий получения фосфорорганических соединений на основе элементного фосфора» | [ 24 ] [ 25 ] |
| 2007 | 2 | Гарифуллин И. А.        | за цикл работ «Исследования природы наноразмерных свойств сверхпроводников методами магнитного резонанса» | [ 24 ] [ 25 ] |
| 2007 | 2 | Гарифьянов Н. Н.        | за цикл работ «Исследования природы наноразмерных свойств сверхпроводников методами магнитного резонанса» | [ 24 ] [ 25 ] |
| 2007 | 2 | Дуглав А. В.            | за цикл работ «Исследования природы наноразмерных свойств сверхпроводников методами магнитного резонанса» | [ 24 ] [ 25 ] |
| 2007 | 2 | Ерёмин М. В.            | за цикл работ «Исследования природы наноразмерных свойств сверхпроводников методами магнитного резонанса» | [ 24 ] [ 25 ] |
| 2007 | 2 | Кочелаев Б. И.          | за цикл работ «Исследования природы наноразмерных свойств сверхпроводников методами магнитного резонанса» | [ 24 ] [ 25 ] |
| 2007 | 2 | Тагиров Л. Р.           | за цикл работ «Исследования природы наноразмерных свойств сверхпроводников методами магнитного резонанса» | [ 24 ] [ 25 ] |
| 2007 | 2 | Тейтельбаум Г. Б.       | за цикл работ «Исследования природы наноразмерных свойств сверхпроводников методами магнитного резонанса» | [ 24 ] [ 25 ] |
| 2007 | 2 | Харахашьян Э. Г.        | за цикл работ «Исследования природы наноразмерных свойств сверхпроводников методами магнитного резонанса» | [ 24 ] [ 25 ] |
| 2007 | 3 | Зиганшина Л. Е.         | за работу «Разработка и внедрение в практику здравоохранения Республики Татарстан новой технологии отбора и рационального использования лекарств — формулярной системы» | [ 24 ] [ 25 ] |
| 2007 | 3 | Галиуллин Н. И.         | за работу «Разработка и внедрение в практику здравоохранения Республики Татарстан новой технологии отбора и рационального использования лекарств — формулярной системы» | [ 24 ] [ 25 ] |
| 2007 | 3 | Зиганшин А. У.          | за работу «Разработка и внедрение в практику здравоохранения Республики Татарстан новой технологии отбора и рационального использования лекарств — формулярной системы» | [ 24 ] [ 25 ] |
| 2007 | 3 | Кормачев М. В.          | за работу «Разработка и внедрение в практику здравоохранения Республики Татарстан новой технологии отбора и рационального использования лекарств — формулярной системы» | [ 24 ] [ 25 ] |
| 2007 | 4 | Насыбуллин А. В.        | За работу «Создание и промышленное внедрение методов управления разработкой нефтяных месторождений на основе технологий автоматизированного проектирования» | [ 24 ] [ 25 ] |
| 2007 | 4 | Латифуллин Ф. М.        | За работу «Создание и промышленное внедрение методов управления разработкой нефтяных месторождений на основе технологий автоматизированного проектирования» | [ 24 ] [ 25 ] |
| 2007 | 4 | Разживин Д. А.          | За работу «Создание и промышленное внедрение методов управления разработкой нефтяных месторождений на основе технологий автоматизированного проектирования» | [ 24 ] [ 25 ] |
| 2007 | 4 | Рамазанов Р. Г.         | За работу «Создание и промышленное внедрение методов управления разработкой нефтяных месторождений на основе технологий автоматизированного проектирования» | [ 24 ] [ 25 ] |
| 2007 | 4 | Самойлов В. В.          | За работу «Создание и промышленное внедрение методов управления разработкой нефтяных месторождений на основе технологий автоматизированного проектирования» | [ 24 ] [ 25 ] |
| 2007 | 4 | Саттаров Р. З.          | За работу «Создание и промышленное внедрение методов управления разработкой нефтяных месторождений на основе технологий автоматизированного проектирования» | [ 24 ] [ 25 ] |
| 2007 | 4 | Султанов А. С.          | За работу «Создание и промышленное внедрение методов управления разработкой нефтяных месторождений на основе технологий автоматизированного проектирования» | [ 24 ] [ 25 ] |
| 2007 | 4 | Хакимзянов И. Н.        | За работу «Создание и промышленное внедрение методов управления разработкой нефтяных месторождений на основе технологий автоматизированного проектирования» | [ 24 ] [ 25 ] |
| 2007 | 5 | Ильясов Р. С.           | за работу «Разработка и освоение качественно новых материалов для усовершенствования технологии производства конкурентоспособных радиальных шин в ОАО „Нижнекамскшина“» | [ 24 ] [ 25 ] |
| 2007 | 5 | Махотин А. А.           | за работу «Разработка и освоение качественно новых материалов для усовершенствования технологии производства конкурентоспособных радиальных шин в ОАО „Нижнекамскшина“» | [ 24 ] [ 25 ] |
| 2007 | 5 | Мохнаткин М. Г.         | за работу «Разработка и освоение качественно новых материалов для усовершенствования технологии производства конкурентоспособных радиальных шин в ОАО „Нижнекамскшина“» | [ 24 ] [ 25 ] |
| 2007 | 5 | Мохнаткина Е. Г.        | за работу «Разработка и освоение качественно новых материалов для усовершенствования технологии производства конкурентоспособных радиальных шин в ОАО „Нижнекамскшина“» | [ 24 ] [ 25 ] |
| 2007 | 5 | Шарафеев З. Ф.          | за работу «Разработка и освоение качественно новых материалов для усовершенствования технологии производства конкурентоспособных радиальных шин в ОАО „Нижнекамскшина“» | [ 24 ] [ 25 ] |
| 2007 | 5 | Савельчев А. П.         | за работу «Разработка и освоение качественно новых материалов для усовершенствования технологии производства конкурентоспособных радиальных шин в ОАО „Нижнекамскшина“» | [ 24 ] [ 25 ] |
| 2007 | 5 | Шарипов Э. Н.           | за работу «Разработка и освоение качественно новых материалов для усовершенствования технологии производства конкурентоспособных радиальных шин в ОАО „Нижнекамскшина“» | [ 24 ] [ 25 ] |
| 2007 | 5 | Охотина Н. А.           | за работу «Разработка и освоение качественно новых материалов для усовершенствования технологии производства конкурентоспособных радиальных шин в ОАО „Нижнекамскшина“» | [ 24 ] [ 25 ] |
| 2007 | 6 | Емельянов В. М.         | за работу «Разработка и промышленное внедрение аэробной технологии дрожжегенерации в спиртовое производство» | [ 24 ] [ 25 ] |
| 2007 | 6 | Павлов Б. П.            | за работу «Разработка и промышленное внедрение аэробной технологии дрожжегенерации в спиртовое производство» | [ 24 ] [ 25 ] |
| 2007 | 6 | Шайхутдинов Р. Р.       | за работу «Разработка и промышленное внедрение аэробной технологии дрожжегенерации в спиртовое производство» | [ 24 ] [ 25 ] |
| 2007 | 6 | Гумеров А. М.           | за работу «Разработка и промышленное внедрение аэробной технологии дрожжегенерации в спиртовое производство» | [ 24 ] [ 25 ] |
| 2007 | 6 | Владимирова И. С.       | за работу «Разработка и промышленное внедрение аэробной технологии дрожжегенерации в спиртовое производство» | [ 24 ] [ 25 ] |
| 2007 | 6 | Филиппова Н. К.         | за работу «Разработка и промышленное внедрение аэробной технологии дрожжегенерации в спиртовое производство» | [ 24 ] [ 25 ] |
| 2007 | 7 | Давлетшин Г. М.         | за монографию, опубликованную отдельными книгами на двух государственных языках Республики Татарстан: «История духовной культуры тюрко-татар» (Казань: Татарское книжное издательство, 1999. — 512 с. на татарском языке) и «Очерки истории духовной культуры предков татарского народа (Истоки, становление и развитие)» (Казань: Татарское книжное издательство, 2004. — 431 с., на русском языке) | [ 24 ] [ 25 ] |
| 2007 | 8 | Габдуллин Г. Г.         | За Цикл научных исследований «Проектирование и реализация ресурсоориентированной системы духовно-нравственного воспитания и творческого развития будущего специалиста» | [ 24 ] [ 25 ] |
| 2007 | 8 | Нигматов З. Г.          | За Цикл научных исследований «Проектирование и реализация ресурсоориентированной системы духовно-нравственного воспитания и творческого развития будущего специалиста» | [ 24 ] [ 25 ] |
| 2007 | 8 | Ярмакеев И. Э.          | За Цикл научных исследований «Проектирование и реализация ресурсоориентированной системы духовно-нравственного воспитания и творческого развития будущего специалиста» | [ 24 ] [ 25 ] |
| 2007 | 8 | Шарафеева А. Ф.         | За Цикл научных исследований «Проектирование и реализация ресурсоориентированной системы духовно-нравственного воспитания и творческого развития будущего специалиста» | [ 24 ] [ 25 ] |
| 2008 | 1 | Коновалов А. И.         | за работу «Супрамолекулярные системы на основе каликсаренов» | [ 26 ] [ 27 ] |
| 2008 | 1 | Антипин И. С.           | за работу «Супрамолекулярные системы на основе каликсаренов» | [ 26 ] [ 27 ] |
| 2008 | 1 | Бурилов А. Р.           | за работу «Супрамолекулярные системы на основе каликсаренов» | [ 26 ] [ 27 ] |
| 2008 | 1 | Губайдуллин А. Т.       | за работу «Супрамолекулярные системы на основе каликсаренов» | [ 26 ] [ 27 ] |
| 2008 | 1 | Мустафина А. Р.         | за работу «Супрамолекулярные системы на основе каликсаренов» | [ 26 ] [ 27 ] |
| 2008 | 1 | Рыжкина И. С.           | за работу «Супрамолекулярные системы на основе каликсаренов» | [ 26 ] [ 27 ] |
| 2008 | 1 | Соловьёва С. Е.         | за работу «Супрамолекулярные системы на основе каликсаренов» | [ 26 ] [ 27 ] |
| 2008 | 1 | Стойков И. И.           | за работу «Супрамолекулярные системы на основе каликсаренов» | [ 26 ] [ 27 ] |
| 2008 | 2 | Маклаков А. И.          | за цикл работ «Развитие градиентного ЯМР в исследованиях структуры и динамики сложных молекулярных систем» | [ 26 ] [ 27 ] |
| 2008 | 2 | Скирда В. Д.            | за цикл работ «Развитие градиентного ЯМР в исследованиях структуры и динамики сложных молекулярных систем» | [ 26 ] [ 27 ] |
| 2008 | 2 | Пименов Г. Г.           | за цикл работ «Развитие градиентного ЯМР в исследованиях структуры и динамики сложных молекулярных систем» | [ 26 ] [ 27 ] |
| 2008 | 2 | Фаткуллин Н. Ф.         | за цикл работ «Развитие градиентного ЯМР в исследованиях структуры и динамики сложных молекулярных систем» | [ 26 ] [ 27 ] |
| 2008 | 2 | Двояшкин Н. К.          | за цикл работ «Развитие градиентного ЯМР в исследованиях структуры и динамики сложных молекулярных систем» | [ 26 ] [ 27 ] |
| 2008 | 2 | Севрюгин В. А.          | за цикл работ «Развитие градиентного ЯМР в исследованиях структуры и динамики сложных молекулярных систем» | [ 26 ] [ 27 ] |
| 2008 | 2 | Васильев Г. И.          | за цикл работ «Развитие градиентного ЯМР в исследованиях структуры и динамики сложных молекулярных систем» | [ 26 ] [ 27 ] |
| 2008 | 2 | Филиппов А. В.          | за цикл работ «Развитие градиентного ЯМР в исследованиях структуры и динамики сложных молекулярных систем» | [ 26 ] [ 27 ] |
| 2008 | 3 | Ильинская О. Н.         | за работу «Гидролазы микроорганизмов как потенциальные терапевтические препараты» | [ 26 ] [ 27 ] |
| 2008 | 3 | Шарипова М. Р.          | за работу «Гидролазы микроорганизмов как потенциальные терапевтические препараты» | [ 26 ] [ 27 ] |
| 2008 | 3 | Куриненко Б. М.         | за работу «Гидролазы микроорганизмов как потенциальные терапевтические препараты» | [ 26 ] [ 27 ] |
| 2008 | 4 | Хабиров Ф. А.           | за работу «Невральные и мышечные синдромы при вертеброгенных заболеваниях нервной системы (фундаментальные и прикладные аспекты)» | [ 26 ] [ 27 ] |
| 2008 | 4 | Девликамова Ф. И.       | за работу «Невральные и мышечные синдромы при вертеброгенных заболеваниях нервной системы (фундаментальные и прикладные аспекты)» | [ 26 ] [ 27 ] |
| 2008 | 4 | Кочергина О. С.         | за работу «Невральные и мышечные синдромы при вертеброгенных заболеваниях нервной системы (фундаментальные и прикладные аспекты)» | [ 26 ] [ 27 ] |
| 2008 | 4 | Абашев Р. З.            | за работу «Невральные и мышечные синдромы при вертеброгенных заболеваниях нервной системы (фундаментальные и прикладные аспекты)» | [ 26 ] [ 27 ] |
| 2008 | 5 | Валовский В. М.         | за работу «Разработка и промышленное внедрение комплекса новых технологий и оборудования для повышения эффективности добычи трудноизвлекаемых запасов нефти» | [ 26 ] [ 27 ] |
| 2008 | 5 | Басос Г. Ю.             | за работу «Разработка и промышленное внедрение комплекса новых технологий и оборудования для повышения эффективности добычи трудноизвлекаемых запасов нефти» | [ 26 ] [ 27 ] |
| 2008 | 5 | Валовский К. В.         | за работу «Разработка и промышленное внедрение комплекса новых технологий и оборудования для повышения эффективности добычи трудноизвлекаемых запасов нефти» | [ 26 ] [ 27 ] |
| 2008 | 5 | Дмитриев А. В.          | за работу «Разработка и промышленное внедрение комплекса новых технологий и оборудования для повышения эффективности добычи трудноизвлекаемых запасов нефти» | [ 26 ] [ 27 ] |
| 2008 | 5 | Каюмов М. Ш.            | за работу «Разработка и промышленное внедрение комплекса новых технологий и оборудования для повышения эффективности добычи трудноизвлекаемых запасов нефти» | [ 26 ] [ 27 ] |
| 2008 | 5 | Мартынов С. А.          | за работу «Разработка и промышленное внедрение комплекса новых технологий и оборудования для повышения эффективности добычи трудноизвлекаемых запасов нефти» | [ 26 ] [ 27 ] |
| 2008 | 5 | Шамсутдинов И. Г.       | за работу «Разработка и промышленное внедрение комплекса новых технологий и оборудования для повышения эффективности добычи трудноизвлекаемых запасов нефти» | [ 26 ] [ 27 ] |
| 2008 | 5 | Федосеенко Н. В.        | за работу «Разработка и промышленное внедрение комплекса новых технологий и оборудования для повышения эффективности добычи трудноизвлекаемых запасов нефти» | [ 26 ] [ 27 ] |
| 2008 | 6 | Коробков Ф. А.          | за работу «Разработка и внедрение процесса одностадийной очистки легкого углеводородного сырья от сернистых соединений (H2S, RSH, COS, CS2)» | [ 26 ] [ 27 ] |
| 2008 | 6 | Копылов А. Ю.           | за работу «Разработка и внедрение процесса одностадийной очистки легкого углеводородного сырья от сернистых соединений (H2S, RSH, COS, CS2)» | [ 26 ] [ 27 ] |
| 2008 | 6 | Низамутдинова Г. Б.     | за работу «Разработка и внедрение процесса одностадийной очистки легкого углеводородного сырья от сернистых соединений (H2S, RSH, COS, CS2)» | [ 26 ] [ 27 ] |
| 2008 | 6 | Комлева Т. И.           | за работу «Разработка и внедрение процесса одностадийной очистки легкого углеводородного сырья от сернистых соединений (H2S, RSH, COS, CS2)» | [ 26 ] [ 27 ] |
| 2008 | 6 | Хрущева И. К.           | за работу «Разработка и внедрение процесса одностадийной очистки легкого углеводородного сырья от сернистых соединений (H2S, RSH, COS, CS2)» | [ 26 ] [ 27 ] |
| 2008 | 6 | Пресняков В. В.         | за работу «Разработка и внедрение процесса одностадийной очистки легкого углеводородного сырья от сернистых соединений (H2S, RSH, COS, CS2)» | [ 26 ] [ 27 ] |
| 2008 | 6 | Бабынин А. А.           | за работу «Разработка и внедрение процесса одностадийной очистки легкого углеводородного сырья от сернистых соединений (H2S, RSH, COS, CS2)» | [ 26 ] [ 27 ] |
| 2008 | 6 | Калимуллин А. К.        | за работу «Разработка и внедрение процесса одностадийной очистки легкого углеводородного сырья от сернистых соединений (H2S, RSH, COS, CS2)» | [ 26 ] [ 27 ] |
| 2008 | 7 | Хайретдинов М. Г.       | за работу «Разработка и организация производства нового поколения композиционных материалов — динамических термоэластопластов на основе производимых в Республике Татарстан крупнотоннажных полимеров» | [ 26 ] [ 27 ] |
| 2008 | 7 | Вольфсон С. И.          | за работу «Разработка и организация производства нового поколения композиционных материалов — динамических термоэластопластов на основе производимых в Республике Татарстан крупнотоннажных полимеров» | [ 26 ] [ 27 ] |
| 2008 | 7 | Сабиров Р. К.           | за работу «Разработка и организация производства нового поколения композиционных материалов — динамических термоэластопластов на основе производимых в Республике Татарстан крупнотоннажных полимеров» | [ 26 ] [ 27 ] |
| 2008 | 7 | Азизова А. К.           | за работу «Разработка и организация производства нового поколения композиционных материалов — динамических термоэластопластов на основе производимых в Республике Татарстан крупнотоннажных полимеров» | [ 26 ] [ 27 ] |
| 2008 | 7 | Сафина Н. П.            | за работу «Разработка и организация производства нового поколения композиционных материалов — динамических термоэластопластов на основе производимых в Республике Татарстан крупнотоннажных полимеров» | [ 26 ] [ 27 ] |
| 2008 | 7 | Лавров Н. И.            | за работу «Разработка и организация производства нового поколения композиционных материалов — динамических термоэластопластов на основе производимых в Республике Татарстан крупнотоннажных полимеров» | [ 26 ] [ 27 ] |
| 2008 | 7 | Григорьев В. Д.         | за работу «Разработка и организация производства нового поколения композиционных материалов — динамических термоэластопластов на основе производимых в Республике Татарстан крупнотоннажных полимеров» | [ 26 ] [ 27 ] |
| 2008 | 8 | Хакимов Р. С.           | за цикл работ по обоснованию времени возникновения города Казани, этапов становления и развития его историко-культурного наследия | [ 26 ] [ 27 ] |
| 2008 | 8 | Мухамадиев А. Г.        | за цикл работ по обоснованию времени возникновения города Казани, этапов становления и развития его историко-культурного наследия | [ 26 ] [ 27 ] |
| 2008 | 8 | Набиуллин Н. Г.         | за цикл работ по обоснованию времени возникновения города Казани, этапов становления и развития его историко-культурного наследия | [ 26 ] [ 27 ] |
| 2008 | 8 | Салихов Р. Р.           | за цикл работ по обоснованию времени возникновения города Казани, этапов становления и развития его историко-культурного наследия | [ 26 ] [ 27 ] |
| 2008 | 8 | Ситдиков А. Г.          | за цикл работ по обоснованию времени возникновения города Казани, этапов становления и развития его историко-культурного наследия | [ 26 ] [ 27 ] |
| 2008 | 8 | Хайрутдинов Р. Р.       | за цикл работ по обоснованию времени возникновения города Казани, этапов становления и развития его историко-культурного наследия | [ 26 ] [ 27 ] |
| 2009 | 1 | Сахибуллин Н. А.        | за цикл работ «Исследования ядер активных галактик, гамма-всплесков, рентгеновских космических источников, астероидов и тонкая спектроскопия звезд при помощи телескопа РТТ-150 и комплекса аппаратуры, созданной в КГУ» | [ 28 ] [ 29 ] |
| 2009 | 1 | Бикмаев И. Ф.           | за цикл работ «Исследования ядер активных галактик, гамма-всплесков, рентгеновских космических источников, астероидов и тонкая спектроскопия звезд при помощи телескопа РТТ-150 и комплекса аппаратуры, созданной в КГУ» | [ 28 ] [ 29 ] |
| 2009 | 1 | Гумеров Р. И.           | за цикл работ «Исследования ядер активных галактик, гамма-всплесков, рентгеновских космических источников, астероидов и тонкая спектроскопия звезд при помощи телескопа РТТ-150 и комплекса аппаратуры, созданной в КГУ» | [ 28 ] [ 29 ] |
| 2009 | 1 | Шиманский В. В.         | за цикл работ «Исследования ядер активных галактик, гамма-всплесков, рентгеновских космических источников, астероидов и тонкая спектроскопия звезд при помощи телескопа РТТ-150 и комплекса аппаратуры, созданной в КГУ» | [ 28 ] [ 29 ] |
| 2009 | 1 | Ризванов Н. Г.          | за цикл работ «Исследования ядер активных галактик, гамма-всплесков, рентгеновских космических источников, астероидов и тонкая спектроскопия звезд при помощи телескопа РТТ-150 и комплекса аппаратуры, созданной в КГУ» | [ 28 ] [ 29 ] |
| 2009 | 2 | Самарцев В. В.          | за цикл работ «Когерентные и коллективные явления в нелинейной и квантовой оптике» | [ 28 ] [ 29 ] |
| 2009 | 3 | Аганов А. В.            | За цикл работ «Ядерно-магнитный резонанс высокого разрешения в структурно-динамических исследованиях молекулярных систем» | [ 28 ] [ 29 ] |
| 2009 | 3 | Аминова Р. М.           | За цикл работ «Ядерно-магнитный резонанс высокого разрешения в структурно-динамических исследованиях молекулярных систем» | [ 28 ] [ 29 ] |
| 2009 | 3 | Клочков В. В.           | За цикл работ «Ядерно-магнитный резонанс высокого разрешения в структурно-динамических исследованиях молекулярных систем» | [ 28 ] [ 29 ] |
| 2009 | 3 | Латыпов Ш. К.           | За цикл работ «Ядерно-магнитный резонанс высокого разрешения в структурно-динамических исследованиях молекулярных систем» | [ 28 ] [ 29 ] |
| 2009 | 3 | Нафикова А. А.          | За цикл работ «Ядерно-магнитный резонанс высокого разрешения в структурно-динамических исследованиях молекулярных систем» | [ 28 ] [ 29 ] |
| 2009 | 3 | Самитов Ю. Ю.           | За цикл работ «Ядерно-магнитный резонанс высокого разрешения в структурно-динамических исследованиях молекулярных систем» | [ 28 ] [ 29 ] |
| 2009 | 3 | Хаяров А. И.            | За цикл работ «Ядерно-магнитный резонанс высокого разрешения в структурно-динамических исследованиях молекулярных систем» | [ 28 ] [ 29 ] |
| 2009 | 4 | Ларочкина И. А.         | за работу «Оценка перспектив нефтеносности западной части Республики Татарстан с разработкой комплекса методов при поисках месторождений нефти» | [ 28 ] [ 29 ] |
| 2009 | 4 | Мутыгуллин Р. Х.        | за работу «Оценка перспектив нефтеносности западной части Республики Татарстан с разработкой комплекса методов при поисках месторождений нефти» | [ 28 ] [ 29 ] |
| 2009 | 4 | Акчурин Т. М.           | за работу «Оценка перспектив нефтеносности западной части Республики Татарстан с разработкой комплекса методов при поисках месторождений нефти» | [ 28 ] [ 29 ] |
| 2009 | 4 | Нургалиев Д. К.         | за работу «Оценка перспектив нефтеносности западной части Республики Татарстан с разработкой комплекса методов при поисках месторождений нефти» | [ 28 ] [ 29 ] |
| 2009 | 4 | Сухова В. А.            | за работу «Оценка перспектив нефтеносности западной части Республики Татарстан с разработкой комплекса методов при поисках месторождений нефти» | [ 28 ] [ 29 ] |
| 2009 | 4 | Лукьянова Р. Г.         | за работу «Оценка перспектив нефтеносности западной части Республики Татарстан с разработкой комплекса методов при поисках месторождений нефти» | [ 28 ] [ 29 ] |
| 2009 | 4 | Валеева И. Ф.           | за работу «Оценка перспектив нефтеносности западной части Республики Татарстан с разработкой комплекса методов при поисках месторождений нефти» | [ 28 ] [ 29 ] |
| 2009 | 4 | Горбунов С. А.          | за работу «Оценка перспектив нефтеносности западной части Республики Татарстан с разработкой комплекса методов при поисках месторождений нефти» | [ 28 ] [ 29 ] |
| 2009 | 5 | Рахманов Р. М.          | за работу «Разработка и промышленное внедрение комплекса технических и технологических решений, обеспечивающих сохранение, восстановление и увеличение продуктивности нефтедобывающих скважин» | [ 28 ] [ 29 ] |
| 2009 | 5 | Исмагилов Ф. З.         | за работу «Разработка и промышленное внедрение комплекса технических и технологических решений, обеспечивающих сохранение, восстановление и увеличение продуктивности нефтедобывающих скважин» | [ 28 ] [ 29 ] |
| 2009 | 5 | Мусабиров М. Х.         | за работу «Разработка и промышленное внедрение комплекса технических и технологических решений, обеспечивающих сохранение, восстановление и увеличение продуктивности нефтедобывающих скважин» | [ 28 ] [ 29 ] |
| 2009 | 5 | Орлов Г. А.             | за работу «Разработка и промышленное внедрение комплекса технических и технологических решений, обеспечивающих сохранение, восстановление и увеличение продуктивности нефтедобывающих скважин» | [ 28 ] [ 29 ] |
| 2009 | 5 | Ханнанов Р. Г.          | за работу «Разработка и промышленное внедрение комплекса технических и технологических решений, обеспечивающих сохранение, восстановление и увеличение продуктивности нефтедобывающих скважин» | [ 28 ] [ 29 ] |
| 2009 | 5 | Хисамутдинов А. И.      | за работу «Разработка и промышленное внедрение комплекса технических и технологических решений, обеспечивающих сохранение, восстановление и увеличение продуктивности нефтедобывающих скважин» | [ 28 ] [ 29 ] |
| 2009 | 6 | Яруллин Р. С.           | за работу «Формирование научных основ, разработка и реализация программ развития нефтегазохимического комплекса Республики Татарстан на 1999—2003 и 2004—2008 годы» | [ 28 ] [ 29 ] |
| 2009 | 6 | Губаев Ш. Ш.            | за работу «Формирование научных основ, разработка и реализация программ развития нефтегазохимического комплекса Республики Татарстан на 1999—2003 и 2004—2008 годы» | [ 28 ] [ 29 ] |
| 2009 | 6 | Ардашева Е. П.          | за работу «Формирование научных основ, разработка и реализация программ развития нефтегазохимического комплекса Республики Татарстан на 1999—2003 и 2004—2008 годы» | [ 28 ] [ 29 ] |
| 2009 | 6 | Абзалилова Л. Р.        | за работу «Формирование научных основ, разработка и реализация программ развития нефтегазохимического комплекса Республики Татарстан на 1999—2003 и 2004—2008 годы» | [ 28 ] [ 29 ] |
| 2009 | 7 | Гиниятов Х. З.          | за работу «Создание диверсификационных технологий изготовления конкурентоспособной продукции на Казанском пороховом заводе» | [ 28 ] [ 29 ] |
| 2009 | 7 | Яруллин Р. Н.           | за работу «Создание диверсификационных технологий изготовления конкурентоспособной продукции на Казанском пороховом заводе» | [ 28 ] [ 29 ] |
| 2009 | 7 | Самитов И. М.           | за работу «Создание диверсификационных технологий изготовления конкурентоспособной продукции на Казанском пороховом заводе» | [ 28 ] [ 29 ] |
| 2009 | 7 | Ильясов Ш. Г.           | за работу «Создание диверсификационных технологий изготовления конкурентоспособной продукции на Казанском пороховом заводе» | [ 28 ] [ 29 ] |
| 2009 | 7 | Матухин Е. Л.           | за работу «Создание диверсификационных технологий изготовления конкурентоспособной продукции на Казанском пороховом заводе» | [ 28 ] [ 29 ] |
| 2009 | 7 | Низамутдинова Н. Х.     | за работу «Создание диверсификационных технологий изготовления конкурентоспособной продукции на Казанском пороховом заводе» | [ 28 ] [ 29 ] |
| 2009 | 7 | Камалов В. Г.           | за работу «Создание диверсификационных технологий изготовления конкурентоспособной продукции на Казанском пороховом заводе» | [ 28 ] [ 29 ] |
| 2009 | 7 | Немежанов М. К.         | за работу «Создание диверсификационных технологий изготовления конкурентоспособной продукции на Казанском пороховом заводе» | [ 28 ] [ 29 ] |
| 2009 | 8 | Шарипов С. А.           | за работу «Организационно-экономические механизмы повышения эффективности использования земельных ресурсов» | [ 28 ] [ 29 ] |
| 2009 | 8 | Гайнутдинов И. Г.       | за работу «Организационно-экономические механизмы повышения эффективности использования земельных ресурсов» | [ 28 ] [ 29 ] |
| 2009 | 8 | Гаитов М. Я.            | за работу «Организационно-экономические механизмы повышения эффективности использования земельных ресурсов» | [ 28 ] [ 29 ] |
| 2009 | 9 | Туктамышов Н. К.        | за работу «Научное, учебно-методическое и информационно-программное обеспечение реализации татарского языка как государственного в системе образования Республики Татарстан» | [ 28 ] [ 29 ] |
| 2009 | 9 | Салимов Р. Б.           | за работу «Научное, учебно-методическое и информационно-программное обеспечение реализации татарского языка как государственного в системе образования Республики Татарстан» | [ 28 ] [ 29 ] |
| 2009 | 9 | Камалов А. З.           | за работу «Научное, учебно-методическое и информационно-программное обеспечение реализации татарского языка как государственного в системе образования Республики Татарстан» | [ 28 ] [ 29 ] |
| 2009 | 9 | Шакирзянов Р. А.        | за работу «Научное, учебно-методическое и информационно-программное обеспечение реализации татарского языка как государственного в системе образования Республики Татарстан» | [ 28 ] [ 29 ] |
| 2009 | 9 | Сулейманов Д. Ш.        | за работу «Научное, учебно-методическое и информационно-программное обеспечение реализации татарского языка как государственного в системе образования Республики Татарстан» | [ 28 ] [ 29 ] |
| 2009 | 9 | Бухараев Р. Г.          | за работу «Научное, учебно-методическое и информационно-программное обеспечение реализации татарского языка как государственного в системе образования Республики Татарстан» | [ 28 ] [ 29 ] |
| 2009 | 9 | Салимов Ф. И.           | за работу «Научное, учебно-методическое и информационно-программное обеспечение реализации татарского языка как государственного в системе образования Республики Татарстан» | [ 28 ] [ 29 ] |
| 2009 | 9 | Гильмуллин Р. А.        | за работу «Научное, учебно-методическое и информационно-программное обеспечение реализации татарского языка как государственного в системе образования Республики Татарстан» | [ 28 ] [ 29 ] |
| 2010 | 1 | Нуретдинов И. А.        | за работу «Органические производные фуллеренов — „строительные“ блоки при создании наноматериалов для электроники и медицины» | [ 30 ] [ 31 ] |
| 2010 | 1 | Губская В. П.           | за работу «Органические производные фуллеренов — „строительные“ блоки при создании наноматериалов для электроники и медицины» | [ 30 ] [ 31 ] |
| 2010 | 1 | Зверев В. В.            | за работу «Органические производные фуллеренов — „строительные“ блоки при создании наноматериалов для электроники и медицины» | [ 30 ] [ 31 ] |
| 2010 | 1 | Романова И. П.          | за работу «Органические производные фуллеренов — „строительные“ блоки при создании наноматериалов для электроники и медицины» | [ 30 ] [ 31 ] |
| 2010 | 1 | Фазлеева Г. М.          | за работу «Органические производные фуллеренов — „строительные“ блоки при создании наноматериалов для электроники и медицины» | [ 30 ] [ 31 ] |
| 2010 | 1 | Юсупова Г. Г.           | за работу «Органические производные фуллеренов — „строительные“ блоки при создании наноматериалов для электроники и медицины» | [ 30 ] [ 31 ] |
| 2010 | 1 | Янилкин В. В.           | за работу «Органические производные фуллеренов — „строительные“ блоки при создании наноматериалов для электроники и медицины» | [ 30 ] [ 31 ] |
| 2010 | 2 | Салахов М. Х.           | за цикл работ «Взаимодействие оптического излучения с веществом: теория, эксперимент, приложения» | [ 30 ] [ 31 ] |
| 2010 | 2 | Гайнутдинов Р. Х.       | за цикл работ «Взаимодействие оптического излучения с веществом: теория, эксперимент, приложения» | [ 30 ] [ 31 ] |
| 2010 | 2 | Гильмутдинов А. Х.      | за цикл работ «Взаимодействие оптического излучения с веществом: теория, эксперимент, приложения» | [ 30 ] [ 31 ] |
| 2010 | 2 | Камалова Д. И.          | за цикл работ «Взаимодействие оптического излучения с веществом: теория, эксперимент, приложения» | [ 30 ] [ 31 ] |
| 2010 | 3 | Залялов А. А.           | за работу «Механизм сопряжения процесса циркуляции калия в растениях и поглощения воды корнем как основа приема повышения устойчивости сельскохозяйственных культур к засухе» | [ 30 ] [ 31 ] |
| 2010 | 3 | Газизов И. С.           | за работу «Механизм сопряжения процесса циркуляции калия в растениях и поглощения воды корнем как основа приема повышения устойчивости сельскохозяйственных культур к засухе» | [ 30 ] [ 31 ] |
| 2010 | 4 | Ахметов Т. Г.           | за цикл работ «Химическая технология неорганических веществ» | [ 30 ] [ 31 ] |
| 2010 | 4 | Хацринов А. И.          | за цикл работ «Химическая технология неорганических веществ» | [ 30 ] [ 31 ] |
| 2010 | 4 | Ахметова Л. Т.          | за цикл работ «Химическая технология неорганических веществ» | [ 30 ] [ 31 ] |
| 2010 | 4 | Гайсин Л. Г.            | за цикл работ «Химическая технология неорганических веществ» | [ 30 ] [ 31 ] |
| 2010 | 4 | Ахметова Р. Т.          | за цикл работ «Химическая технология неорганических веществ» | [ 30 ] [ 31 ] |
| 2010 | 5 | Амерханов М. И.         | за работу «Исследования и промышленная реализация комплекса технологических решений по повышению надежности промыслового транспорта нефти» | [ 30 ] [ 31 ] |
| 2010 | 5 | Ахметшин Р. А.          | за работу «Исследования и промышленная реализация комплекса технологических решений по повышению надежности промыслового транспорта нефти» | [ 30 ] [ 31 ] |
| 2010 | 5 | Береговой А. Н.         | за работу «Исследования и промышленная реализация комплекса технологических решений по повышению надежности промыслового транспорта нефти» | [ 30 ] [ 31 ] |
| 2010 | 5 | Грицишин С. Н.          | за работу «Исследования и промышленная реализация комплекса технологических решений по повышению надежности промыслового транспорта нефти» | [ 30 ] [ 31 ] |
| 2010 | 5 | Зиновьев В. Н.          | за работу «Исследования и промышленная реализация комплекса технологических решений по повышению надежности промыслового транспорта нефти» | [ 30 ] [ 31 ] |
| 2010 | 5 | Любецкий С. В.          | за работу «Исследования и промышленная реализация комплекса технологических решений по повышению надежности промыслового транспорта нефти» | [ 30 ] [ 31 ] |
| 2010 | 5 | Фаттахов Р. Б.          | за работу «Исследования и промышленная реализация комплекса технологических решений по повышению надежности промыслового транспорта нефти» | [ 30 ] [ 31 ] |
| 2010 | 5 | Шакиров Ф. Ш.           | за работу «Исследования и промышленная реализация комплекса технологических решений по повышению надежности промыслового транспорта нефти» | [ 30 ] [ 31 ] |
| 2010 | 6 | Фахрутдинов Р. З.       | за работу «Инновационные, энергосберегающие технологии интенсивного испарения и электромагнитной активации в процессах добычи и переработки тяжелого нефтяного сырья» | [ 30 ] [ 31 ] |
| 2010 | 6 | Дияров И. Н.            | за работу «Инновационные, энергосберегающие технологии интенсивного испарения и электромагнитной активации в процессах добычи и переработки тяжелого нефтяного сырья» | [ 30 ] [ 31 ] |
| 2010 | 6 | Кемалов А. Ф.           | за работу «Инновационные, энергосберегающие технологии интенсивного испарения и электромагнитной активации в процессах добычи и переработки тяжелого нефтяного сырья» | [ 30 ] [ 31 ] |
| 2010 | 6 | Шляхтин Н. Г.           | за работу «Инновационные, энергосберегающие технологии интенсивного испарения и электромагнитной активации в процессах добычи и переработки тяжелого нефтяного сырья» | [ 30 ] [ 31 ] |
| 2010 | 6 | Ягудин Ш. Г.            | за работу «Инновационные, энергосберегающие технологии интенсивного испарения и электромагнитной активации в процессах добычи и переработки тяжелого нефтяного сырья» | [ 30 ] [ 31 ] |
| 2010 | 6 | Кемалов Р. А.           | за работу «Инновационные, энергосберегающие технологии интенсивного испарения и электромагнитной активации в процессах добычи и переработки тяжелого нефтяного сырья» | [ 30 ] [ 31 ] |
| 2010 | 6 | Ганиева Т. Ф.           | за работу «Инновационные, энергосберегающие технологии интенсивного испарения и электромагнитной активации в процессах добычи и переработки тяжелого нефтяного сырья» | [ 30 ] [ 31 ] |
| 2010 | 7 | Багаутдинов Ф. Н.       | за цикл работ «Современные проблемы противодействия преступности и пути их решения» | [ 30 ] [ 31 ] |
| 2010 | 8 | Тагиров Э. Р.           | за цикл работ «История татарского народа в контексте культуры мира с древнейших времен до современности» | [ 30 ] [ 31 ] |
| 2011 | 1 | Гатауллин И. Г.         | pа работу «Разработка и внедрение фундаментальных и прикладных аспектов первичной профилактики, ранней диагностики и совершенствования методов лечения колоректального рака» | [ 32 ] [ 33 ] |
| 2011 | 1 | Аглуллин И. Р.          | pа работу «Разработка и внедрение фундаментальных и прикладных аспектов первичной профилактики, ранней диагностики и совершенствования методов лечения колоректального рака» | [ 32 ] [ 33 ] |
| 2011 | 1 | Биктемирова Р. Г.       | pа работу «Разработка и внедрение фундаментальных и прикладных аспектов первичной профилактики, ранней диагностики и совершенствования методов лечения колоректального рака» | [ 32 ] [ 33 ] |
| 2011 | 1 | Петров С. В.            | pа работу «Разработка и внедрение фундаментальных и прикладных аспектов первичной профилактики, ранней диагностики и совершенствования методов лечения колоректального рака» | [ 32 ] [ 33 ] |
| 2011 | 1 | Тазиев Р. М.            | pа работу «Разработка и внедрение фундаментальных и прикладных аспектов первичной профилактики, ранней диагностики и совершенствования методов лечения колоректального рака» | [ 32 ] [ 33 ] |
| 2011 | 2 | Голенищев-Кутузов В. А. | за цикл работ «Исследование и практическое применение эффектов взаимодействия акустических волн с квантовыми системами в кристаллах» | [ 32 ] [ 33 ] |
| 2011 | 2 | Богданова Х. Г.         | за цикл работ «Исследование и практическое применение эффектов взаимодействия акустических волн с квантовыми системами в кристаллах» | [ 32 ] [ 33 ] |
| 2011 | 2 | Кессель А. Р.           | за цикл работ «Исследование и практическое применение эффектов взаимодействия акустических волн с квантовыми системами в кристаллах» | [ 32 ] [ 33 ] |
| 2011 | 2 | Куркин М. И.            | за цикл работ «Исследование и практическое применение эффектов взаимодействия акустических волн с квантовыми системами в кристаллах» | [ 32 ] [ 33 ] |
| 2011 | 2 | Мигачев С. А.           | за цикл работ «Исследование и практическое применение эффектов взаимодействия акустических волн с квантовыми системами в кристаллах» | [ 32 ] [ 33 ] |
| 2011 | 2 | Шакирзянов М. М.        | за цикл работ «Исследование и практическое применение эффектов взаимодействия акустических волн с квантовыми системами в кристаллах» | [ 32 ] [ 33 ] |
| 2011 | 3 | Лопатин О. Н.           | за цикл работ «Нанотехнология облагораживания ювелирно-поделочных камней» | [ 32 ] [ 33 ] |
| 2011 | 3 | Хайбуллин Р. И.         | за цикл работ «Нанотехнология облагораживания ювелирно-поделочных камней» | [ 32 ] [ 33 ] |
| 2011 | 3 | Бахтин А. И.            | за цикл работ «Нанотехнология облагораживания ювелирно-поделочных камней» | [ 32 ] [ 33 ] |
| 2011 | 3 | Нуждин В. И.            | за цикл работ «Нанотехнология облагораживания ювелирно-поделочных камней» | [ 32 ] [ 33 ] |
| 2011 | 4 | Госманов Р. Г.          | за учебники «Ветеринарная вирусология» и «Ветеринарная микробиология и иммунология» | [ 32 ] [ 33 ] |
| 2011 | 4 | Колычев Н. М.           | за учебники «Ветеринарная вирусология» и «Ветеринарная микробиология и иммунология» | [ 32 ] [ 33 ] |
| 2011 | 5 | Лавущенко В. П.         | за работу «Реструктуризация ОАО „Татнефть“: методология и практика» | [ 32 ] [ 33 ] |
| 2011 | 5 | Городний В. И.          | за работу «Реструктуризация ОАО „Татнефть“: методология и практика» | [ 32 ] [ 33 ] |
| 2011 | 6 | Аслямов И. Р.           | за работу «Разработка и внедрение фталоцианиновых катализаторов для очистки углеводородного сырья от сернистых соединений» | [ 32 ] [ 33 ] |
| 2011 | 6 | Воронин Е. К.           | за работу «Разработка и внедрение фталоцианиновых катализаторов для очистки углеводородного сырья от сернистых соединений» | [ 32 ] [ 33 ] |
| 2011 | 6 | Боровков А. Г.          | за работу «Разработка и внедрение фталоцианиновых катализаторов для очистки углеводородного сырья от сернистых соединений» | [ 32 ] [ 33 ] |
| 2011 | 6 | Култаев В. Н.           | за работу «Разработка и внедрение фталоцианиновых катализаторов для очистки углеводородного сырья от сернистых соединений» | [ 32 ] [ 33 ] |
| 2011 | 6 | Ахтямов О. З.           | за работу «Разработка и внедрение фталоцианиновых катализаторов для очистки углеводородного сырья от сернистых соединений» | [ 32 ] [ 33 ] |
| 2011 | 6 | Обухович О. А.          | за работу «Разработка и внедрение фталоцианиновых катализаторов для очистки углеводородного сырья от сернистых соединений» | [ 32 ] [ 33 ] |
| 2011 | 6 | Щелыванов Е. Ю.         | за работу «Разработка и внедрение фталоцианиновых катализаторов для очистки углеводородного сырья от сернистых соединений» | [ 32 ] [ 33 ] |
| 2011 | 6 | Шеляпин О. П.           | за работу «Разработка и внедрение фталоцианиновых катализаторов для очистки углеводородного сырья от сернистых соединений» | [ 32 ] [ 33 ] |
| 2011 | 7 | Мухаметзянова Г. В.     | за цикл работ «Модернизация профессионального образования: системный взгляд на проблему» | [ 32 ] [ 33 ] |
| 2011 | 8 | Шарафутдинов Д. Р.      | за журнал «Гасырлар авазы — Эхо веков» — источник научно-документального изучения истории татарского народа и Татарстана | [ 32 ] [ 33 ] |
| 2011 | 8 | Валеев Р. К.            | за журнал «Гасырлар авазы — Эхо веков» — источник научно-документального изучения истории татарского народа и Татарстана | [ 32 ] [ 33 ] |
| 2011 | 8 | Ибрагимов Д. И.         | за журнал «Гасырлар авазы — Эхо веков» — источник научно-документального изучения истории татарского народа и Татарстана | [ 32 ] [ 33 ] |
| 2011 | 8 | Пискарев В. И.          | за журнал «Гасырлар авазы — Эхо веков» — источник научно-документального изучения истории татарского народа и Татарстана | [ 32 ] [ 33 ] |
| 2011 | 8 | Рафикова Г. Э.          | за журнал «Гасырлар авазы — Эхо веков» — источник научно-документального изучения истории татарского народа и Татарстана | [ 32 ] [ 33 ] |
| 2011 | 8 | Султанбеков Б. Ф.       | за журнал «Гасырлар авазы — Эхо веков» — источник научно-документального изучения истории татарского народа и Татарстана | [ 32 ] [ 33 ] |
| 2011 | 8 | Гараева И. И.           | за журнал «Гасырлар авазы — Эхо веков» — источник научно-документального изучения истории татарского народа и Татарстана | [ 32 ] [ 33 ] |
| 2012 | 1 | Визель А. А.            | за работу «Совершенствование диагностики, лечения и организация помощи больным саркоидозом в Республике Татарстан» | [ 34 ] [ 35 ] |
| 2012 | 1 | Созинов А. С.           | за работу «Совершенствование диагностики, лечения и организация помощи больным саркоидозом в Республике Татарстан» | [ 34 ] [ 35 ] |
| 2012 | 1 | Фаррахов А. З.          | за работу «Совершенствование диагностики, лечения и организация помощи больным саркоидозом в Республике Татарстан» | [ 34 ] [ 35 ] |
| 2012 | 1 | Туишев Р. И.            | за работу «Совершенствование диагностики, лечения и организация помощи больным саркоидозом в Республике Татарстан» | [ 34 ] [ 35 ] |
| 2012 | 1 | Потанин В. П.           | за работу «Совершенствование диагностики, лечения и организация помощи больным саркоидозом в Республике Татарстан» | [ 34 ] [ 35 ] |
| 2012 | 1 | Амиров Н. Б.            | за работу «Совершенствование диагностики, лечения и организация помощи больным саркоидозом в Республике Татарстан» | [ 34 ] [ 35 ] |
| 2012 | 1 | Гуслякова Р. П.         | за работу «Совершенствование диагностики, лечения и организация помощи больным саркоидозом в Республике Татарстан» | [ 34 ] [ 35 ] |
| 2012 | 1 | Сафин И. Н.             | за работу «Совершенствование диагностики, лечения и организация помощи больным саркоидозом в Республике Татарстан» | [ 34 ] [ 35 ] |
| 2012 | 2 | Ильгамов М. А.          | за работу «Развитие теории аэрогидроупругих и волновых систем, её применение для повышения эффективности работы, надежности оборудования нефтехимии и трубопроводного транспорта» | [ 34 ] [ 35 ] |
| 2012 | 2 | Губайдуллин Д. А.       | за работу «Развитие теории аэрогидроупругих и волновых систем, её применение для повышения эффективности работы, надежности оборудования нефтехимии и трубопроводного транспорта» | [ 34 ] [ 35 ] |
| 2012 | 2 | Аганин А. А.            | за работу «Развитие теории аэрогидроупругих и волновых систем, её применение для повышения эффективности работы, надежности оборудования нефтехимии и трубопроводного транспорта» | [ 34 ] [ 35 ] |
| 2012 | 2 | Бажайкин С. Г.          | за работу «Развитие теории аэрогидроупругих и волновых систем, её применение для повышения эффективности работы, надежности оборудования нефтехимии и трубопроводного транспорта» | [ 34 ] [ 35 ] |
| 2012 | 2 | Гильманов Х. Х.         | за работу «Развитие теории аэрогидроупругих и волновых систем, её применение для повышения эффективности работы, надежности оборудования нефтехимии и трубопроводного транспорта» | [ 34 ] [ 35 ] |
| 2012 | 2 | Федяев В. Л.            | за работу «Развитие теории аэрогидроупругих и волновых систем, её применение для повышения эффективности работы, надежности оборудования нефтехимии и трубопроводного транспорта» | [ 34 ] [ 35 ] |
| 2012 | 3 | Гайсин Ф. М.            | за работу «Создание научных основ нового вида электрического разряда с электролитическими электродами (многоканальный разряд) и с применением в процессах обработки поверхности материалов и изделий» | [ 34 ] [ 35 ] |
| 2012 | 3 | Сон Э. Е.               | за работу «Создание научных основ нового вида электрического разряда с электролитическими электродами (многоканальный разряд) и с применением в процессах обработки поверхности материалов и изделий» | [ 34 ] [ 35 ] |
| 2012 | 3 | Гайсин А. Ф.            | за работу «Создание научных основ нового вида электрического разряда с электролитическими электродами (многоканальный разряд) и с применением в процессах обработки поверхности материалов и изделий» | [ 34 ] [ 35 ] |
| 2012 | 3 | Шацких П. А.            | за работу «Создание научных основ нового вида электрического разряда с электролитическими электродами (многоканальный разряд) и с применением в процессах обработки поверхности материалов и изделий» | [ 34 ] [ 35 ] |
| 2012 | 3 | Ахатов М. Ф.            | за работу «Создание научных основ нового вида электрического разряда с электролитическими электродами (многоканальный разряд) и с применением в процессах обработки поверхности материалов и изделий» | [ 34 ] [ 35 ] |
| 2012 | 3 | Гайсин А. Ф.            | за работу «Создание научных основ нового вида электрического разряда с электролитическими электродами (многоканальный разряд) и с применением в процессах обработки поверхности материалов и изделий» | [ 34 ] [ 35 ] |
| 2012 | 4 | Галяутдинов М. Ф.       | за работу «Создание и широкое внедрение аппаратурно-методического комплекса индикаторных исследований в гидрогеологии и при контроле за разработкой нефтяных месторождений Татарстана» | [ 34 ] [ 35 ] |
| 2012 | 4 | Герасимов К. И.         | за работу «Создание и широкое внедрение аппаратурно-методического комплекса индикаторных исследований в гидрогеологии и при контроле за разработкой нефтяных месторождений Татарстана» | [ 34 ] [ 35 ] |
| 2012 | 4 | Курбатова Н. В.         | за работу «Создание и широкое внедрение аппаратурно-методического комплекса индикаторных исследований в гидрогеологии и при контроле за разработкой нефтяных месторождений Татарстана» | [ 34 ] [ 35 ] |
| 2012 | 4 | Антонов Г. П.           | за работу «Создание и широкое внедрение аппаратурно-методического комплекса индикаторных исследований в гидрогеологии и при контроле за разработкой нефтяных месторождений Татарстана» | [ 34 ] [ 35 ] |
| 2012 | 4 | Мингазов М. Н.          | за работу «Создание и широкое внедрение аппаратурно-методического комплекса индикаторных исследований в гидрогеологии и при контроле за разработкой нефтяных месторождений Татарстана» | [ 34 ] [ 35 ] |
| 2012 | 4 | Файзуллин И. Н.         | за работу «Создание и широкое внедрение аппаратурно-методического комплекса индикаторных исследований в гидрогеологии и при контроле за разработкой нефтяных месторождений Татарстана» | [ 34 ] [ 35 ] |
| 2012 | 4 | Гумаров Н. Ф.           | за работу «Создание и широкое внедрение аппаратурно-методического комплекса индикаторных исследований в гидрогеологии и при контроле за разработкой нефтяных месторождений Татарстана» | [ 34 ] [ 35 ] |
| 2012 | 5 | Базаревская В. Г.       | за работу «Научные основы и промышленное внедрение комплекса методов и технологий для развития ресурсной базы ОАО „Татнефть“» | [ 34 ] [ 35 ] |
| 2012 | 5 | Бакиров И. М.           | за работу «Научные основы и промышленное внедрение комплекса методов и технологий для развития ресурсной базы ОАО „Татнефть“» | [ 34 ] [ 35 ] |
| 2012 | 5 | Динмухамедов Р. Ш.      | за работу «Научные основы и промышленное внедрение комплекса методов и технологий для развития ресурсной базы ОАО „Татнефть“» | [ 34 ] [ 35 ] |
| 2012 | 5 | Екименко В. А.          | за работу «Научные основы и промышленное внедрение комплекса методов и технологий для развития ресурсной базы ОАО „Татнефть“» | [ 34 ] [ 35 ] |
| 2012 | 5 | Кормишин Е. Г.          | за работу «Научные основы и промышленное внедрение комплекса методов и технологий для развития ресурсной базы ОАО „Татнефть“» | [ 34 ] [ 35 ] |
| 2012 | 5 | Мотина Л. И.            | за работу «Научные основы и промышленное внедрение комплекса методов и технологий для развития ресурсной базы ОАО „Татнефть“» | [ 34 ] [ 35 ] |
| 2012 | 5 | Тарасова Т. И.          | за работу «Научные основы и промышленное внедрение комплекса методов и технологий для развития ресурсной базы ОАО „Татнефть“» | [ 34 ] [ 35 ] |
| 2012 | 5 | Шафигуллин Р. И.        | за работу «Научные основы и промышленное внедрение комплекса методов и технологий для развития ресурсной базы ОАО „Татнефть“» | [ 34 ] [ 35 ] |
| 2012 | 6 | Кантюков Р. А.          | за работу «Повышение энергобезопасности Республики Татарстан путем создания искусственного источника природной энергии» | [ 34 ] [ 35 ] |
| 2012 | 6 | Аксютин О. Е.           | за работу «Повышение энергобезопасности Республики Татарстан путем создания искусственного источника природной энергии» | [ 34 ] [ 35 ] |
| 2012 | 6 | Антипов М. А.           | за работу «Повышение энергобезопасности Республики Татарстан путем создания искусственного источника природной энергии» | [ 34 ] [ 35 ] |
| 2012 | 6 | Гарайшин А. С.          | за работу «Повышение энергобезопасности Республики Татарстан путем создания искусственного источника природной энергии» | [ 34 ] [ 35 ] |
| 2012 | 6 | Исаева Н. А.            | за работу «Повышение энергобезопасности Республики Татарстан путем создания искусственного источника природной энергии» | [ 34 ] [ 35 ] |
| 2012 | 6 | Исхаков А. Я.           | за работу «Повышение энергобезопасности Республики Татарстан путем создания искусственного источника природной энергии» | [ 34 ] [ 35 ] |
| 2012 | 6 | Кантюков Р. Р.          | за работу «Повышение энергобезопасности Республики Татарстан путем создания искусственного источника природной энергии» | [ 34 ] [ 35 ] |
| 2012 | 6 | Хан С. А.               | за работу «Повышение энергобезопасности Республики Татарстан путем создания искусственного источника природной энергии» | [ 34 ] [ 35 ] |
| 2012 | 7 | Ахметшин Ш. К.          | за цикл монографий под общей темой «Татары на службе отечеству» (7 книг) | [ 34 ] [ 35 ] |
| 2012 | 8 | Усманов М. А.           | за цикл историко-биографических работ и научно-редакторскую деятельность при подготовке серии сборников о знаменитых личностях, изданных фондом «Җыен» | [ 34 ] [ 35 ] |
| 2013 | 1 | Ахметзянов М. И.        | за серию научных трудов «Татарские родословные» (10 книг) | [ 36 ] [ 37 ] |
| 2013 | 2 | Малков И. С.            | за работу «Разработка и внедрение новых технологий в неотложной абдоминальной хирургии» | [ 36 ] [ 37 ] |
| 2013 | 2 | Шаймарданов Р. Ш.       | за работу «Разработка и внедрение новых технологий в неотложной абдоминальной хирургии» | [ 36 ] [ 37 ] |
| 2013 | 2 | Садыков М. Н.           | за работу «Разработка и внедрение новых технологий в неотложной абдоминальной хирургии» | [ 36 ] [ 37 ] |
| 2013 | 2 | Шарафисламов И. Ф.      | за работу «Разработка и внедрение новых технологий в неотложной абдоминальной хирургии» | [ 36 ] [ 37 ] |
| 2013 | 2 | Бердников А. В.         | за работу «Разработка и внедрение новых технологий в неотложной абдоминальной хирургии» | [ 36 ] [ 37 ] |
| 2013 | 3 | Миронов В. Ф.           | за работу «Научные основы и технологические аспекты получения низко- и высокомолекулярных соединений из нетрадиционного растительного сырья и их химических производных» | [ 36 ] [ 37 ] |
| 2013 | 3 | Выштакалюк А. Б.        | за работу «Научные основы и технологические аспекты получения низко- и высокомолекулярных соединений из нетрадиционного растительного сырья и их химических производных» | [ 36 ] [ 37 ] |
| 2013 | 3 | Карасева А. Н.          | за работу «Научные основы и технологические аспекты получения низко- и высокомолекулярных соединений из нетрадиционного растительного сырья и их химических производных» | [ 36 ] [ 37 ] |
| 2013 | 3 | Лапин А. А.             | за работу «Научные основы и технологические аспекты получения низко- и высокомолекулярных соединений из нетрадиционного растительного сырья и их химических производных» | [ 36 ] [ 37 ] |
| 2013 | 3 | Минзанова С. Т.         | за работу «Научные основы и технологические аспекты получения низко- и высокомолекулярных соединений из нетрадиционного растительного сырья и их химических производных» | [ 36 ] [ 37 ] |
| 2013 | 3 | Смоленцев А. В.         | за работу «Научные основы и технологические аспекты получения низко- и высокомолекулярных соединений из нетрадиционного растительного сырья и их химических производных» | [ 36 ] [ 37 ] |
| 2013 | 3 | Цепаева О. В.           | за работу «Научные основы и технологические аспекты получения низко- и высокомолекулярных соединений из нетрадиционного растительного сырья и их химических производных» | [ 36 ] [ 37 ] |
| 2013 | 4 | Тремасов М. Я.          | за работу «Разработка и внедрение средств диагностики, профилактики и лечения микотоксикозов в агропромышленном комплексе» | [ 36 ] [ 37 ] |
| 2013 | 4 | Папуниди К. Х.          | за работу «Разработка и внедрение средств диагностики, профилактики и лечения микотоксикозов в агропромышленном комплексе» | [ 36 ] [ 37 ] |
| 2013 | 4 | Фисинин В. И.           | за работу «Разработка и внедрение средств диагностики, профилактики и лечения микотоксикозов в агропромышленном комплексе» | [ 36 ] [ 37 ] |
| 2013 | 4 | Иванов А. А.            | за работу «Разработка и внедрение средств диагностики, профилактики и лечения микотоксикозов в агропромышленном комплексе» | [ 36 ] [ 37 ] |
| 2013 | 4 | Семёнов Э. И.           | за работу «Разработка и внедрение средств диагностики, профилактики и лечения микотоксикозов в агропромышленном комплексе» | [ 36 ] [ 37 ] |
| 2013 | 4 | Егоров И. М.            | за работу «Разработка и внедрение средств диагностики, профилактики и лечения микотоксикозов в агропромышленном комплексе» | [ 36 ] [ 37 ] |
| 2013 | 4 | Ахметов Ф. Г.           | за работу «Разработка и внедрение средств диагностики, профилактики и лечения микотоксикозов в агропромышленном комплексе» | [ 36 ] [ 37 ] |
| 2013 | 4 | Сафиуллин Н. А.         | за работу «Разработка и внедрение средств диагностики, профилактики и лечения микотоксикозов в агропромышленном комплексе» | [ 36 ] [ 37 ] |
| 2013 | 5 | Зарипов М. Х.           | за работу «Разработка и внедрение инновационных технологий повышения эффективности отрасли молочного скотоводства в Республике Татарстан» | [ 36 ] [ 37 ] |
| 2013 | 5 | Кабиров Г. Ф.           | за работу «Разработка и внедрение инновационных технологий повышения эффективности отрасли молочного скотоводства в Республике Татарстан» | [ 36 ] [ 37 ] |
| 2013 | 5 | Хазипов Н. Н.           | за работу «Разработка и внедрение инновационных технологий повышения эффективности отрасли молочного скотоводства в Республике Татарстан» | [ 36 ] [ 37 ] |
| 2013 | 5 | Нутфуллин Р. Р.         | за работу «Разработка и внедрение инновационных технологий повышения эффективности отрасли молочного скотоводства в Республике Татарстан» | [ 36 ] [ 37 ] |
| 2013 | 5 | Захарова А. А.          | за работу «Разработка и внедрение инновационных технологий повышения эффективности отрасли молочного скотоводства в Республике Татарстан» | [ 36 ] [ 37 ] |
| 2013 | 5 | Загидуллин Л. Р.        | за работу «Разработка и внедрение инновационных технологий повышения эффективности отрасли молочного скотоводства в Республике Татарстан» | [ 36 ] [ 37 ] |
| 2013 | 5 | Каюмов Р. Р.            | за работу «Разработка и внедрение инновационных технологий повышения эффективности отрасли молочного скотоводства в Республике Татарстан» | [ 36 ] [ 37 ] |
| 2013 | 6 | Михайлов Ю. М.          | за работу «Исследование гидродинамических, тепломассообменных и диффузионных процессов с разработкой на их основе технологии для получения одноосновных и двухосновных сферических порохов к стрелковому оружию и малокалиберным артиллерийским системам» | [ 36 ] [ 37 ] |
| 2013 | 6 | Гатина Р. Ф.            | за работу «Исследование гидродинамических, тепломассообменных и диффузионных процессов с разработкой на их основе технологии для получения одноосновных и двухосновных сферических порохов к стрелковому оружию и малокалиберным артиллерийским системам» | [ 36 ] [ 37 ] |
| 2013 | 6 | Староверов А. А.        | за работу «Исследование гидродинамических, тепломассообменных и диффузионных процессов с разработкой на их основе технологии для получения одноосновных и двухосновных сферических порохов к стрелковому оружию и малокалиберным артиллерийским системам» | [ 36 ] [ 37 ] |
| 2013 | 6 | Косточко А. В.          | за работу «Исследование гидродинамических, тепломассообменных и диффузионных процессов с разработкой на их основе технологии для получения одноосновных и двухосновных сферических порохов к стрелковому оружию и малокалиберным артиллерийским системам» | [ 36 ] [ 37 ] |
| 2013 | 6 | Староверова Е. И.       | за работу «Исследование гидродинамических, тепломассообменных и диффузионных процессов с разработкой на их основе технологии для получения одноосновных и двухосновных сферических порохов к стрелковому оружию и малокалиберным артиллерийским системам» | [ 36 ] [ 37 ] |
| 2013 | 6 | Астахов С. В.           | за работу «Исследование гидродинамических, тепломассообменных и диффузионных процессов с разработкой на их основе технологии для получения одноосновных и двухосновных сферических порохов к стрелковому оружию и малокалиберным артиллерийским системам» | [ 36 ] [ 37 ] |
| 2013 | 6 | Енейкина Т. А.          | за работу «Исследование гидродинамических, тепломассообменных и диффузионных процессов с разработкой на их основе технологии для получения одноосновных и двухосновных сферических порохов к стрелковому оружию и малокалиберным артиллерийским системам» | [ 36 ] [ 37 ] |
| 2013 | 6 | Лабунский А. Б.         | за работу «Исследование гидродинамических, тепломассообменных и диффузионных процессов с разработкой на их основе технологии для получения одноосновных и двухосновных сферических порохов к стрелковому оружию и малокалиберным артиллерийским системам» | [ 36 ] [ 37 ] |
| 2013 | 7 | Шаталов А. Н.           | за работу «Разработка технологий повышения качества подготовки нефти для условий месторождений Урало-Поволжья» | [ 36 ] [ 37 ] |
| 2013 | 7 | Ахмадуллин Р. Р.        | за работу «Разработка технологий повышения качества подготовки нефти для условий месторождений Урало-Поволжья» | [ 36 ] [ 37 ] |
| 2013 | 7 | Аюпова Н. Р.            | за работу «Разработка технологий повышения качества подготовки нефти для условий месторождений Урало-Поволжья» | [ 36 ] [ 37 ] |
| 2013 | 7 | Гарифуллин Р. М.        | за работу «Разработка технологий повышения качества подготовки нефти для условий месторождений Урало-Поволжья» | [ 36 ] [ 37 ] |
| 2013 | 7 | Гарифуллин Р. Г.        | за работу «Разработка технологий повышения качества подготовки нефти для условий месторождений Урало-Поволжья» | [ 36 ] [ 37 ] |
| 2013 | 7 | Губайдулин Ф. Р.        | за работу «Разработка технологий повышения качества подготовки нефти для условий месторождений Урало-Поволжья» | [ 36 ] [ 37 ] |
| 2013 | 7 | Исмагилов И. Х.         | за работу «Разработка технологий повышения качества подготовки нефти для условий месторождений Урало-Поволжья» | [ 36 ] [ 37 ] |
| 2013 | 7 | Мухаметгалеев Р. Р.     | за работу «Разработка технологий повышения качества подготовки нефти для условий месторождений Урало-Поволжья» | [ 36 ] [ 37 ] |
| 2013 | 8 | Хабибуллин Р. З.        | за работу «Разработка и внедрение механизма снижения промышленных рисков и повышения живучести предприятий в процессе модернизации производственного потенциала нефтехимического комплекса Республики Татарстан» | [ 36 ] [ 37 ] |
| 2013 | 8 | Башкирцева Н. Ю.        | за работу «Разработка и внедрение механизма снижения промышленных рисков и повышения живучести предприятий в процессе модернизации производственного потенциала нефтехимического комплекса Республики Татарстан» | [ 36 ] [ 37 ] |
| 2013 | 8 | Гилязутдинова И. В.     | за работу «Разработка и внедрение механизма снижения промышленных рисков и повышения живучести предприятий в процессе модернизации производственного потенциала нефтехимического комплекса Республики Татарстан» | [ 36 ] [ 37 ] |
| 2013 | 8 | Киселёв С. В.           | за работу «Разработка и внедрение механизма снижения промышленных рисков и повышения живучести предприятий в процессе модернизации производственного потенциала нефтехимического комплекса Республики Татарстан» | [ 36 ] [ 37 ] |
| 2013 | 8 | Краснов М. А.           | за работу «Разработка и внедрение механизма снижения промышленных рисков и повышения живучести предприятий в процессе модернизации производственного потенциала нефтехимического комплекса Республики Татарстан» | [ 36 ] [ 37 ] |
| 2013 | 8 | Поникаров С. И.         | за работу «Разработка и внедрение механизма снижения промышленных рисков и повышения живучести предприятий в процессе модернизации производственного потенциала нефтехимического комплекса Республики Татарстан» | [ 36 ] [ 37 ] |
| 2013 | 8 | Поникарова А. С.        | за работу «Разработка и внедрение механизма снижения промышленных рисков и повышения живучести предприятий в процессе модернизации производственного потенциала нефтехимического комплекса Республики Татарстан» | [ 36 ] [ 37 ] |
| 2013 | 8 | Суржко Н. В.            | за работу «Разработка и внедрение механизма снижения промышленных рисков и повышения живучести предприятий в процессе модернизации производственного потенциала нефтехимического комплекса Республики Татарстан» | [ 36 ] [ 37 ] |
| 2014 | 1 | Тайсина Э. А.           | за цикл монографий «Теория познания с элементами семиотики» (9 книг) | [ 38 ] [ 39 ] |
| 2014 | 2 | Ахмадуллин А. Г.        | за серию научных трудов (монографий и тематических сборников) «История татарской драматургии» (8 книг) | [ 38 ] [ 39 ] |
| 2014 | 3 | Бахтиозин Р. Ф.         | за работу «Разработка и применение методов магнитно-резонансной томографии в медицинской диагностике» | [ 38 ] [ 39 ] |
| 2014 | 3 | Ильясов К. А.           | за работу «Разработка и применение методов магнитно-резонансной томографии в медицинской диагностике» | [ 38 ] [ 39 ] |
| 2014 | 3 | Чувашаев И. Р.          | за работу «Разработка и применение методов магнитно-резонансной томографии в медицинской диагностике» | [ 38 ] [ 39 ] |
| 2014 | 3 | Ибатуллин М. М.         | за работу «Разработка и применение методов магнитно-резонансной томографии в медицинской диагностике» | [ 38 ] [ 39 ] |
| 2014 | 3 | Ильясов Н. А.           | за работу «Разработка и применение методов магнитно-резонансной томографии в медицинской диагностике» | [ 38 ] [ 39 ] |
| 2014 | 3 | Клюшкин И. В.           | за работу «Разработка и применение методов магнитно-резонансной томографии в медицинской диагностике» | [ 38 ] [ 39 ] |
| 2014 | 3 | Абашев А. Р.            | за работу «Разработка и применение методов магнитно-резонансной томографии в медицинской диагностике» | [ 38 ] [ 39 ] |
| 2014 | 3 | Хенниг Ю. К.            | за работу «Разработка и применение методов магнитно-резонансной томографии в медицинской диагностике» | [ 38 ] [ 39 ] |
| 2014 | 4 | Резник В. С.            | за работу «Создание методологии синтеза новых классов макроциклических соединений — основы лекарственных средств нового поколения» | [ 38 ] [ 39 ] |
| 2014 | 4 | Мамедов В. А.-о.        | за работу «Создание методологии синтеза новых классов макроциклических соединений — основы лекарственных средств нового поколения» | [ 38 ] [ 39 ] |
| 2014 | 4 | Карасик А. А.           | за работу «Создание методологии синтеза новых классов макроциклических соединений — основы лекарственных средств нового поколения» | [ 38 ] [ 39 ] |
| 2014 | 4 | Катаев В. Е.            | за работу «Создание методологии синтеза новых классов макроциклических соединений — основы лекарственных средств нового поколения» | [ 38 ] [ 39 ] |
| 2014 | 4 | Литвинов И. А.          | за работу «Создание методологии синтеза новых классов макроциклических соединений — основы лекарственных средств нового поколения» | [ 38 ] [ 39 ] |
| 2014 | 4 | Семёнов В. Э.           | за работу «Создание методологии синтеза новых классов макроциклических соединений — основы лекарственных средств нового поколения» | [ 38 ] [ 39 ] |
| 2014 | 4 | Калинин А. А.           | за работу «Создание методологии синтеза новых классов макроциклических соединений — основы лекарственных средств нового поколения» | [ 38 ] [ 39 ] |
| 2014 | 4 | Балуева А. С.           | за работу «Создание методологии синтеза новых классов макроциклических соединений — основы лекарственных средств нового поколения» | [ 38 ] [ 39 ] |
| 2014 | 5 | Яппаров А. Х.           | за работу «Разработка и внедрение на территории Республики Татарстан инновационной технологии рекультивации нефтезагрязненных земель с использованием наноструктурного сорбента и консорциума аборигенных микроорганизмов — деструкторов для получения экологически безопасной продукции сельского хозяйства»                                                                                        | [ 38 ] [ 39 ] |
| 2014 | 5 | Дегтярева И. А.         | за работу «Разработка и внедрение на территории Республики Татарстан инновационной технологии рекультивации нефтезагрязненных земель с использованием наноструктурного сорбента и консорциума аборигенных микроорганизмов — деструкторов для получения экологически безопасной продукции сельского хозяйства»                                                                                        | [ 38 ] [ 39 ] |
| 2014 | 5 | Яппаров И. А.           | за работу «Разработка и внедрение на территории Республики Татарстан инновационной технологии рекультивации нефтезагрязненных земель с использованием наноструктурного сорбента и консорциума аборигенных микроорганизмов — деструкторов для получения экологически безопасной продукции сельского хозяйства»                                                                                        | [ 38 ] [ 39 ] |
| 2014 | 5 | Ежкова А. М.            | за работу «Разработка и внедрение на территории Республики Татарстан инновационной технологии рекультивации нефтезагрязненных земель с использованием наноструктурного сорбента и консорциума аборигенных микроорганизмов — деструкторов для получения экологически безопасной продукции сельского хозяйства»                                                                                        | [ 38 ] [ 39 ] |
| 2014 | 5 | Давлетшина А. Я.        | за работу «Разработка и внедрение на территории Республики Татарстан инновационной технологии рекультивации нефтезагрязненных земель с использованием наноструктурного сорбента и консорциума аборигенных микроорганизмов — деструкторов для получения экологически безопасной продукции сельского хозяйства»                                                                                        | [ 38 ] [ 39 ] |
| 2014 | 6 | Беспалов А. П.          | за работу «Создание и внедрение технологий интеллектуализации системы управления разработкой Ромашкинского нефтяного месторождения» | [ 38 ] [ 39 ] |
| 2014 | 6 | Антонов О. Г.           | за работу «Создание и внедрение технологий интеллектуализации системы управления разработкой Ромашкинского нефтяного месторождения» | [ 38 ] [ 39 ] |
| 2014 | 6 | Артюхов А. В.           | за работу «Создание и внедрение технологий интеллектуализации системы управления разработкой Ромашкинского нефтяного месторождения» | [ 38 ] [ 39 ] |
| 2014 | 6 | Ганиев Б. Г.            | за работу «Создание и внедрение технологий интеллектуализации системы управления разработкой Ромашкинского нефтяного месторождения» | [ 38 ] [ 39 ] |
| 2014 | 6 | Екимцов С. А.           | за работу «Создание и внедрение технологий интеллектуализации системы управления разработкой Ромашкинского нефтяного месторождения» | [ 38 ] [ 39 ] |
| 2014 | 6 | Закиев Б. Ф.            | за работу «Создание и внедрение технологий интеллектуализации системы управления разработкой Ромашкинского нефтяного месторождения» | [ 38 ] [ 39 ] |
| 2014 | 6 | Зубарев В. В.           | за работу «Создание и внедрение технологий интеллектуализации системы управления разработкой Ромашкинского нефтяного месторождения» | [ 38 ] [ 39 ] |
| 2014 | 6 | Рахманов А. Р.          | за работу «Создание и внедрение технологий интеллектуализации системы управления разработкой Ромашкинского нефтяного месторождения» | [ 38 ] [ 39 ] |
| 2014 | 7 | Ахмадишин Ф. Ф.         | за работу «Повышение эффективности разработки нефтяных месторождений Республики Татарстан с использованием скважин с горизонтальным окончанием» | [ 38 ] [ 39 ] |
| 2014 | 7 | Вакула А. Я.            | за работу «Повышение эффективности разработки нефтяных месторождений Республики Татарстан с использованием скважин с горизонтальным окончанием» | [ 38 ] [ 39 ] |
| 2014 | 7 | Иктисанов В. А.         | за работу «Повышение эффективности разработки нефтяных месторождений Республики Татарстан с использованием скважин с горизонтальным окончанием» | [ 38 ] [ 39 ] |
| 2014 | 7 | Лощева З. А.            | за работу «Повышение эффективности разработки нефтяных месторождений Республики Татарстан с использованием скважин с горизонтальным окончанием» | [ 38 ] [ 39 ] |
| 2014 | 7 | Нуриев И. А.            | за работу «Повышение эффективности разработки нефтяных месторождений Республики Татарстан с использованием скважин с горизонтальным окончанием» | [ 38 ] [ 39 ] |
| 2014 | 7 | Рафиков Р. Б.           | за работу «Повышение эффективности разработки нефтяных месторождений Республики Татарстан с использованием скважин с горизонтальным окончанием» | [ 38 ] [ 39 ] |
| 2014 | 7 | Файзуллин Р. Н.         | за работу «Повышение эффективности разработки нефтяных месторождений Республики Татарстан с использованием скважин с горизонтальным окончанием» | [ 38 ] [ 39 ] |
| 2014 | 7 | Халимов Р. Х.           | за работу «Повышение эффективности разработки нефтяных месторождений Республики Татарстан с использованием скважин с горизонтальным окончанием» | [ 38 ] [ 39 ] |
| 2014 | 8 | Ахмадеева Г. Ч.         | за работу «Разработка и реализация долгосрочной целевой программы „Реализация методики «Бережливое производство» в Республике Татарстан на 2012—2013 годы“» | [ 38 ] [ 39 ] |
| 2014 | 8 | Мингалеев Г. Ф.         | за работу «Разработка и реализация долгосрочной целевой программы „Реализация методики «Бережливое производство» в Республике Татарстан на 2012—2013 годы“» | [ 38 ] [ 39 ] |
| 2014 | 8 | Клочков Ю. П.           | за работу «Разработка и реализация долгосрочной целевой программы „Реализация методики «Бережливое производство» в Республике Татарстан на 2012—2013 годы“» | [ 38 ] [ 39 ] |
| 2014 | 8 | Трутнев В. В.           | за работу «Разработка и реализация долгосрочной целевой программы „Реализация методики «Бережливое производство» в Республике Татарстан на 2012—2013 годы“» | [ 38 ] [ 39 ] |
| 2014 | 8 | Бабушкин В. М.          | за работу «Разработка и реализация долгосрочной целевой программы „Реализация методики «Бережливое производство» в Республике Татарстан на 2012—2013 годы“» | [ 38 ] [ 39 ] |
| 2015 | 1 | Бурганов А. Х.          | за цикл трудов «История и философия института собственности» | [ 40 ] [ 41 ] |
| 2015 | 2 | Галкин В. И.            | за цикл работ «Направленный синтез физиологически активных веществ для медицины и ветеринарии на основе биомиметического подхода» | [ 40 ] [ 41 ] |
| 2015 | 2 | Галкина И. В.           | за цикл работ «Направленный синтез физиологически активных веществ для медицины и ветеринарии на основе биомиметического подхода» | [ 40 ] [ 41 ] |
| 2015 | 2 | Гнездилов О. И.         | за цикл работ «Направленный синтез физиологически активных веществ для медицины и ветеринарии на основе биомиметического подхода» | [ 40 ] [ 41 ] |
| 2015 | 2 | Егорова С. Н.           | за цикл работ «Направленный синтез физиологически активных веществ для медицины и ветеринарии на основе биомиметического подхода» | [ 40 ] [ 41 ] |
| 2015 | 2 | Лутфуллин М. Х.         | за цикл работ «Направленный синтез физиологически активных веществ для медицины и ветеринарии на основе биомиметического подхода» | [ 40 ] [ 41 ] |
| 2015 | 2 | Поздеев О. К.           | за цикл работ «Направленный синтез физиологически активных веществ для медицины и ветеринарии на основе биомиметического подхода» | [ 40 ] [ 41 ] |
| 2015 | 2 | Шулаева М. П.           | за цикл работ «Направленный синтез физиологически активных веществ для медицины и ветеринарии на основе биомиметического подхода» | [ 40 ] [ 41 ] |
| 2015 | 2 | Юсупова Л. М.           | за цикл работ «Направленный синтез физиологически активных веществ для медицины и ветеринарии на основе биомиметического подхода» | [ 40 ] [ 41 ] |
| 2015 | 3 | Миролюбов Л. М.         | за работу «Хирургическая помощь детям с патологией сердца и сосудов в Республике Татарстан» | [ 40 ] [ 41 ] |
| 2015 | 3 | Арзин Д. Н.             | за работу «Хирургическая помощь детям с патологией сердца и сосудов в Республике Татарстан» | [ 40 ] [ 41 ] |
| 2015 | 3 | Нурмеев И. Н.           | за работу «Хирургическая помощь детям с патологией сердца и сосудов в Республике Татарстан» | [ 40 ] [ 41 ] |
| 2015 | 3 | Петрушенко Д. Ю.        | за работу «Хирургическая помощь детям с патологией сердца и сосудов в Республике Татарстан» | [ 40 ] [ 41 ] |
| 2015 | 3 | Хамидуллин А. Ф.        | за работу «Хирургическая помощь детям с патологией сердца и сосудов в Республике Татарстан» | [ 40 ] [ 41 ] |
| 2015 | 3 | Шавалиев Р. Ф.          | за работу «Хирургическая помощь детям с патологией сердца и сосудов в Республике Татарстан» | [ 40 ] [ 41 ] |
| 2015 | 4 | Тагиров М. Ш.           | за работу «Создание и внедрение конкурентоспособных сортов зерновых культур, адаптированных к условиям Республики Татарстан» | [ 40 ] [ 41 ] |
| 2015 | 4 | Блохин В. И.            | за работу «Создание и внедрение конкурентоспособных сортов зерновых культур, адаптированных к условиям Республики Татарстан» | [ 40 ] [ 41 ] |
| 2015 | 4 | Василова Н. З.          | за работу «Создание и внедрение конкурентоспособных сортов зерновых культур, адаптированных к условиям Республики Татарстан» | [ 40 ] [ 41 ] |
| 2015 | 4 | Фадеева И. Д.           | за работу «Создание и внедрение конкурентоспособных сортов зерновых культур, адаптированных к условиям Республики Татарстан» | [ 40 ] [ 41 ] |
| 2015 | 4 | Фатхиев Ф. Г.           | за работу «Создание и внедрение конкурентоспособных сортов зерновых культур, адаптированных к условиям Республики Татарстан» | [ 40 ] [ 41 ] |
| 2015 | 4 | Хазиев Р. Р.            | за работу «Создание и внедрение конкурентоспособных сортов зерновых культур, адаптированных к условиям Республики Татарстан» | [ 40 ] [ 41 ] |
| 2015 | 5 | Судыкин С. Н.           | за работу «Разработка и промышленное внедрение комплекса технологий и технических средств по промысловой подготовке сверхвязкой нефти» | [ 40 ] [ 41 ] |
| 2015 | 5 | Каюкова Г. П.           | за работу «Разработка и промышленное внедрение комплекса технологий и технических средств по промысловой подготовке сверхвязкой нефти» | [ 40 ] [ 41 ] |
| 2015 | 5 | Космачева Т. Ф.         | за работу «Разработка и промышленное внедрение комплекса технологий и технических средств по промысловой подготовке сверхвязкой нефти» | [ 40 ] [ 41 ] |
| 2015 | 5 | Судыкин А. Н.           | за работу «Разработка и промышленное внедрение комплекса технологий и технических средств по промысловой подготовке сверхвязкой нефти» | [ 40 ] [ 41 ] |
| 2015 | 5 | Юсупова Т. Н.           | за работу «Разработка и промышленное внедрение комплекса технологий и технических средств по промысловой подготовке сверхвязкой нефти» | [ 40 ] [ 41 ] |
| 2016 | 1 | Арсланова А. А.         | за семитомное академическое издание «История татар с древнейших времен» | [ 42 ] [ 43 ] |
| 2016 | 1 | Бушуев А. С.            | за семитомное академическое издание «История татар с древнейших времен» | [ 42 ] [ 43 ] |
| 2016 | 1 | Гилязов И. А.           | за семитомное академическое издание «История татар с древнейших времен» | [ 42 ] [ 43 ] |
| 2016 | 1 | Измайлов Б. И.          | за семитомное академическое издание «История татар с древнейших времен» | [ 42 ] [ 43 ] |
| 2016 | 1 | Исхаков Р. Р.           | за семитомное академическое издание «История татар с древнейших времен» | [ 42 ] [ 43 ] |
| 2016 | 1 | Миргалеев И. М.         | за семитомное академическое издание «История татар с древнейших времен» | [ 42 ] [ 43 ] |
| 2016 | 1 | Трепавлов В. В.         | за семитомное академическое издание «История татар с древнейших времен» | [ 42 ] [ 43 ] |
| 2016 | 1 | Хамидуллин Б. Л.        | за семитомное академическое издание «История татар с древнейших времен» | [ 42 ] [ 43 ] |
| 2016 | 2 | Рамеев З. З.            | за работу «„Сочинения“ Гаяза Исхаки в пятнадцати томах: возвращение и введение в научный оборот историко-культурного наследия классика татарской литературы» | [ 42 ] [ 43 ] |
| 2016 | 2 | Гайнанова Л. Р.         | за работу «„Сочинения“ Гаяза Исхаки в пятнадцати томах: возвращение и введение в научный оборот историко-культурного наследия классика татарской литературы» | [ 42 ] [ 43 ] |
| 2016 | 2 | Ибрагимова Ф. И.        | за работу «„Сочинения“ Гаяза Исхаки в пятнадцати томах: возвращение и введение в научный оборот историко-культурного наследия классика татарской литературы» | [ 42 ] [ 43 ] |
| 2016 | 2 | Мухаметшин З. Г.        | за работу «„Сочинения“ Гаяза Исхаки в пятнадцати томах: возвращение и введение в научный оборот историко-культурного наследия классика татарской литературы» | [ 42 ] [ 43 ] |
| 2016 | 3 | Галеев Р. Х.            | за работу «Разработка и внедрение новых технологий в лечение пациентов с патологией мочеполовой системы» | [ 42 ] [ 43 ] |
| 2016 | 3 | Гайфуллин Р. Ф.         | за работу «Разработка и внедрение новых технологий в лечение пациентов с патологией мочеполовой системы» | [ 42 ] [ 43 ] |
| 2016 | 3 | Тамакова В. П.          | за работу «Разработка и внедрение новых технологий в лечение пациентов с патологией мочеполовой системы» | [ 42 ] [ 43 ] |
| 2016 | 3 | Хасанова М. И.          | за работу «Разработка и внедрение новых технологий в лечение пациентов с патологией мочеполовой системы» | [ 42 ] [ 43 ] |
| 2016 | 4 | Хасанова Д. Р.          | за работу «Медицинская помощь больным с острыми нарушениями мозгового кровообращения в Республике Татарстан» | [ 42 ] [ 43 ] |
| 2016 | 4 | Алексеев А. Г.          | за работу «Медицинская помощь больным с острыми нарушениями мозгового кровообращения в Республике Татарстан» | [ 42 ] [ 43 ] |
| 2016 | 4 | Володюхин М. Ю.         | за работу «Медицинская помощь больным с острыми нарушениями мозгового кровообращения в Республике Татарстан» | [ 42 ] [ 43 ] |
| 2016 | 4 | Гаврилов И. А.          | за работу «Медицинская помощь больным с острыми нарушениями мозгового кровообращения в Республике Татарстан» | [ 42 ] [ 43 ] |
| 2016 | 4 | Голубева Р. К.          | за работу «Медицинская помощь больным с острыми нарушениями мозгового кровообращения в Республике Татарстан» | [ 42 ] [ 43 ] |
| 2016 | 4 | Дёмин Т. В.             | за работу «Медицинская помощь больным с острыми нарушениями мозгового кровообращения в Республике Татарстан» | [ 42 ] [ 43 ] |
| 2016 | 4 | Сайхунов М. В.          | за работу «Медицинская помощь больным с острыми нарушениями мозгового кровообращения в Республике Татарстан» | [ 42 ] [ 43 ] |
| 2016 | 4 | Хайруллин Р. Н.         | за работу «Медицинская помощь больным с острыми нарушениями мозгового кровообращения в Республике Татарстан» | [ 42 ] [ 43 ] |
| 2016 | 5 | Хайруллин М. Х.         | за работу «Развитие теоретических основ и промышленное внедрение технологий термогидродинамических методов исследования скважин и пластов для контроля разработки нефтяных месторождений Республики Татарстан с трудноизвлекаемыми запасами» | [ 42 ] [ 43 ] |
| 2016 | 5 | Абдуллин А. И.          | за работу «Развитие теоретических основ и промышленное внедрение технологий термогидродинамических методов исследования скважин и пластов для контроля разработки нефтяных месторождений Республики Татарстан с трудноизвлекаемыми запасами» | [ 42 ] [ 43 ] |
| 2016 | 5 | Бадертдинова Е. Р.      | за работу «Развитие теоретических основ и промышленное внедрение технологий термогидродинамических методов исследования скважин и пластов для контроля разработки нефтяных месторождений Республики Татарстан с трудноизвлекаемыми запасами» | [ 42 ] [ 43 ] |
| 2016 | 5 | Морозов П. Е.           | за работу «Развитие теоретических основ и промышленное внедрение технологий термогидродинамических методов исследования скважин и пластов для контроля разработки нефтяных месторождений Республики Татарстан с трудноизвлекаемыми запасами» | [ 42 ] [ 43 ] |
| 2016 | 5 | Назимов Н. А.           | за работу «Развитие теоретических основ и промышленное внедрение технологий термогидродинамических методов исследования скважин и пластов для контроля разработки нефтяных месторождений Республики Татарстан с трудноизвлекаемыми запасами» | [ 42 ] [ 43 ] |
| 2016 | 5 | Фархуллин Р. Г.         | за работу «Развитие теоретических основ и промышленное внедрение технологий термогидродинамических методов исследования скважин и пластов для контроля разработки нефтяных месторождений Республики Татарстан с трудноизвлекаемыми запасами» | [ 42 ] [ 43 ] |
| 2016 | 5 | Ханнанов М. Т.          | за работу «Развитие теоретических основ и промышленное внедрение технологий термогидродинамических методов исследования скважин и пластов для контроля разработки нефтяных месторождений Республики Татарстан с трудноизвлекаемыми запасами» | [ 42 ] [ 43 ] |
| 2016 | 5 | Шамсиев М. Н.           | за работу «Развитие теоретических основ и промышленное внедрение технологий термогидродинамических методов исследования скважин и пластов для контроля разработки нефтяных месторождений Республики Татарстан с трудноизвлекаемыми запасами» | [ 42 ] [ 43 ] |
| 2017 | 1 | Акчурин Р. С.           | за работу «Исследование, разработка и внедрение в клиническую практику новых микрохирургических технологий и инструментария для лечения сосудистых и коронарных заболеваний» | [ 44 ] [ 45 ] |
| 2017 | 1 | Вафин А. Ю.             | за работу «Исследование, разработка и внедрение в клиническую практику новых микрохирургических технологий и инструментария для лечения сосудистых и коронарных заболеваний» | [ 44 ] [ 45 ] |
| 2017 | 1 | Френкель А. Г.          | за работу «Исследование, разработка и внедрение в клиническую практику новых микрохирургических технологий и инструментария для лечения сосудистых и коронарных заболеваний» | [ 44 ] [ 45 ] |
| 2017 | 1 | Шакиров Н. Х.           | за работу «Исследование, разработка и внедрение в клиническую практику новых микрохирургических технологий и инструментария для лечения сосудистых и коронарных заболеваний» | [ 44 ] [ 45 ] |
| 2017 | 1 | Ширяев А. А.            | за работу «Исследование, разработка и внедрение в клиническую практику новых микрохирургических технологий и инструментария для лечения сосудистых и коронарных заболеваний» | [ 44 ] [ 45 ] |
| 2017 | 2 | Зарипов А. Т.           | за работу «Разработка и промышленное внедрение комплекса технологий для увеличения темпов отбора нефти и степени нефтеизвлечения на месторождениях Республики Татарстан» | [ 44 ] [ 45 ] |
| 2017 | 2 | Береговой А. Н.         | за работу «Разработка и промышленное внедрение комплекса технологий для увеличения темпов отбора нефти и степени нефтеизвлечения на месторождениях Республики Татарстан» | [ 44 ] [ 45 ] |
| 2017 | 2 | Ганеева З. М.           | за работу «Разработка и промышленное внедрение комплекса технологий для увеличения темпов отбора нефти и степени нефтеизвлечения на месторождениях Республики Татарстан» | [ 44 ] [ 45 ] |
| 2017 | 2 | Подавалов В. Б.         | за работу «Разработка и промышленное внедрение комплекса технологий для увеличения темпов отбора нефти и степени нефтеизвлечения на месторождениях Республики Татарстан» | [ 44 ] [ 45 ] |
| 2017 | 2 | Рахимова Ш. Г.          | за работу «Разработка и промышленное внедрение комплекса технологий для увеличения темпов отбора нефти и степени нефтеизвлечения на месторождениях Республики Татарстан» | [ 44 ] [ 45 ] |
| 2017 | 2 | Хабибрахманов А. Г.     | за работу «Разработка и промышленное внедрение комплекса технологий для увеличения темпов отбора нефти и степени нефтеизвлечения на месторождениях Республики Татарстан» | [ 44 ] [ 45 ] |
| 2017 | 2 | Хисаметдинов М. Р.      | за работу «Разработка и промышленное внедрение комплекса технологий для увеличения темпов отбора нефти и степени нефтеизвлечения на месторождениях Республики Татарстан» | [ 44 ] [ 45 ] |
| 2017 | 2 | Яртиев А. Ф.            | за работу «Разработка и промышленное внедрение комплекса технологий для увеличения темпов отбора нефти и степени нефтеизвлечения на месторождениях Республики Татарстан» | [ 44 ] [ 45 ] |
| 2017 | 3 | Аминова А. В.           | за работу «Инвариантно-групповые методы в теории фундаментальных полей с приложениями к теории гравитации, астрофизике и космологии» | [ 44 ] [ 45 ] |
| 2017 | 3 | Балакин А. Б.           | за работу «Инвариантно-групповые методы в теории фундаментальных полей с приложениями к теории гравитации, астрофизике и космологии» | [ 44 ] [ 45 ] |
| 2017 | 3 | Игнатьев Ю. Г.          | за работу «Инвариантно-групповые методы в теории фундаментальных полей с приложениями к теории гравитации, астрофизике и космологии» | [ 44 ] [ 45 ] |
| 2017 | 3 | Сушков С. В.            | за работу «Инвариантно-групповые методы в теории фундаментальных полей с приложениями к теории гравитации, астрофизике и космологии» | [ 44 ] [ 45 ] |
| 2017 | 4 | Захарова Л. Я.          | за работу «Полифункциональные наносистемы для инновационного развития биокатализа и биомедицинских технологий» | [ 44 ] [ 45 ] |
| 2017 | 4 | Жильцова Е. П.          | за работу «Полифункциональные наносистемы для инновационного развития биокатализа и биомедицинских технологий» | [ 44 ] [ 45 ] |
| 2017 | 4 | Зуев Ю. Ф.              | за работу «Полифункциональные наносистемы для инновационного развития биокатализа и биомедицинских технологий» | [ 44 ] [ 45 ] |
| 2017 | 4 | Миргородская А. Б.      | за работу «Полифункциональные наносистемы для инновационного развития биокатализа и биомедицинских технологий» | [ 44 ] [ 45 ] |
| 2017 | 4 | Мустафин И. Г.          | за работу «Полифункциональные наносистемы для инновационного развития биокатализа и биомедицинских технологий» | [ 44 ] [ 45 ] |
| 2017 | 4 | Покровский А. Г.        | за работу «Полифункциональные наносистемы для инновационного развития биокатализа и биомедицинских технологий» | [ 44 ] [ 45 ] |
| 2017 | 4 | Сёмина И. И.            | за работу «Полифункциональные наносистемы для инновационного развития биокатализа и биомедицинских технологий» | [ 44 ] [ 45 ] |
| 2017 | 4 | Файзуллин Д. А.         | за работу «Полифункциональные наносистемы для инновационного развития биокатализа и биомедицинских технологий» | [ 44 ] [ 45 ] |
| 2017 | 5 | Морозова Е. А.          | за работу «Родовые повреждения центральной нервной системы. Мультидисциплинарный подход, ранняя диагностика, система профилактики и поэтапной реабилитации» | [ 44 ] [ 45 ] |
| 2017 | 5 | Зайкова Ф. М.           | за работу «Родовые повреждения центральной нервной системы. Мультидисциплинарный подход, ранняя диагностика, система профилактики и поэтапной реабилитации» | [ 44 ] [ 45 ] |
| 2017 | 5 | Михайлов М. К.          | за работу «Родовые повреждения центральной нервной системы. Мультидисциплинарный подход, ранняя диагностика, система профилактики и поэтапной реабилитации» | [ 44 ] [ 45 ] |
| 2017 | 5 | Морозов В. И.           | за работу «Родовые повреждения центральной нервной системы. Мультидисциплинарный подход, ранняя диагностика, система профилактики и поэтапной реабилитации» | [ 44 ] [ 45 ] |
| 2017 | 5 | Прусаков В. Ф.          | за работу «Родовые повреждения центральной нервной системы. Мультидисциплинарный подход, ранняя диагностика, система профилактики и поэтапной реабилитации» | [ 44 ] [ 45 ] |
| 2017 | 5 | Ратнер А. Ю.            | за работу «Родовые повреждения центральной нервной системы. Мультидисциплинарный подход, ранняя диагностика, система профилактики и поэтапной реабилитации» | [ 44 ] [ 45 ] |
| 2017 | 5 | Уткузова М. А.          | за работу «Родовые повреждения центральной нервной системы. Мультидисциплинарный подход, ранняя диагностика, система профилактики и поэтапной реабилитации» | [ 44 ] [ 45 ] |
| 2017 | 5 | Хасанов А. А.           | за работу «Родовые повреждения центральной нервной системы. Мультидисциплинарный подход, ранняя диагностика, система профилактики и поэтапной реабилитации» | [ 44 ] [ 45 ] |
| 2018 | 1 | Кадыров Р. Р.           | за работу «Разработка и промышленное внедрение комплекса технических и технологических решений по ремонтно-изоляционным работам, обеспечивающих ограничение водопритока и увеличение нефтеизвлечения на месторождениях Республики Татарстан» | [ 46 ] [ 47 ] |
| 2018 | 1 | Евдокимов А. М.         | за работу «Разработка и промышленное внедрение комплекса технических и технологических решений по ремонтно-изоляционным работам, обеспечивающих ограничение водопритока и увеличение нефтеизвлечения на месторождениях Республики Татарстан» | [ 46 ] [ 47 ] |
| 2018 | 1 | Латыпов Р. Р.           | за работу «Разработка и промышленное внедрение комплекса технических и технологических решений по ремонтно-изоляционным работам, обеспечивающих ограничение водопритока и увеличение нефтеизвлечения на месторождениях Республики Татарстан» | [ 46 ] [ 47 ] |
| 2018 | 1 | Махмутов И. Х.          | за работу «Разработка и промышленное внедрение комплекса технических и технологических решений по ремонтно-изоляционным работам, обеспечивающих ограничение водопритока и увеличение нефтеизвлечения на месторождениях Республики Татарстан» | [ 46 ] [ 47 ] |
| 2018 | 1 | Низаев Р. Х.            | за работу «Разработка и промышленное внедрение комплекса технических и технологических решений по ремонтно-изоляционным работам, обеспечивающих ограничение водопритока и увеличение нефтеизвлечения на месторождениях Республики Татарстан» | [ 46 ] [ 47 ] |
| 2018 | 1 | Сахапова А. К.          | за работу «Разработка и промышленное внедрение комплекса технических и технологических решений по ремонтно-изоляционным работам, обеспечивающих ограничение водопритока и увеличение нефтеизвлечения на месторождениях Республики Татарстан» | [ 46 ] [ 47 ] |
| 2018 | 1 | Фаттахов И. Г.          | за работу «Разработка и промышленное внедрение комплекса технических и технологических решений по ремонтно-изоляционным работам, обеспечивающих ограничение водопритока и увеличение нефтеизвлечения на месторождениях Республики Татарстан» | [ 46 ] [ 47 ] |
| 2018 | 1 | Хасанова Д. К.          | за работу «Разработка и промышленное внедрение комплекса технических и технологических решений по ремонтно-изоляционным работам, обеспечивающих ограничение водопритока и увеличение нефтеизвлечения на месторождениях Республики Татарстан» | [ 46 ] [ 47 ] |
| 2018 | 2 | Дыкман А. С.            | за работу «Промышленные технологии разложения кислородсодержащих побочных продуктов нефтехимических производств» | [ 46 ] [ 47 ] |
| 2018 | 2 | Галимзянов Р. М.        | за работу «Промышленные технологии разложения кислородсодержащих побочных продуктов нефтехимических производств» | [ 46 ] [ 47 ] |
| 2018 | 2 | Гусамов Р. Р.           | за работу «Промышленные технологии разложения кислородсодержащих побочных продуктов нефтехимических производств» | [ 46 ] [ 47 ] |
| 2018 | 2 | Нестеров О. Н.          | за работу «Промышленные технологии разложения кислородсодержащих побочных продуктов нефтехимических производств» | [ 46 ] [ 47 ] |
| 2018 | 2 | Поляков С. А.           | за работу «Промышленные технологии разложения кислородсодержащих побочных продуктов нефтехимических производств» | [ 46 ] [ 47 ] |
| 2018 | 2 | Соминич А. А.           | за работу «Промышленные технологии разложения кислородсодержащих побочных продуктов нефтехимических производств» | [ 46 ] [ 47 ] |
| 2018 | 2 | Хакимов Р. В.           | за работу «Промышленные технологии разложения кислородсодержащих побочных продуктов нефтехимических производств» | [ 46 ] [ 47 ] |
| 2018 | 2 | Шарифуллин И. Г.        | за работу «Промышленные технологии разложения кислородсодержащих побочных продуктов нефтехимических производств» | [ 46 ] [ 47 ] |
| 2019 | 1 | Игнатьев И. М.          | за работу «Инновационные технологии в диагностике и лечении заболеваний венозной системы» | [ 48 ] [ 49 ] |
| 2019 | 1 | Бредихин Р. А.          | за работу «Инновационные технологии в диагностике и лечении заболеваний венозной системы» | [ 48 ] [ 49 ] |
| 2019 | 1 | Ахметзянов Р. В.        | за работу «Инновационные технологии в диагностике и лечении заболеваний венозной системы» | [ 48 ] [ 49 ] |
| 2019 | 2 | Бахтизин Р. Н.          | за работу «Разработка и широкое промышленное внедрение инновационных струйных аппаратов с вихревыми устройствами в процессах подготовки и переработки нефти и нефтепродуктов» | [ 48 ] [ 49 ] |
| 2019 | 2 | Авзалетдинов А. Г.      | за работу «Разработка и широкое промышленное внедрение инновационных струйных аппаратов с вихревыми устройствами в процессах подготовки и переработки нефти и нефтепродуктов» | [ 48 ] [ 49 ] |
| 2019 | 2 | Алиев М. М.-о.          | за работу «Разработка и широкое промышленное внедрение инновационных струйных аппаратов с вихревыми устройствами в процессах подготовки и переработки нефти и нефтепродуктов» | [ 48 ] [ 49 ] |
| 2019 | 2 | Галиакбаров В. Ф.       | за работу «Разработка и широкое промышленное внедрение инновационных струйных аппаратов с вихревыми устройствами в процессах подготовки и переработки нефти и нефтепродуктов» | [ 48 ] [ 49 ] |
| 2019 | 2 | Нургалиев Р. З.         | за работу «Разработка и широкое промышленное внедрение инновационных струйных аппаратов с вихревыми устройствами в процессах подготовки и переработки нефти и нефтепродуктов» | [ 48 ] [ 49 ] |
| 2019 | 2 | Сидоров Г. М.           | за работу «Разработка и широкое промышленное внедрение инновационных струйных аппаратов с вихревыми устройствами в процессах подготовки и переработки нефти и нефтепродуктов» | [ 48 ] [ 49 ] |
| 2019 | 2 | Трубкин С. А.           | за работу «Разработка и широкое промышленное внедрение инновационных струйных аппаратов с вихревыми устройствами в процессах подготовки и переработки нефти и нефтепродуктов» | [ 48 ] [ 49 ] |
| 2019 | 2 | Яхин Б. А.              | за работу «Разработка и широкое промышленное внедрение инновационных струйных аппаратов с вихревыми устройствами в процессах подготовки и переработки нефти и нефтепродуктов» | [ 48 ] [ 49 ] |
| 2020 | 1 | Валеев Н. М.            | за цикл трудов по историко-культурному наследию города Елабуги (9 книг) | [ 50 ] [ 51 ] |
| 2020 | 2 | Ситдиков А. Г.          | за цикл работ по междисциплинарным исследованиям и сохранению памятников мирового историко-культурного наследия Российской Федерации на примере объектов Свияжска и Болгарского городища Республики Татарстан | [ 50 ] [ 51 ] |
| 2020 | 2 | Валеев Р. М.            | за цикл работ по междисциплинарным исследованиям и сохранению памятников мирового историко-культурного наследия Российской Федерации на примере объектов Свияжска и Болгарского городища Республики Татарстан | [ 50 ] [ 51 ] |
| 2020 | 2 | Ларионова Т. П.         | за цикл работ по междисциплинарным исследованиям и сохранению памятников мирового историко-культурного наследия Российской Федерации на примере объектов Свияжска и Болгарского городища Республики Татарстан | [ 50 ] [ 51 ] |
| 2020 | 2 | Нугаев К. А.            | за цикл работ по междисциплинарным исследованиям и сохранению памятников мирового историко-культурного наследия Российской Федерации на примере объектов Свияжска и Болгарского городища Республики Татарстан | [ 50 ] [ 51 ] |
| 2020 | 2 | Силкин А. Н.            | за цикл работ по междисциплинарным исследованиям и сохранению памятников мирового историко-культурного наследия Российской Федерации на примере объектов Свияжска и Болгарского городища Республики Татарстан | [ 50 ] [ 51 ] |
| 2020 | 2 | Хайрутдинов Р. Р.       | за цикл работ по междисциплинарным исследованиям и сохранению памятников мирового историко-культурного наследия Российской Федерации на примере объектов Свияжска и Болгарского городища Республики Татарстан | [ 50 ] [ 51 ] |
| 2020 | 2 | Хуснутдинов А. А.       | за цикл работ по междисциплинарным исследованиям и сохранению памятников мирового историко-культурного наследия Российской Федерации на примере объектов Свияжска и Болгарского городища Республики Татарстан | [ 50 ] [ 51 ] |
| 2020 | 3 | Бодрова Р. А.           | за работу «Разработка и внедрение комплексной медицинской реабилитации больных и инвалидов в Республике Татарстан на основе фундаментальных, прикладных и социально значимых подходов» | [ 50 ] [ 51 ] |
| 2020 | 3 | Аухадеев Э. И.          | за работу «Разработка и внедрение комплексной медицинской реабилитации больных и инвалидов в Республике Татарстан на основе фундаментальных, прикладных и социально значимых подходов» | [ 50 ] [ 51 ] |
| 2020 | 3 | Ахмедова Г. М.          | за работу «Разработка и внедрение комплексной медицинской реабилитации больных и инвалидов в Республике Татарстан на основе фундаментальных, прикладных и социально значимых подходов» | [ 50 ] [ 51 ] |
| 2020 | 3 | Садыков И. Ф.           | за работу «Разработка и внедрение комплексной медицинской реабилитации больных и инвалидов в Республике Татарстан на основе фундаментальных, прикладных и социально значимых подходов» | [ 50 ] [ 51 ] |
| 2020 | 3 | Хасанов Р. Ш.           | за работу «Разработка и внедрение комплексной медицинской реабилитации больных и инвалидов в Республике Татарстан на основе фундаментальных, прикладных и социально значимых подходов» | [ 50 ] [ 51 ] |
| 2020 | 3 | Хусайнова Э. Р.         | за работу «Разработка и внедрение комплексной медицинской реабилитации больных и инвалидов в Республике Татарстан на основе фундаментальных, прикладных и социально значимых подходов» | [ 50 ] [ 51 ] |
| 2020 | 3 | Юсупова Н. З.           | за работу «Разработка и внедрение комплексной медицинской реабилитации больных и инвалидов в Республике Татарстан на основе фундаментальных, прикладных и социально значимых подходов» | [ 50 ] [ 51 ] |
| 2021 | 1 | Садыкова Д. И.          | за работу «Разработка и внедрение инновационных технологий для ранней диагностики сердечно-сосудистых заболеваний у детей в Республике Татарстан» | [ 52 ] [ 53 ] |
| 2021 | 1 | Бабинцева А. А.         | за работу «Разработка и внедрение инновационных технологий для ранней диагностики сердечно-сосудистых заболеваний у детей в Республике Татарстан» | [ 52 ] [ 53 ] |
| 2021 | 1 | Зиатдинов А. И.         | за работу «Разработка и внедрение инновационных технологий для ранней диагностики сердечно-сосудистых заболеваний у детей в Республике Татарстан» | [ 52 ] [ 53 ] |
| 2021 | 1 | Игнашина Е. Г.          | за работу «Разработка и внедрение инновационных технологий для ранней диагностики сердечно-сосудистых заболеваний у детей в Республике Татарстан» | [ 52 ] [ 53 ] |
| 2021 | 1 | Макарова Т. П.          | за работу «Разработка и внедрение инновационных технологий для ранней диагностики сердечно-сосудистых заболеваний у детей в Республике Татарстан» | [ 52 ] [ 53 ] |
| 2021 | 1 | Сабирова Д. Р.          | за работу «Разработка и внедрение инновационных технологий для ранней диагностики сердечно-сосудистых заболеваний у детей в Республике Татарстан» | [ 52 ] [ 53 ] |
| 2021 | 1 | Сенёк С. А.             | за работу «Разработка и внедрение инновационных технологий для ранней диагностики сердечно-сосудистых заболеваний у детей в Республике Татарстан» | [ 52 ] [ 53 ] |
| 2021 | 1 | Фирсова Н. Н.           | за работу «Разработка и внедрение инновационных технологий для ранней диагностики сердечно-сосудистых заболеваний у детей в Республике Татарстан» | [ 52 ] [ 53 ] |
| 2021 | 2 | Шерстюков О. Н.         | за цикл работ «Метеорно-ионосферное распространение радиоволн и волновые процессы в атмосфере» | [ 52 ] [ 53 ] |
| 2021 | 2 | Акчурин А. Д.           | за цикл работ «Метеорно-ионосферное распространение радиоволн и волновые процессы в атмосфере» | [ 52 ] [ 53 ] |
| 2021 | 2 | Карпов А. В.            | за цикл работ «Метеорно-ионосферное распространение радиоволн и волновые процессы в атмосфере» | [ 52 ] [ 53 ] |
| 2021 | 2 | Насыров И. А.           | за цикл работ «Метеорно-ионосферное распространение радиоволн и волновые процессы в атмосфере» | [ 52 ] [ 53 ] |
| 2021 | 2 | Сулимов А. И.           | за цикл работ «Метеорно-ионосферное распространение радиоволн и волновые процессы в атмосфере» | [ 52 ] [ 53 ] |
| 2021 | 2 | Тептин Г. М.            | за цикл работ «Метеорно-ионосферное распространение радиоволн и волновые процессы в атмосфере» | [ 52 ] [ 53 ] |
| 2021 | 2 | Хуторова О. Г.          | за цикл работ «Метеорно-ионосферное распространение радиоволн и волновые процессы в атмосфере» | [ 52 ] [ 53 ] |
| 2021 | 3 | Хаертдинов Р. А.        | за работу «Создание и использование селекционного достижения — татарской породы лошадей в Республике Татарстан» | [ 52 ] [ 53 ] |
| 2021 | 3 | Бакиров Ф. Р.           | за работу «Создание и использование селекционного достижения — татарской породы лошадей в Республике Татарстан» | [ 52 ] [ 53 ] |
| 2021 | 3 | Зарипов Р. У.           | за работу «Создание и использование селекционного достижения — татарской породы лошадей в Республике Татарстан» | [ 52 ] [ 53 ] |
| 2021 | 3 | Камалдинов И. Н.        | за работу «Создание и использование селекционного достижения — татарской породы лошадей в Республике Татарстан» | [ 52 ] [ 53 ] |
| 2021 | 3 | Набиуллин Ф. М.         | за работу «Создание и использование селекционного достижения — татарской породы лошадей в Республике Татарстан» | [ 52 ] [ 53 ] |
| 2021 | 3 | Сафина Г. Ф.            | за работу «Создание и использование селекционного достижения — татарской породы лошадей в Республике Татарстан» | [ 52 ] [ 53 ] |
| 2021 | 3 | Сушенцова М. А.         | за работу «Создание и использование селекционного достижения — татарской породы лошадей в Республике Татарстан» | [ 52 ] [ 53 ] |
| 2021 | 3 | Хабибуллин А. Г.        | за работу «Создание и использование селекционного достижения — татарской породы лошадей в Республике Татарстан» | [ 52 ] [ 53 ] |
| 2021 | 4 | Лутфуллин А. А.         | за работу «Реализация комплекса технологических решений по интенсификации добычи нефти с целью повышения эффективности разработки Ромашкинского месторождения на поздней стадии»: | [ 52 ] [ 53 ] |
| 2021 | 4 | Абсалямов Р. Ш.         | за работу «Реализация комплекса технологических решений по интенсификации добычи нефти с целью повышения эффективности разработки Ромашкинского месторождения на поздней стадии»: | [ 52 ] [ 53 ] |
| 2021 | 4 | Абусалимов Э. М.        | за работу «Реализация комплекса технологических решений по интенсификации добычи нефти с целью повышения эффективности разработки Ромашкинского месторождения на поздней стадии»: | [ 52 ] [ 53 ] |
| 2021 | 4 | Исмагилов Ф. З.         | за работу «Реализация комплекса технологических решений по интенсификации добычи нефти с целью повышения эффективности разработки Ромашкинского месторождения на поздней стадии»: | [ 52 ] [ 53 ] |
| 2021 | 4 | Каримов И. С.           | за работу «Реализация комплекса технологических решений по интенсификации добычи нефти с целью повышения эффективности разработки Ромашкинского месторождения на поздней стадии»: | [ 52 ] [ 53 ] |
| 2021 | 4 | Мухлиев И. Р.           | за работу «Реализация комплекса технологических решений по интенсификации добычи нефти с целью повышения эффективности разработки Ромашкинского месторождения на поздней стадии»: | [ 52 ] [ 53 ] |
| 2021 | 4 | Хусаинов Р. Ф.          | за работу «Реализация комплекса технологических решений по интенсификации добычи нефти с целью повышения эффективности разработки Ромашкинского месторождения на поздней стадии»: | [ 52 ] [ 53 ] |
| 2022 | 1 | Еров Ю. В.              | за работу «Создание и внедрение инновационной системы семеноводства зерновых культур в Республике Татарстан» | [ 54 ] [ 55 ] |
| 2022 | 1 | Габдрахманов И. Х.      | за работу «Создание и внедрение инновационной системы семеноводства зерновых культур в Республике Татарстан» | [ 54 ] [ 55 ] |
| 2022 | 1 | Грачёв В. А.            | за работу «Создание и внедрение инновационной системы семеноводства зерновых культур в Республике Татарстан» | [ 54 ] [ 55 ] |
| 2022 | 1 | Зайнуллин Ш. А.         | за работу «Создание и внедрение инновационной системы семеноводства зерновых культур в Республике Татарстан» | [ 54 ] [ 55 ] |
| 2022 | 1 | Имамеев И. М.           | за работу «Создание и внедрение инновационной системы семеноводства зерновых культур в Республике Татарстан» | [ 54 ] [ 55 ] |
| 2022 | 1 | Мавлин В. Р.            | за работу «Создание и внедрение инновационной системы семеноводства зерновых культур в Республике Татарстан» | [ 54 ] [ 55 ] |
| 2022 | 1 | Нуруллин Э. Г.          | за работу «Создание и внедрение инновационной системы семеноводства зерновых культур в Республике Татарстан» | [ 54 ] [ 55 ] |
| 2022 | 1 | Прокофьев Н. П.         | за работу «Создание и внедрение инновационной системы семеноводства зерновых культур в Республике Татарстан» | [ 54 ] [ 55 ] |
| 2022 | 2 | Гарифов К. М.           | за работу «Разработка и промышленное внедрение одновременно-раздельной эксплуатации нефтяных пластов одной скважиной» | [ 54 ] [ 55 ] |
| 2022 | 2 | Артюхов А. В.           | за работу «Разработка и промышленное внедрение одновременно-раздельной эксплуатации нефтяных пластов одной скважиной» | [ 54 ] [ 55 ] |
| 2022 | 2 | Балбошин В. А.          | за работу «Разработка и промышленное внедрение одновременно-раздельной эксплуатации нефтяных пластов одной скважиной» | [ 54 ] [ 55 ] |
| 2022 | 2 | Воронин Н. А.           | за работу «Разработка и промышленное внедрение одновременно-раздельной эксплуатации нефтяных пластов одной скважиной» | [ 54 ] [ 55 ] |
| 2022 | 2 | Глуходед А. В.          | за работу «Разработка и промышленное внедрение одновременно-раздельной эксплуатации нефтяных пластов одной скважиной» | [ 54 ] [ 55 ] |
| 2022 | 2 | Кадыров А. Х.           | за работу «Разработка и промышленное внедрение одновременно-раздельной эксплуатации нефтяных пластов одной скважиной» | [ 54 ] [ 55 ] |
| 2022 | 2 | Рахманов И. Н.          | за работу «Разработка и промышленное внедрение одновременно-раздельной эксплуатации нефтяных пластов одной скважиной» | [ 54 ] [ 55 ] |
| 2022 | 2 | Фадеев В. Г.            | за работу «Разработка и промышленное внедрение одновременно-раздельной эксплуатации нефтяных пластов одной скважиной» | [ 54 ] [ 55 ] |
| 2023 | 1 | Тимерханов А. А.        | за работу «Толковый словарь татарского языка» в 6 томах (1998—2021 гг.) | [ 56 ]        |
| 2023 | 1 | Галимова О. Н.          | за работу «Толковый словарь татарского языка» в 6 томах (1998—2021 гг.) | [ 56 ]        |
| 2023 | 1 | Гаффарова Ф. Ф.         | за работу «Толковый словарь татарского языка» в 6 томах (1998—2021 гг.) | [ 56 ]        |
| 2023 | 1 | Саберова Г. Г.          | за работу «Толковый словарь татарского языка» в 6 томах (1998—2021 гг.) | [ 56 ]        |
| 2023 | 1 | Сабитова И. И.          | за работу «Толковый словарь татарского языка» в 6 томах (1998—2021 гг.) | [ 56 ]        |
| 2023 | 1 | Сафаров Р. Т.           | за работу «Толковый словарь татарского языка» в 6 томах (1998—2021 гг.) | [ 56 ]        |
| 2023 | 1 | Сафина Э. И.            | за работу «Толковый словарь татарского языка» в 6 томах (1998—2021 гг.) | [ 56 ]        |
| 2023 | 1 | Тагирова Ф. И.          | за работу «Толковый словарь татарского языка» в 6 томах (1998—2021 гг.) | [ 56 ]        |
| 2023 | 2 | Хисматуллин М. М.       | за работу «Разработка и внедрение инновационных приемов мелиоративного земледелия, обеспечивающих повышение экономической эффективности сельскохозяйственного производства Республики Татарстан» | [ 56 ]        |
| 2023 | 2 | Валиев А. Р.            | за работу «Разработка и внедрение инновационных приемов мелиоративного земледелия, обеспечивающих повышение экономической эффективности сельскохозяйственного производства Республики Татарстан» | [ 56 ]        |
| 2023 | 2 | Вафин Р. К.             | за работу «Разработка и внедрение инновационных приемов мелиоративного земледелия, обеспечивающих повышение экономической эффективности сельскохозяйственного производства Республики Татарстан» | [ 56 ]        |
| 2023 | 2 | Миннуллин Г. С.         | за работу «Разработка и внедрение инновационных приемов мелиоративного земледелия, обеспечивающих повышение экономической эффективности сельскохозяйственного производства Республики Татарстан» | [ 56 ]        |
| 2023 | 2 | Сулейманов С. Р.        | за работу «Разработка и внедрение инновационных приемов мелиоративного земледелия, обеспечивающих повышение экономической эффективности сельскохозяйственного производства Республики Татарстан» | [ 56 ]        |
| 2023 | 2 | Сунгатуллин Р. Х.       | за работу «Разработка и внедрение инновационных приемов мелиоративного земледелия, обеспечивающих повышение экономической эффективности сельскохозяйственного производства Республики Татарстан» | [ 56 ]        |
| 2023 | 2 | Хисматуллин М. М.       | за работу «Разработка и внедрение инновационных приемов мелиоративного земледелия, обеспечивающих повышение экономической эффективности сельскохозяйственного производства Республики Татарстан» | [ 56 ]        |
| 2023 | 3 | Бугаков И. С.           | за работу «Постановка на серийное производство многоцелевого вертолета Ми-38» | [ 56 ]        |
| 2023 | 3 | Аменова К. О.           | за работу «Постановка на серийное производство многоцелевого вертолета Ми-38» | [ 56 ]        |
| 2023 | 3 | Ахметзянов В. Х.        | за работу «Постановка на серийное производство многоцелевого вертолета Ми-38» | [ 56 ]        |
| 2023 | 3 | Коробов С. Я.           | за работу «Постановка на серийное производство многоцелевого вертолета Ми-38» | [ 56 ]        |
| 2023 | 3 | Лаврентьев А. П.        | за работу «Постановка на серийное производство многоцелевого вертолета Ми-38» | [ 56 ]        |
| 2023 | 3 | Павлов Л. Н.            | за работу «Постановка на серийное производство многоцелевого вертолета Ми-38» | [ 56 ]        |
| 2023 | 3 | Пискунов В. Г.          | за работу «Постановка на серийное производство многоцелевого вертолета Ми-38» | [ 56 ]        |
| 2023 | 3 | Шаргин В. П.            | за работу «Постановка на серийное производство многоцелевого вертолета Ми-38» | [ 56 ]        |
| 2023 | 4 | Сахаутдинов Р. В.       | за работу «Разработка, создание и функционирование геодезической сети специального назначения с автоматизацией сбора и обработки комплексных данных с использованием искусственного интеллекта» | [ 56 ]        |
| 2023 | 4 | Баратов А. Р.           | за работу «Разработка, создание и функционирование геодезической сети специального назначения с автоматизацией сбора и обработки комплексных данных с использованием искусственного интеллекта» | [ 56 ]        |
| 2023 | 4 | Гатиятуллин Р. Н.       | за работу «Разработка, создание и функционирование геодезической сети специального назначения с автоматизацией сбора и обработки комплексных данных с использованием искусственного интеллекта» | [ 56 ]        |
| 2023 | 4 | Гилаев Д. М.            | за работу «Разработка, создание и функционирование геодезической сети специального назначения с автоматизацией сбора и обработки комплексных данных с использованием искусственного интеллекта» | [ 56 ]        |
| 2023 | 4 | Зиганшин Э. Р.          | за работу «Разработка, создание и функционирование геодезической сети специального назначения с автоматизацией сбора и обработки комплексных данных с использованием искусственного интеллекта» | [ 56 ]        |
| 2023 | 4 | Кузьмин Ю. О.           | за работу «Разработка, создание и функционирование геодезической сети специального назначения с автоматизацией сбора и обработки комплексных данных с использованием искусственного интеллекта» | [ 56 ]        |
| 2023 | 4 | Рахматуллин М. Х.       | за работу «Разработка, создание и функционирование геодезической сети специального назначения с автоматизацией сбора и обработки комплексных данных с использованием искусственного интеллекта» | [ 56 ]        |
| 2023 | 4 | Яруллин А. Д.           | за работу «Разработка, создание и функционирование геодезической сети специального назначения с автоматизацией сбора и обработки комплексных данных с использованием искусственного интеллекта» | [ 56 ]        |

## Комментарии
1. 1 2 3 4 5 6 7 8 9 10 11 12 13 14 15 16 17 18 19 20 21 22 23 24 25  Посмертно.